# 이슈타르
이슈타르 또는 인안나는 고대 메소포타미아의 전쟁, 사랑, 풍요의 여신이다. 그녀는 또한 정치적 권력, 신성한 법, 감각, 생식과도 관련이 있다. 원래 수메르에서 숭배되었으며, 아카드인, 바빌로니아인, 아시리아인들은 이슈타르라고 불렀다. 그녀의 주요 칭호는 하늘의 여왕이다.
그녀는 초기 주요 종교 중심지인 우루크 시의 에안나 신전의 수호 여신이었다. 고대 우루크에서 그녀는 세 가지 형태로 숭배되었는데, 아침 인안나(Inana-UD/hud), 저녁 인안나(Inanna sig), 왕자 인안나(Inanna NUN)가 그것이다. 이 중 처음 두 가지는 그녀와 관련된 행성 금성의 위상을 반영한다. 그녀의 가장 두드러진 상징은 사자와 팔각 별이다. 그녀의 남편은 신 두무지드 (후에 탐무즈로 알려짐)이고, 그녀의 수칼 (시종)은 여신 닌슈부르이며, 후에 남신 일라브라트와 팝수칼과 혼합되었다.
인안나는 우루크기 ( 4000 – 3100 BCEc.) 때부터 수메르에서 숭배되었으며, 사르곤의 정복 이전에는 비교적 지역적으로만 숭배되었다. 후-사르곤 시대에 그녀는 수메르 신화에서 가장 널리 숭배되는 신 중 하나가 되었으며, 메소포타미아 전역에 신전이 있었다. 인안나/이슈타르 숭배는 이 지역에서 수메르인을 계승하고 흡수한 동셈어군 사용 민족(아카드인, 아시리아인 및 바빌로니아인)에 의해 계속되었다.
그녀는 특히 아시리아인들에게 사랑받았는데, 아시리아인들은 그녀를 자신들의 민족신 아슈르보다 높은 지위에 올려놓았다. 인안나/이슈타르는 히브리어 성경에도 암시되어 있으며, 우가리트 여신 아스타르테에 크게 영향을 미쳤고, 이후 페니키아 여신 아스타르테에 영향을 주었으며, 이 여신은 다시 그리스 여신 아프로디테의 발전에 영향을 미쳤을 수 있다. 그녀에 대한 숭배는 기독교가 등장하면서 1세기부터 6세기에 걸쳐 점진적으로 쇠퇴할 때까지 번성했다.
인안나는 다른 어떤 수메르 신보다 더 많은 신화에 등장한다. 그녀는 또한 네르갈에 비견될 만큼 유일하게 많은 별칭과 대체 이름을 가지고 있다.
그녀의 많은 신화는 다른 신들의 영역을 차지하는 내용을 포함한다. 그녀는 지혜의 신 에아로부터 문명의 모든 긍정적이고 부정적인 측면을 나타내는 메를 받았다고 믿어진다. 그녀는 또한 하늘의 신 아누로부터 에안나 신전을 차지했다고 믿어진다. 쌍둥이 오빠 우투 (후에 샤마쉬로 알려짐)와 함께 인안나는 신성한 정의의 집행자이다. 그녀는 자신의 권위에 도전한 에비흐 산을 파괴하고, 잠자는 동안 자신을 강간한 정원사 슈칼레투다에게 분노를 터뜨렸으며, 도적 여인 빌룰루를 추적하여 탐무즈를 살해한 것에 대한 천벌로 그녀를 죽였다. 길가메시 서사시의 표준 아카드어 버전에서 이슈타르는 길가메시에게 자신의 배우자가 되어달라고 요청한다. 그가 경멸적으로 거절하자 그녀는 하늘의 황소를 풀어냈고, 이로 인해 엔키두가 죽고 길가메시는 자신의 죽음을 고민하게 된다.
인안나의 가장 유명한 신화는 그녀의 언니 에레쉬키갈이 다스리는 고대 메소포타미아의 지하 세계로 내려갔다가 돌아오는 이야기이다. 에레쉬키갈의 왕좌에 도착하자 지하 세계의 일곱 재판관은 그녀를 유죄로 선고하고 죽게 한다. 3일 후, 닌슈부르는 모든 신들에게 인안나를 다시 데려오라고 간청한다. 모든 신들이 거절하지만, 에아만이 인안나를 구하기 위해 두 명의 무성 생명체를 보낸다.
그들은 인안나를 지하 세계에서 데리고 나오지만, 지하 세계의 수호자인 갈라는 그녀의 남편 두무지를 그녀의 대체자로 지하 세계로 끌고 간다. 두무지는 결국 일 년 중 절반 동안 천국으로 돌아오는 것이 허용되고, 그의 누이 게쉬티난나는 나머지 절반 동안 지하 세계에 머물게 되어 계절의 순환이 이루어진다.

## 어원

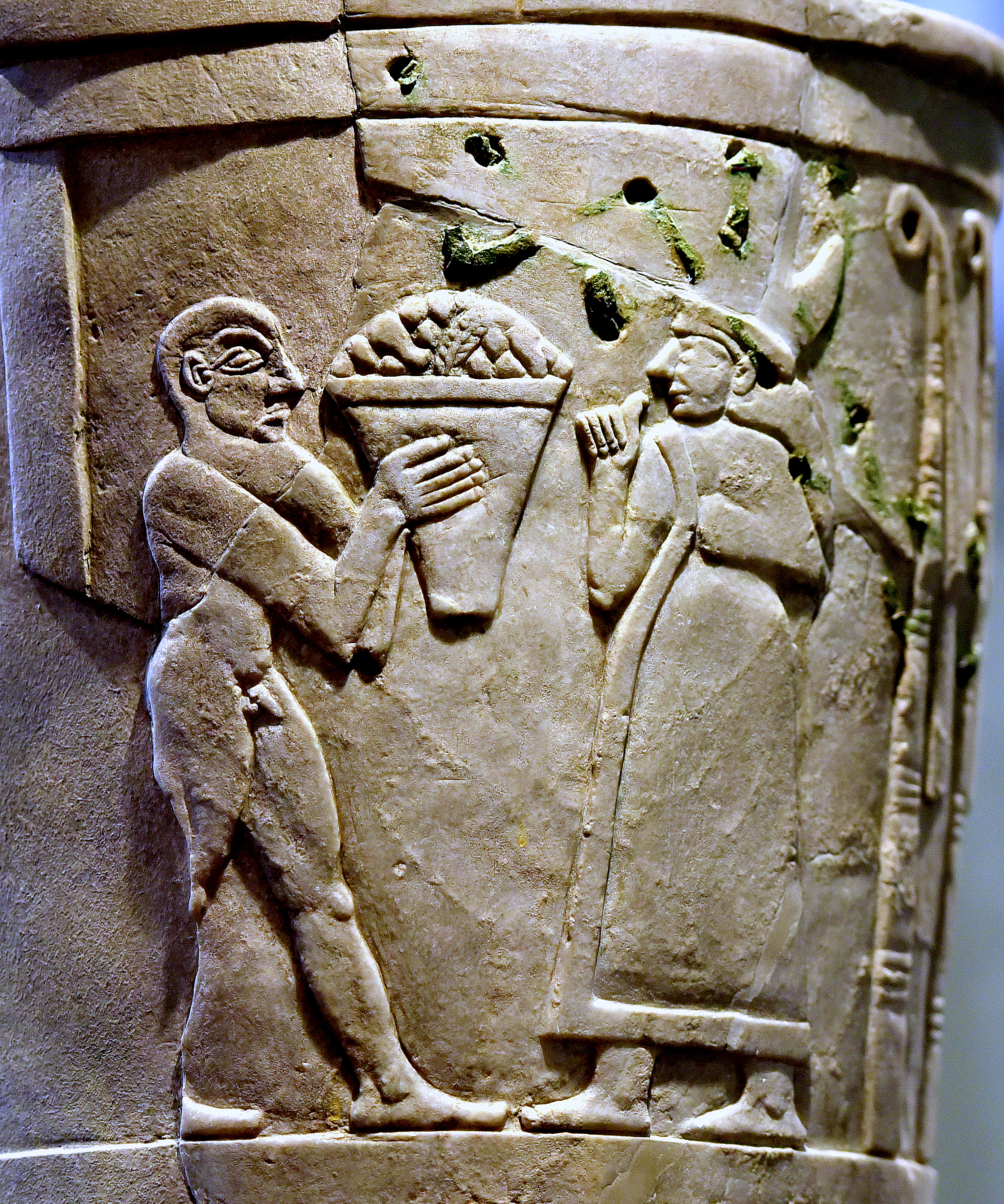
우루크 주전자에 공물을 받는 인안나, 기원전 3200~3000년경

학자들은 인안나와 이슈타르가 원래 별개의 무관한 신들이었으나, 사르곤의 통치 기간 동안 서로 혼합되어 사실상 같은 여신으로 여겨지게 되었다고 믿는다. 인안나의 이름은 수메르어 구절 nin-an-ak에서 유래했을 수 있으며, 이는 "하늘의 여인"을 의미한다. 그러나 인안나의 쐐기 문자 기호 (𒈹)는 여인 (수메르어: nin; 쐐기 문자: 𒊩𒌆 SAL.TUG2)과 하늘 (수메르어: [[[딩기르|an]]] 오류: {{전자}}: transliteration text not Latin script (pos 3: 딩) (도움말); 쐐기 문자: 𒀭 AN) 기호의 합자가 아니다. 이러한 어려움으로 인해 일부 초기 아시리아학자들은 인안나가 원래 원-유프라테스어족 여신이었으며, 나중에야 수메르 신화에 편입되었을 것이라고 주장했다. 이러한 주장은 인안나의 젊음과 다른 수메르 신들과 달리 처음에는 뚜렷한 책임 영역이 없었다는 사실에 의해 뒷받침되었다. 수메르어 이전에 남부 이라크에 원-유프라테스어 기층 언어가 있었다는 견해는 현대 아시리아학자들에게 널리 받아들여지지 않는다.
이슈타르라는 이름은 사르곤 이전 시대와 이후 시대의 아카드, 아시리아, 바빌로니아의 인명에 요소로 등장한다. 이 이름은 셈어에서 유래했으며 아마도 후기 우가리트와 남부 아라비아의 비문에서 언급된 서셈어군 신 아타르의 이름과 어원적으로 관련이 있을 것이다. 샛별은 전쟁의 기술을 주관하는 남신으로, 저녁별은 사랑의 기술을 주관하는 여신으로 여겨졌을 수 있다. 아카드인, 아시리아인, 바빌로니아인 사이에서 남신의 이름이 결국 여신을 대체했으나, 인안나와의 광범위한 혼합으로 인해 신은 여성으로 남았지만 그 이름은 남성형이었다.

## 기원과 발전

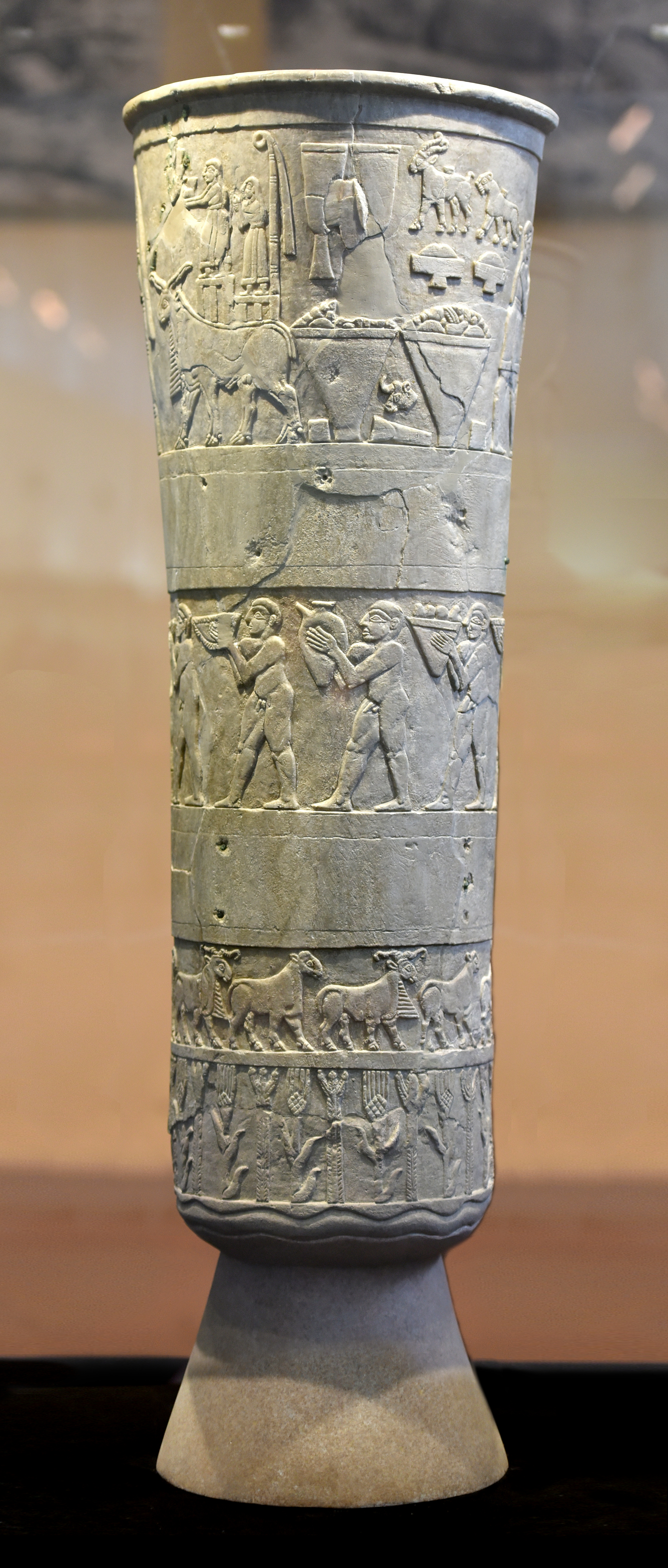
우루크 주전자 (와르카 주전자), 인안나에게 바치는 제물을 묘사 (기원전 3200~3000년).

인안나는 다른 어떤 신들보다 더 많은 뚜렷하고 모순되는 측면을 포함하는 권력 영역을 가졌다는 사실 때문에 고대 수메르 학자들에게 문제로 다가왔다. 그녀의 기원에 관한 두 가지 주요 이론이 제시되었다. 첫 번째 설명은 인안나가 이전에 완전히 다른 영역을 가진 여러 무관한 수메르 신들의 혼합의 결과라는 것이다. 두 번째 설명은 인안나가 원래 셈족 신이었으며, 이미 완전히 구조화된 수메르 신화에 편입된 후 다른 신들에게 아직 할당되지 않은 모든 역할을 맡았다는 것이다.
우루크기 ( 4000–3100 BCEc.)부터 인안나는 이미 우루크 도시와 관련이 있었다. 이 기간 동안 고리 모양의 문설주 상징은 인안나와 밀접하게 연관되었다. 유명한 우루크 주전자 (우루크 3기 유물에서 발견)는 그릇, 용기, 농산물 바구니를 포함한 다양한 물건을 들고 있는 한 줄의 나체 남성들이 묘사되어 있으며, 양과 염소를 통치자를 마주보고 있는 여성 인물에게 데려오는 모습을 보여준다. 여성은 문설주의 두 개의 꼬인 갈대라는 인안나의 상징 앞에 서 있고, 남성은 상자와 그릇 더미를 들고 있는데, 후자의 쐐기 문자 기호는 En]] 또는 신전의 대제사장을 의미한다.
젬데트 나스르기 ( 3100–2900 BCEc.)의 인장 인상은 우르, 라르사, 자바람, 우룸, 아리나, 그리고 아마도 케쉬를 포함한 다양한 도시를 나타내는 고정된 일련의 상징들을 보여준다. 이 목록은 아마도 우루크에서 인안나 숭배를 지지하는 도시들로부터의 공물 보고를 반영할 것이다. 초기 왕조 시대 1기 ( 2900–2350 BCEc.)의 우르에서 인안나의 장미 상징과 결합된 유사한 인장들이 약간 다른 순서로 많이 발견되었다. 이 인장들은 그녀의 숭배를 위해 마련된 물품을 보관하는 창고를 봉인하는 데 사용되었다.
인안나의 이름으로 된 다양한 비문들이 알려져 있다. 예를 들어, 키시의 아가 왕의 이름으로 된 구슬(기원전 2600년경)이나 루갈키살시 왕의 점토판(기원전 2400년경) 등이 있다.

모든 땅의 왕 안과 그의 여주인 인안나를 위하여, 키시의 왕 루갈키살시는 안뜰의 벽을 지었다.— 루갈키살시의 비문.

아카드 시대 (  2334–2154 BCEc.) 동안 사르곤의 정복 이후, 인안나와 원래 독립적이었던 이슈타르는 광범위하게 혼합되어 사실상 동일한 것으로 여겨지게 되었다. 사르곤의 딸인 아카드 시인 엔헤두안나는 이슈타르와 동일시하며 인안나에게 수많은 찬가를 썼다. 그 결과, 인안나/이슈타르 숭배의 인기는 급상승했다. 에블라 초기 발굴에 참여했던 알폰소 아르치(Alfonso Archi)는 이슈타르가 원래 유프라테스 계곡에서 숭배되던 여신이었다고 가정하며, 그녀와 사막 포플러 사이의 연관성이 에블라와 마리의 가장 고대 문서에서 입증되었다고 지적한다. 그는 그녀, 달의 신(예: 신)과 성별이 다양한 태양신(샤마쉬/샤파쉬])을 메소포타미아와 고대 시리아의 다양한 초기 셈족 민족들 사이에서 공유된 유일한 신으로 간주하며, 이들은 그렇지 않으면 서로 겹치지 않는 판테온을 가지고 있었다.

## 숭배

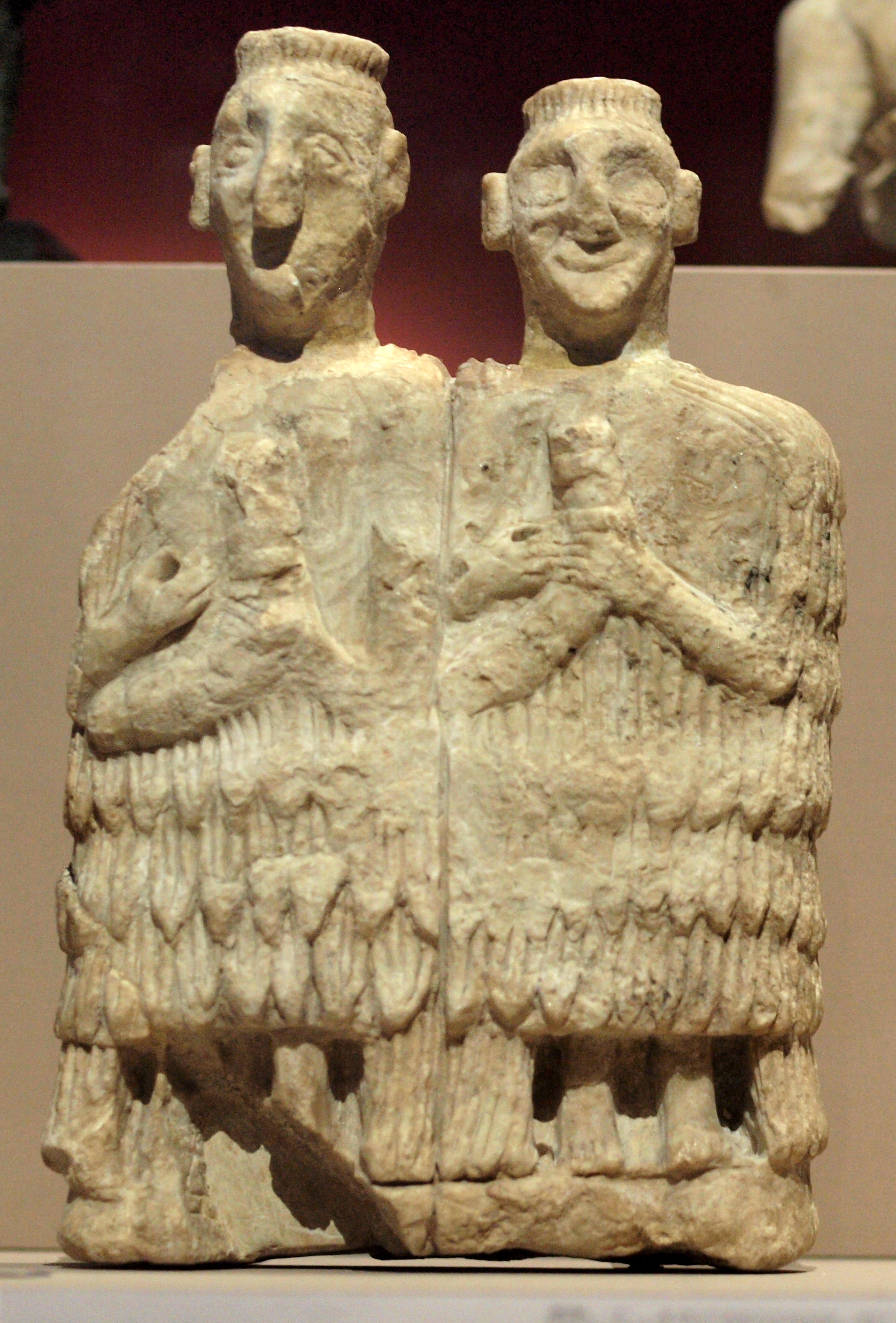
고대 수메르의 c. 기원전 2450년경 마리의 인안나 신전에서 발견된 두 갈라 사제 조각상

그웬돌린 라이크(Gwendolyn Leick)는 사르곤 이전 시대에는 인안나 숭배가 상당히 제한적이었다고 가정하지만, 다른 전문가들은 그녀가 이미 우루크기에 우루크 및 여러 다른 정치 중심지에서 가장 두드러진 신이었다고 주장한다. 그녀는 니푸르, 라가시, 슈루팍, 자바람, 우르에 신전을 가지고 있었지만, 그녀의 주요 숭배 중심지는 우루크의 에안나 신전이었다. 그 이름은 "하늘의 집"을 의미한다(수메르어: e2-anna; 쐐기 문자: 𒂍𒀭 E2.AN). 일부 연구는 이 기원전 4천년기 도시의 원래 수호신이 아누였다고 가정한다. 인안나에게 봉헌된 후, 이 신전은 여신을 섬기는 여사제들을 수용했던 것으로 보인다. 우루크 다음으로 자바람은 인안나 숭배의 가장 중요한 초기 장소였는데, 그 도시의 이름이 보통 "인안나"와 "성소"를 각각 의미하는 기호 MUŠ3와 UNUG로 쓰였기 때문이다. 자바람의 도시 여신이 원래는 별개의 신이었을 가능성이 있지만, 그 숭배는 우루크 여신의 숭배에 아주 일찍 흡수되었다. 조안 굿니크 베스텐홀츠는 이쉬타란과 관련된 자메 찬가에 나오는 닌-움 (읽기와 의미 불확실)이라는 이름으로 식별되는 여신이 자바람 인안나의 원래 정체성이었을 것이라고 제안했다.
구아카드 시대에 인안나는 아카드 여신 이슈타르와 합쳐졌고, 이 여신은 아가데 시와 연관되었다. 그 시대의 한 찬가는 아카드 이슈타르를 울마쉬의 인안나라고 부르며 우루크와 자바람의 인안나와 함께 언급한다. 이슈타르 숭배와 그녀와 인안나의 혼합은 사르곤과 그의 후계자들에 의해 장려되었고, 그 결과 그녀는 메소포타미아 신화에서 가장 널리 숭배되는 신 중 하나가 되었다. 사르곤, 나람신, 샤르칼리샤리의 비문에서 이슈타르는 가장 자주 언급되는 신이다.
구바빌로니아 시대에는 그녀의 주요 숭배 중심지는 우루크, 자바람, 아가데, 일립이었다. 그녀의 숭배는 우루크에서 키시로도 전파되었다.
나중에, 우루크에서 그녀의 숭배가 계속 번성하는 동안, 이슈타르는 또한 상부 메소포타미아의 아시리아 왕국(현대 북부 이라크, 북동부 시리아, 남동부 튀르키예)에서, 특히 니네베, 아슈르, 아르빌 (현대 에르빌) 도시에서 특히 숭배되었다. 아시리아 왕 아슈르바니팔의 통치 기간 동안 이슈타르는 아시리아 신화에서 가장 중요하고 널리 숭배되는 신이 되었고, 심지어 아시리아의 민족신 아슈르를 능가했다. 그녀의 주요 아시리아 신전에서 발견된 봉헌물들은 그녀가 여성들 사이에서 인기 있는 신이었다는 것을 나타낸다.
젠더 이분법을 거스르는 사람들은 인안나 숭배에 깊이 관여했다. 수메르 시대에는 갈라라고 불리는 사제들이 인안나 신전에서 애가와 비가를 연주했다. 갈라가 된 남성들은 때때로 여성 이름을 사용했으며, 그들의 노래는 수메르어 에메-살 방언으로 작곡되었는데, 이는 문학 텍스트에서 일반적으로 여성 캐릭터의 말에만 사용된다. 일부 수메르 속담은 갈라가 남성들과 항문 성교를 하는 것으로 평판이 좋지 않았음을 시사하는 것으로 보인다. 아카드 시대에는 쿠르가르루와 아신누가 이슈타르의 하인이었는데, 그들은 여성 의상을 입고 이슈타르 신전에서 전쟁 춤을 추었다. 여러 아카드어 속담은 그들이 동성애 성향을 가졌을 수도 있음을 시사하는 것으로 보인다. 메소포타미아에 관한 글쓰기로 유명한 인류학자 그웬돌린 라이크(Gwendolyn Leick)는 이들을 현대 인도의 히즈라와 비교했다. 한 아카드 찬가에서는 이슈타르가 남성을 여성으로 변모시키는 것으로 묘사된다.
20세기 후반 내내 인안나 숭배에 "성혼" 의식이 포함되었다고 널리 믿어졌는데, 이는 왕이 두무지의 역할을 맡고 여신의 역할을 맡은 인안나의 대제사장과 의례적인 성관계를 맺음으로써 자신의 정당성을 확립하는 의식이었다. 그러나 이러한 견해는 이의를 제기받았고, 학자들은 문학 텍스트에 묘사된 성혼이 어떤 종류의 신체적 의식 행위를 포함했는지, 그리고 만약 그랬다면 이 의식 행위가 실제 성교를 포함했는지 아니면 단지 성교의 상징적 표현에 불과했는지에 대해 계속 논쟁하고 있다. 고대 근동 학자 루이즈 M. 프라이크(Louise M. Pryke)는 이제 대부분의 학자들이 성혼이 실제로 행해진 의식이었다면, 이는 상징적인 성교만을 포함했다고 주장한다고 말한다.
이슈타르 숭배는 오랫동안 신성한 매춘을 포함하는 것으로 생각되었지만, 현재 많은 학자들 사이에서 거부되고 있다. 이슈타리툼으로 알려진 신전 노예들은 이슈타르의 신전에서 일한 것으로 보고되었지만, 그러한 여사제들이 실제로 성행위를 수행했는지는 불분명하며, 여러 현대 학자들은 그렇지 않았다고 주장한다. 고대 근동 전역의 여성들은 재에 구운 빵(카만 툼리)을 이슈타르에게 바침으로써 그녀를 숭배했다. 이러한 유형의 봉헌은 아카드어 찬가에 묘사되어 있다. 마리에서 발견된 여러 점토 케이크 틀은 큰 엉덩이를 가진 나체 여성이 자신의 가슴을 움켜쥐고 있는 모양이다. 일부 학자들은 이러한 틀로 만든 빵이 이슈타르 자신을 나타내기 위한 것이었다고 제안했다. 성경 예레미야서에서 예언자는 유대인 여성 난민들이 하늘의 여왕(이슈타르와 아셰라의 혼합)을 숭배하기 위해 여신의 형상이 새겨진 빵을 굽고 그녀에게 제물을 붓는 행위를 비난한다(예레미야 7장과 44장). 여성들과 그들의 남편들은 그를 거역하며, "유다의 성읍들과 예루살렘의 거리에서" 이러한 행위를 행했던 조상들의 관습을 따르겠다고 말한다(예레미야 44:15–19). 에제키엘서 8:14에서 예언자는 예루살렘 여성들이 탐무즈를 위해 우는 환상을 본다.

## 도상학

### 상징
인안나/이슈타르의 가장 흔한 상징은 팔각 별이었다. 비록 정확한 점의 수는 때때로 다양하지만; 육각 별도 자주 나타나지만, 그 상징적 의미는 알려져 있지 않다. 팔각 별은 원래 하늘과 일반적인 연관성을 가졌던 것으로 보이지만, 고바빌로니아 시대 (c. 1830 – c. 1531 BCE)에 이르러서는 이슈타르와 동일시되는 행성 금성과 특별히 연관되게 되었다. 이 시기부터 이슈타르의 별은 일반적으로 원형 원반 안에 둘러싸여 있었다. 후기 바빌로니아 시대에는 이슈타르 신전에서 일하는 노예들에게 팔각 별의 인장을 낙인찍기도 했다. 경계석과 원통 인장에는 팔각 별이 초승달, 즉 신 (수메르어 난나)의 상징과 샤마쉬 (수메르어 우투)의 상징이었던 햇살이 비치는 태양 원반과 함께 때때로 나타난다.
인안나의 쐐기 문자 표의 문자는 갈대로 만든 갈고리 모양의 꼬인 매듭이었는데, 이는 저장고의 문설주를 나타내며, 풍요와 풍요의 흔한 상징이다. 로제트는 인안나의 또 다른 중요한 상징이었으며, 혼합 후에도 이슈타르의 상징으로 계속 사용되었다. 신아시리아 시대 (기원전 911 – 609년)에는 로제트가 실제로 팔각 별을 능가하고 이슈타르의 주요 상징이 되었을 수도 있다. 아수르 시의 이슈타르 신전은 수많은 로제트로 장식되어 있었다.
인안나/이슈타르는 사자와 연관되어 있었는데, 고대 메소포타미아인들은 사자를 힘의 상징으로 여겼다. 그녀와 사자의 연관성은 수메르 시대부터 시작되었다. 니푸르의 인안나 신전에서 발견된 염화 칼슘 그릇에는 거대한 고양잇과 동물이 거대한 뱀과 싸우는 모습이 묘사되어 있으며, 그릇에 새겨진 쐐기 문자 비문은 "인안나와 뱀"이라고 적혀 있어 고양잇과 동물이 여신을 나타낸다는 것을 나타낸다. 아카드 시대에는 이슈타르가 자주 무장한 여전사 여신으로 묘사되었으며, 사자가 그녀의 속성 중 하나였다.
비둘기 또한 인안나/이슈타르와 관련된 주요 동물 상징이었다. 비둘기는 기원전 3천년 초부터 인안나와 관련된 숭배 대상물에 나타난다. 아수르의 이슈타르 신전에서 발견된 납 비둘기 조각상들은 기원전 13세기에 제작된 것으로 추정되며, 마리의 채색 프레스코화에는 이슈타르 신전의 야자나무에서 거대한 비둘기가 나오는 모습이 묘사되어 있다. 이는 여신 자신이 때때로 비둘기 형태로 나타난다고 믿어졌음을 나타낸다.

### 행성 금성으로서
인안나는 로마어 동등물의 이름을 따서 명명된 행성 금성과 연관되었다. 여러 찬가는 금성 또는 금성인화된 여신으로서의 인안나의 역할을 찬양한다. 신학 교수 제프리 쿨리(Jeffrey Cooley)는 많은 신화에서 인안나의 움직임이 하늘을 가로지르는 금성의 움직임과 일치할 수 있다고 주장했다. 인안나의 지하 세계 하강 신화에서 인안나는 다른 신들과 달리 지하 세계로 내려갔다가 하늘로 돌아올 수 있다. 금성도 비슷한 하강을 하는데, 서쪽으로 지고 다시 동쪽으로 솟아오른다. 서론 찬가는 인안나가 하늘을 떠나 쿠르, 즉 산으로 향하는 것을 묘사하는데, 이는 서쪽으로 뜨고 지는 인안나의 모습을 재현한 것으로 추정된다. 인안나와 슈칼레투다 신화에서 슈칼레투다는 인안나를 찾아 하늘을 훑어보는 것으로 묘사되는데, 이는 동쪽과 서쪽 지평선을 찾는 것일 수 있다. 같은 신화에서 인안나 자신은 공격자를 찾는 동안 하늘의 금성 움직임과 일치하는 여러 움직임을 보인다.
금성의 움직임은 불연속적으로 보여지기 때문에 (태양과 가까워져 한 번에 여러 날 동안 사라졌다가 다른 지평선에 다시 나타남), 일부 문화에서는 금성을 단일 개체로 인식하지 않았다. 대신, 그들은 그것을 각 지평선에 있는 두 개의 별, 즉 샛별과 저녁별로 가정했다. 그럼에도 불구하고, 젬데트 나스르기의 원통 인장은 고대 수메르인들이 샛별과 저녁별이 같은 천체임을 알았다는 것을 나타낸다. 금성의 불연속적인 움직임은 신화뿐만 아니라 인안나의 이중적 성격과도 관련이 있다.
현대 점성술사들은 인안나가 저승으로 내려갔다가 돌아오는 이야기를 역행 금성과 관련된 천문 현상을 언급하는 것으로 인식한다. 역행 금성이 태양과 내합하기 7일 전에 금성은 저녁 하늘에서 사라진다. 이 사라짐과 합 자체 사이의 7일 기간은 신화가 기반이 된 천문 현상으로 간주된다. 합 후 7일이 더 지나면 금성은 샛별로 나타나며, 이는 저승에서 상승하는 것과 일치한다.
아누니투로서의 인안나는 황도대 별자리인 물고기자리의 동쪽 물고기와 관련이 있었다. 그녀의 배우자 탐무즈는 인접한 별자리인 양자리와 관련이 있었다.

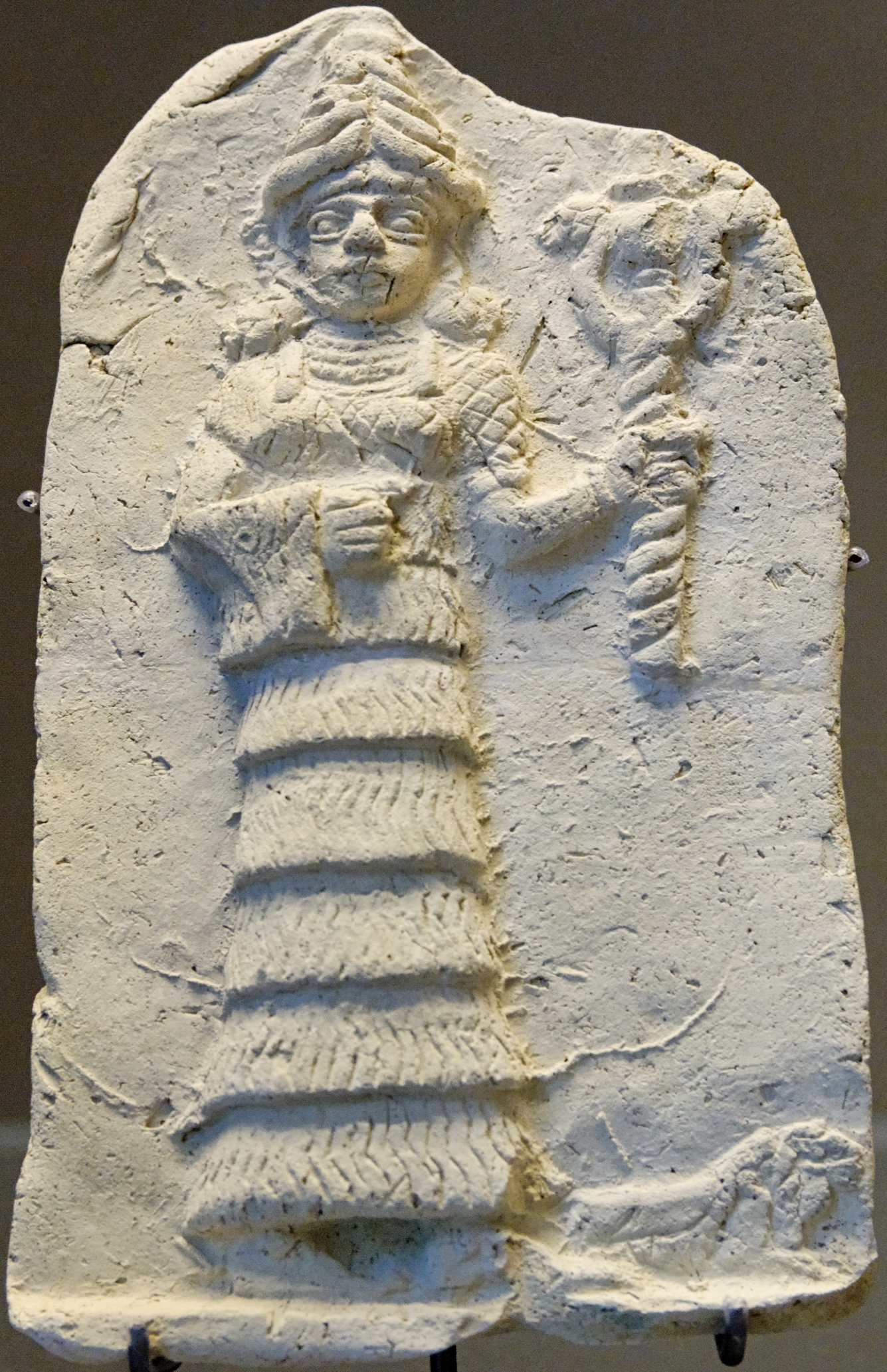
에쉬눈나의 이슈타르 바빌로니아 테라코타 부조 (기원전 2천년기 초)
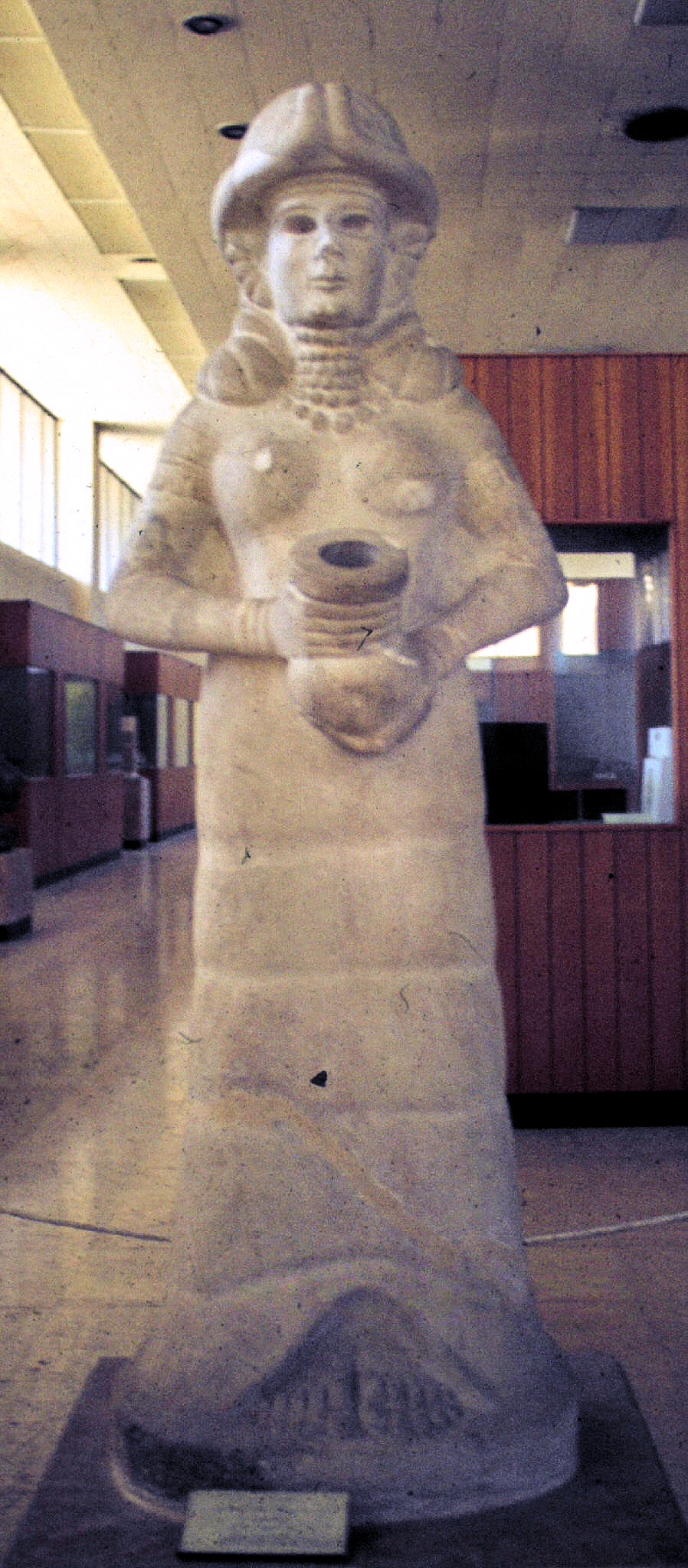
마리의 항아리를 들고 있는 여신상, 아마도 이슈타르상 (기원전 18세기)
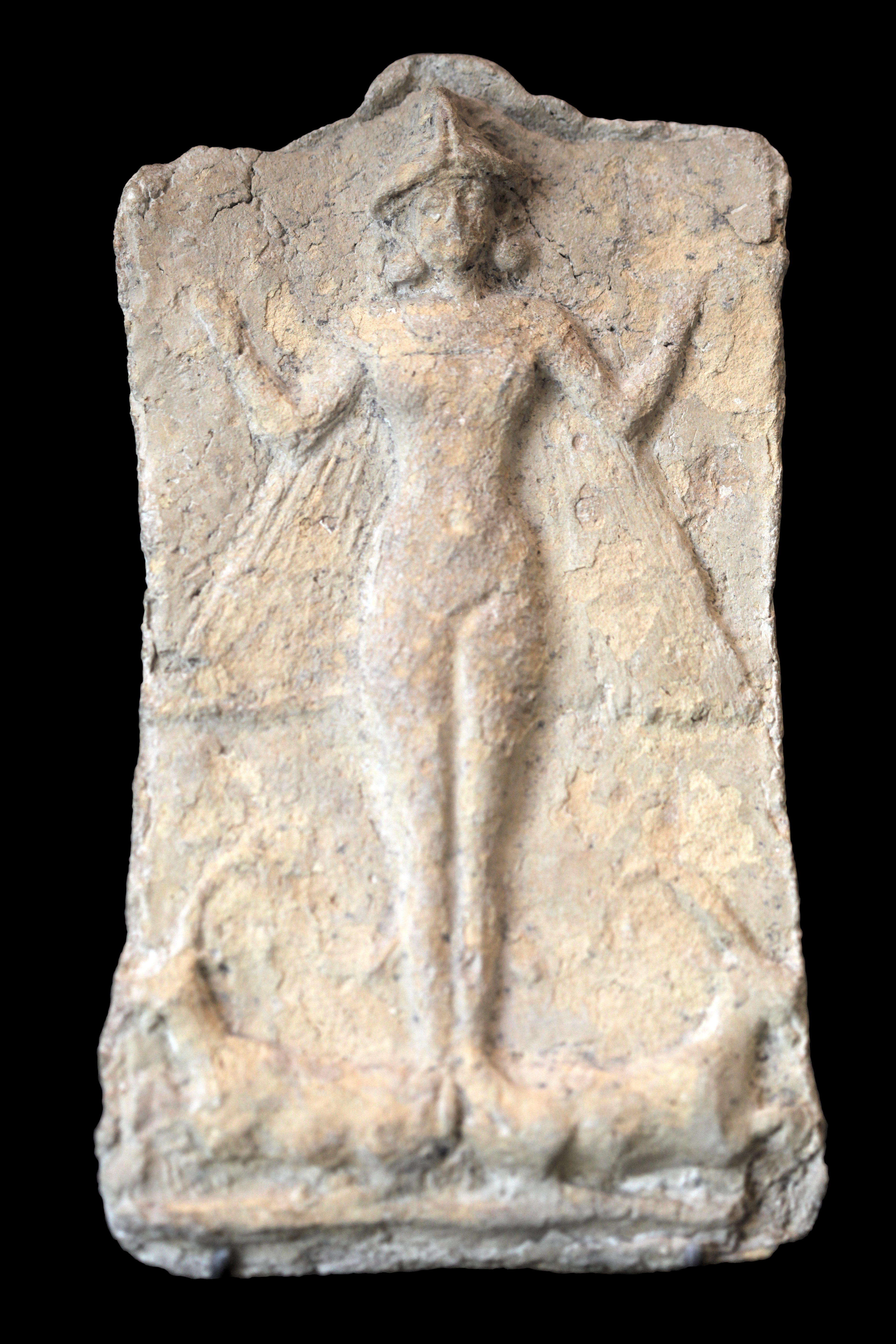
라르사의 날개 달린 이슈타르 테라코타 부조 (기원전 2천년기)
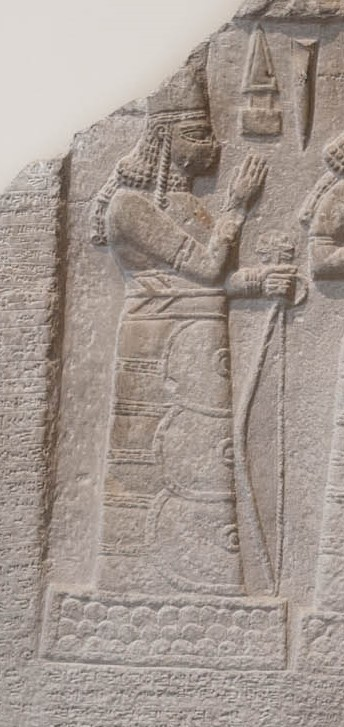
엔니갈디-난나 박물관의 활을 들고 있는 이슈타르 조각상 (기원전 8세기)
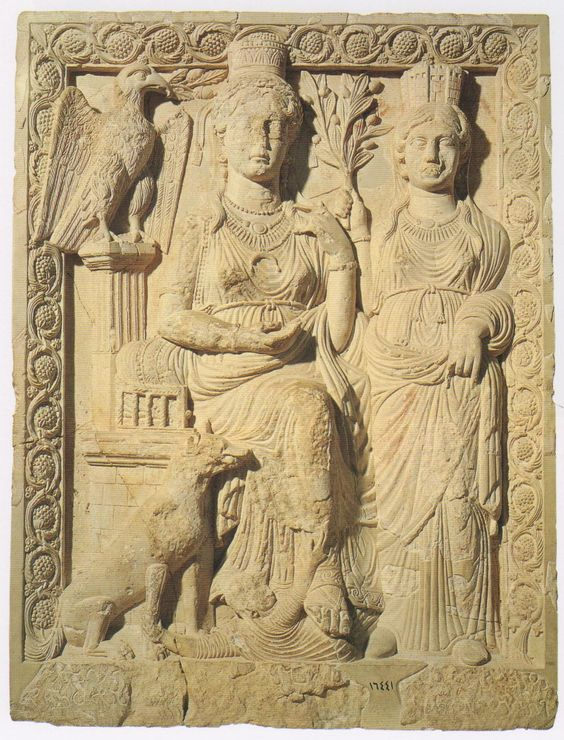
팔미라의 이슈타르와 그녀의 시종을 나타내는 헬레니즘화된 부조 (기원후 3세기)

## 성격

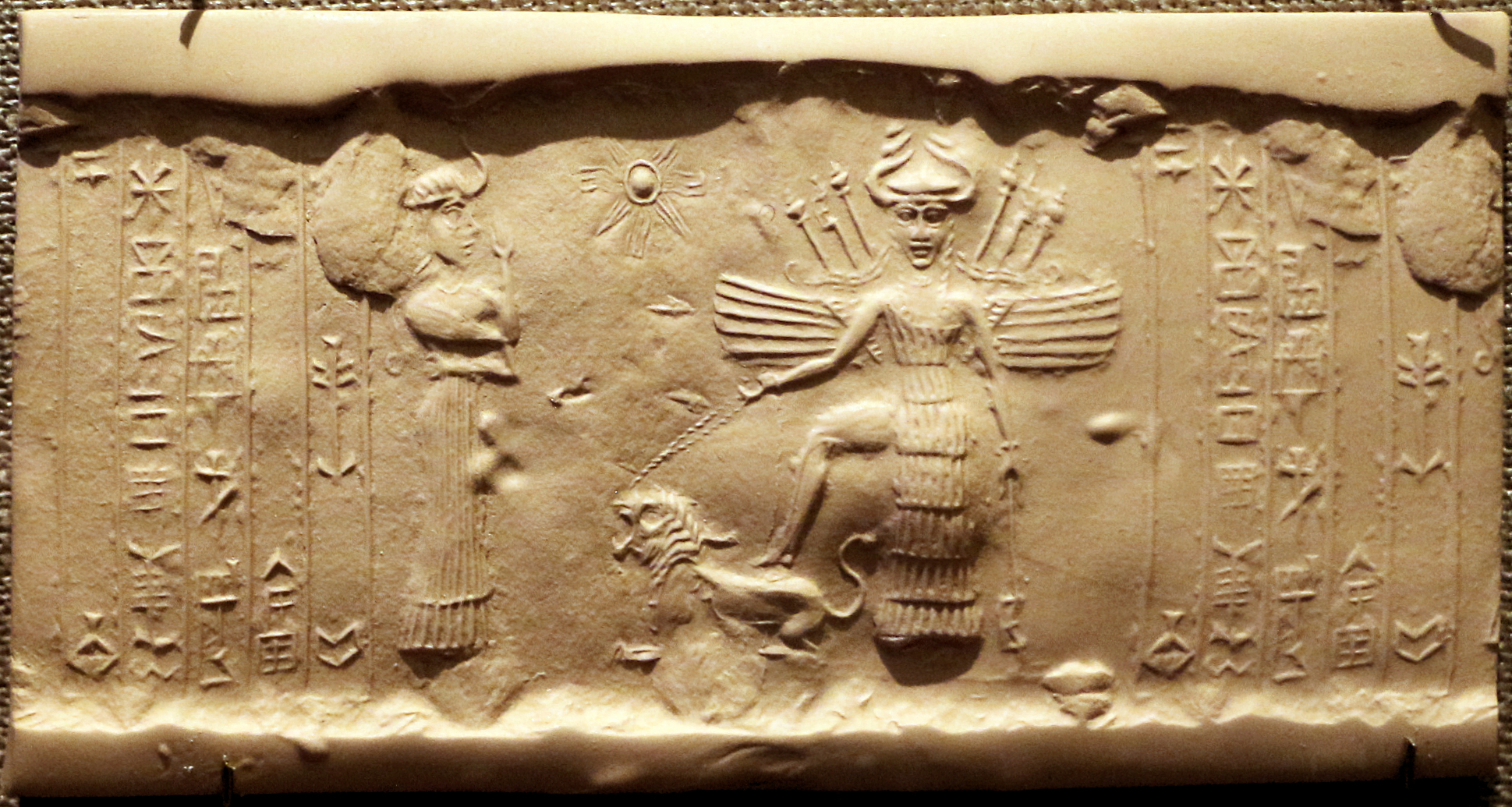
고대 아카드 원통 인장에 묘사된 인안나가 사자의 등에 발을 올리고 닌슈부르가 그녀 앞에서 절하는 모습, c. 2334–2154 BCE

수메르인들은 인안나를 전쟁과 사랑의 여신으로 숭배했다. 역할이 정적이고 영역이 제한된 다른 신들과 달리, 인안나의 이야기는 그녀가 정복에서 정복으로 움직이는 것을 묘사한다. 그녀는 젊고 성급하며, 자신에게 할당된 것보다 더 많은 권력을 끊임없이 추구하는 것으로 묘사된다.
그녀는 사랑의 여신으로 숭배되었지만, 결혼의 여신은 아니었고, 어머니 여신으로 여겨지지도 않았다. 앤드류 R. 조지는 "모든 신화에 따르면 이슈타르는 그러한 기능에 성격적으로 적합하지 않았다"고까지 말한다.
줄리아 M. 애셔-그레베(Julia M. Asher-Greve)는 인안나가 특히 어머니 여신이 아니라는 점에서 인안나의 중요성을 옹호했다.
사랑의 여신으로서 그녀는 메소포타미아인들이 주문에서 자주 언급했다.
인안나의 지하 세계 하강 신화에서 인안나는 자신의 연인 두무지드를 매우 변덕스럽게 대한다. 인안나의 이러한 성격적 측면은 나중에 표준 아카드어 버전의 길가메시 서사시에서 강조되는데, 길가메시는 이슈타르가 자신의 연인들을 악명 높게 학대한 것을 지적한다. 그러나 아시리아학자 디나 카츠에 따르면, 하강 신화에서 묘사된 인안나와 두무지드의 관계는 특이하다.
인안나는 또한 수메르 전쟁신 중 하나로 숭배되었다. 그녀에게 바쳐진 한 찬가는 "그녀에게 불순종하는 자들에게 혼란과 혼돈을 일으키고, 살육을 가속화하며, 무서운 광채에 싸여 파괴적인 홍수를 부추긴다. 갈등과 전투를 가속화하는 것이 그녀의 놀이이며, 지치지 않고 샌들을 맨다"고 선언한다. 전투 자체는 때때로 "인안나의 춤"으로 언급되기도 했다. 특히 사자와 관련된 별명은 그녀의 성격의 이러한 측면을 강조하기 위한 것이었다. 전쟁 여신으로서 그녀는 때때로 "이르니나"("승리")라는 이름으로 불리기도 했지만, 이 별명은 다른 신들에게도 적용될 수 있었으며, 이슈타르와는 관련이 없는 닌기쉬지다와 관련된 별개의 여신으로도 기능했다. 이슈타르의 이러한 본성을 강조하는 또 다른 별명은 아누니투("무술적인 자")였다. 이르니나처럼 아누니투도 별개의 신이었을 수 있으며, 이 이름은 우르 제3왕조 시대 문서에서 처음으로 확인된다.
아시리아 왕실의 저주 공식은 이슈타르의 두 가지 주요 기능을 동시에 사용하며, 그녀에게 힘과 군사적 용맹을 모두 제거해달라고 요청했다. 메소포타미아 문헌들은 영웅적 특성(예: 왕이 군대를 이끌고 적을 물리치는 능력)과 성적 기량이 상호 연결된 것으로 간주되었다는 것을 보여준다.
일반적으로 여신으로 분류되지만, 인안나/이슈타르는 때때로 모호한 성별을 가졌다. 게리 베크만은 "모호한 성별 식별"이 이슈타르 자신뿐만 아니라 그가 "이슈타르 유형" 여신(예: 샤우슈카, 피니키르 또는 닌시안나)이라고 부르는 신들의 특징이었다고 말한다. 후기의 한 찬가에는 "그녀[이슈타르]는 엔릴이고, 그녀는 니닐이다"라는 구절이 있는데, 이는 이슈타르의 간헐적으로 "이형적" 성격을 나타내는 것 외에도 찬양의 역할을 했을 수 있다. 나나야에게 바쳐진 찬가는 바빌론의 이슈타르의 남성적 측면을 다양한 표준적인 묘사와 함께 암시한다. 그러나 일로나 졸나이(Ilona Zsolnay)는 이슈타르를 특정 맥락에서, 예를 들어 전쟁 신으로서 "남성적 역할을 수행한 여성 인물"로만 묘사한다.

## 가족

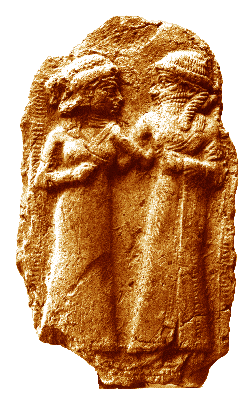
인안나와 두무지드의 결혼을 묘사한 고대 수메르 벽화

인안나의 쌍둥이 오빠는 우투 (아카드어로는 샤마쉬)로, 태양과 정의의 신이다. 수메르 문헌에서 인안나와 우투는 극도로 가깝게 묘사된다. 일부 현대 작가들은 그들의 관계를 근친상간에 가까운 것으로 인식하기도 한다. 인안나의 지하 세계 하강 신화에서 인안나는 지하 세계의 여왕인 에레쉬키갈을 자신의 "언니"라고 부르지만, 두 여신은 수메르 문학의 다른 곳에서는 거의 함께 나타나지 않으며 신 목록에서도 같은 범주에 속하지 않았다. 일부 신아시리아 자료에서는 이슈타르가 아닷과도 연관되어 있으며, 이 관계는 후르리 신화에서 샤우슈카와 그녀의 오빠 테슙의 관계와 유사하다.
가장 흔한 전통은 난나와 그의 아내 닌갈을 그녀의 부모로 여겼다. 그 예는 초기 왕조 시대의 신 목록, 이쉬메-다간의 찬가에서 엔릴과 닌릴이 인안나에게 그녀의 힘을 부여하는 내용, 나나야에게 바쳐진 후기 혼합 찬가, 그리고 하투샤에서 발견된 아카드 의식 등 다양한 자료에 존재한다. 일부 저자들은 우루크에서 인안나가 보통 하늘 신 아누의 딸로 여겨졌다고 주장하지만, 그를 그녀의 아버지로 언급하는 것은 단지 난나의 조상으로서의 지위와 따라서 그의 딸을 언급하는 것일 수 있다. 문학 텍스트에서 엔릴 또는 에아가 그녀의 아버지로 불릴 수 있지만, 주요 신들을 "아버지"로 언급하는 것은 연장자를 나타내는 별명으로 사용되는 예일 수도 있다.
양치기의 신 두무지드 (후에 탐무즈로 알려짐)는 보통 인안나의 남편으로 묘사되지만, 일부 해석에 따르면 인안나의 그에 대한 충성심은 의문스럽다. 지하 세계 하강 신화에서 그녀는 두무지드를 버리고 갈라 악마들이 그를 그녀의 대체자로 지하 세계로 끌고 가게 허락한다. 또 다른 신화인 두무지의 귀환에서 인안나는 두무지의 죽음을 애도하고 결국 그가 일년 중 절반은 그녀와 함께 천국에 돌아올 수 있도록 허락하며, 그의 누이 게쉬티난나가 지하 세계에서 그의 자리를 차지한다. 디나 카츠는 인안나의 하강 신화에서 묘사된 그들의 관계가 특이하다고 지적한다. 이는 두무지의 죽음에 대한 다른 신화에서 묘사된 그들의 관계와는 다르다. 그 신화들에서는 두무지의 죽음에 대한 비난이 거의 인안나에게 돌아가지 않고, 오히려 악마나 심지어 인간 도적들에게 돌아간다. 인안나와 두무지 사이의 만남을 묘사하는 방대한 사랑 시 모음집이 연구자들에 의해 정리되었다. 그러나 인안나/이슈타르의 지역적 발현은 반드시 두무지와 관련되어 있지 않았다. 키시에서는 도시의 수호신인 자바바 (전쟁 신)가 이슈타르의 지역적 화신의 배우자로 여겨졌지만, 고바빌로니아 시대 이후에는 라가시에서 유래한 바우가 그의 배우자가 되었고 (메소포타미아 신화에서 흔한 전사 신과 의학 여신으로 구성된 부부의 예) 키시의 이슈타르는 대신 홀로 숭배되기 시작했다.
인안나는 보통 자손이 없는 것으로 묘사되지만, 루갈반다 신화와 우르 제3왕조 (c. 2112 – c. 2004 BCE)의 단일 건축 비문에서는 전사신 샤라가 그녀의 아들로 묘사된다. 그녀는 때때로 룰랄의 어머니로도 여겨졌는데, 다른 텍스트에서는 닌순의 아들로 묘사된다. 윌프레드 G. 램버트는 인안나와 룰랄의 관계를 인안나의 하강 맥락에서 "가깝지만 불특정하다"고 묘사했다. 사랑의 여신 나나야가 그녀의 딸로 여겨졌다는 증거도 비슷하게 드물지만, 이 모든 경우가 단지 신들 간의 친밀도를 나타내는 별명일 뿐 실제 부모 관계에 대한 언급은 아닐 수도 있다.

### 수칼
인안나의 수칼은 여신 닌슈부르였다. 닌슈부르와 인안나의 관계는 상호 헌신적인 관계이다. 일부 문헌에서는 닌슈부르가 인안나의 친척 일부보다 먼저 탐무즈 바로 다음으로 인안나의 측근으로 언급된다. 한 문헌에는 "닌슈부르, 사랑하는 재상"이라는 구절이 나온다. 다른 문헌에서는 닌슈부르가 원래 인안나 자신의 화신이었을 가능성이 있는 나나야보다도 먼저 그녀의 측근 신 목록에 언급된다. 히타이트 기록 보관소에서 알려진 아카드 의례 문헌에는 이슈타르의 수칼이 그녀의 가족인 신, 닌갈, 샤마쉬와 함께 언급된다.
신 목록에 자주 등장하는 인안나의 다른 측근으로는 여신 나나야, 카니수라, 가즈바바, 비질라가 있으며, 이들 모두는 이러한 맥락과 독립적으로 다양한 구성에서 서로 관련되어 있다.

## 혼합주의 및 다른 신들에 대한 영향
사르곤과 그의 후계자들의 통치 기간 동안 인안나와 이슈타르의 완전한 혼합 외에도, 그녀는 다양한 정도로 수많은 신들과 혼합되었다. 가장 오래된 혼합 찬가는 인안나에게 바쳐졌으며, 초기 왕조 시대로 거슬러 올라간다. 고대 서기들이 편집한 많은 신 목록에는 유사한 여신들을 나열하는 전체 "인안나 그룹" 섹션이 포함되어 있었으며, 기념비적인 신 목록 안-아눔(총 7개의 점토판)의 4번째 점토판은 대부분의 내용이 이슈타르의 동등물, 그녀의 칭호 및 다양한 시종들의 이름이기 때문에 "이슈타르 점토판"으로 알려져 있다. 일부 현대 연구자들은 이러한 유형의 특정 인물을 정의하기 위해 이슈타르 유형이라는 용어를 사용한다. 일부 텍스트에는 주어진 지역의 "모든 이슈타르"에 대한 언급이 포함되어 있었다.
후기 시대에는 바빌로니아에서 이슈타르의 이름이 때때로 일반적인 용어("여신")로 사용되었고, 인안나의 표의문자 표기는 벨투(Bēltu)라는 칭호를 표기하는 데 사용되어 추가적인 혼합을 초래했다. 이러한 이름 사용의 가능한 예는 엘람에서도 알려져 있는데, 아카드어로 쓰여진 한 엘람 비문에는 "만자트-이슈타르"라고 언급되어 있는데, 이 맥락에서는 "여신 만자트"를 의미할 수 있다.

### 특정 예시
아스타르테마리와 에블라와 같은 도시에서 동셈족과 서셈족의 이름 형태(이슈타르와 아스타르테)는 기본적으로 상호 교환 가능한 것으로 간주되었다. 그러나 서부 여신은 메소포타미아 이슈타르의 천체적 특성을 분명히 가지고 있지 않았다. 우가리트 신 목록과 의례 문헌은 지역 아스타르테를 이슈타르와 후르리 이슈라와 동일시한다.
이샤라이슈타르와의 연관성 때문에, 시리아 여신 이샤라는 메소포타미아에서 그녀(와 나나야)처럼 "사랑의 여인"으로 여겨지기 시작했다. 그러나 후르리-히타이트 맥락에서 이샤라는 지하 세계의 여신 알라니와 연관되었으며, 추가적으로 맹세의 여신으로 기능했다.
나나야인안나와 유일하게 밀접하게 연결된 여신으로, 아시리아학자 프랑스 위게르만(Frans Wiggermann)에 따르면 그녀의 이름은 원래 인안나의 별명이었다(아마도 "나의 인안나!"라는 호칭으로 사용되었을 수 있다). 나나야는 에로틱한 사랑과 관련이 있었지만, 결국 자체적으로 전쟁적인 측면도 발전시켰다("나나야 에우르샤바"). 라르사에서는 인안나의 기능이 사실상 세 개의 별개 인물로 분할되어 그녀는 자신, 나나야(사랑의 여신으로서), 닌시안나(천체 여신으로서)로 구성된 삼위일체의 일부로 숭배되었다. 인안나/이슈타르와 나나야는 시에서 종종 우발적으로 또는 의도적으로 혼합되었다.
니네갈그녀는 처음에는 독립적인 인물이었지만, 고바빌로니아 시대부터 일부 문헌에서 "니네갈"은 인안나의 칭호로 사용되었고, 신 목록에서는 일반적으로 닌시안나와 함께 "인안나 그룹"의 일부였다. "니네갈"이 별칭으로 사용된 예는 ETCSL에서 인안나에게 바치는 찬가 (인안나 D)로 지정된 텍스트에서 찾을 수 있다.
닌이시나혼합주의의 특별한 경우는 의학 여신 닌이시나와 인안나 사이의 혼합으로, 이는 정치적인 이유로 발생했다. 이신은 한때 우루크에 대한 통제권을 잃었고, 왕권의 원천 역할을 했던 인안나와 그 도시의 수호신을 동일시하는 것(그녀에게 유사한 전쟁적 성격을 부여하는 것을 포함하여)은 이러한 문제에 대한 신학적 해결책 역할을 했을 가능성이 높다. 그 결과, 여러 자료에서 닌이시나는 인안나의 현신으로 취급되는 유사한 이름의 닌시안나와 유사한 것으로 간주되었다. 또한 닌이시나와 이신 왕 사이에 "성스러운 결혼" 의식이 수행되었을 수도 있다.
닌시안나성별이 다양한 금성 신. 닌시안나는 라르사의 림-신 1세 (특히 "나의 왕"이라는 구절을 사용)에 의해 남성으로 언급되었고, 시파르, 우르, 기르수 문서에서도 그렇게 언급되었지만, 신 목록과 천문학 문서에서는 "별의 이슈타르"로 언급되었으며, 이는 금성 의인화로서의 역할과 관련된 이슈타르의 별칭을 이 신에게도 적용했다. 일부 지역에서는 닌시안나가 여성 신으로도 알려졌는데, 이 경우 그녀의 이름은 "하늘의 붉은 여왕"으로 이해될 수 있다.
피니키르원래 엘람의 여신으로, 메소포타미아에서 그리고 결과적으로 후르리인과 히타이트인들 사이에서 유사한 기능 때문에 이슈타르의 동등물로 인정되었다. 그녀는 신 목록에서 특히 이슈타르의 천체적 측면(닌시안나)으로 식별되었다. 히타이트 의례에서 그녀는 dIŠTAR라는 표의문자로 식별되었고 샤마쉬, 수에난, 닌갈은 그녀의 가족으로 언급되었다. 에아와 이슈타르의 수칼도 그 의례에서 언급되었다. 엘람에서 그녀는 사랑과 성의 여신이자 하늘의 신("하늘의 여주인")이었다. 이슈타르와 닌시안나와의 혼합으로 인해 피니키르는 후르리-히타이트 자료에서 여성 신과 남성 신으로 모두 언급되었다.
샤우슈카그녀의 이름은 후르리 및 히타이트 자료에서 dIŠTAR라는 표의문자로 자주 쓰였으며, 메소포타미아 문헌에서는 "수바르투의 이슈타르"라는 이름으로 인정되었다. 그녀에게 특이한 일부 요소는 후기에 아시리아 이슈타르의 화신인 니네베의 이슈타르와 연관되었다. 그녀의 시녀인 니나타와 쿨리타는 아슈르에 있는 이슈타르 신전에서 봉사한다고 믿어지는 신들의 일원에 편입되었다.

## 수메르어 문헌

### 기원 신화
엔키와 세계 질서 시 (ETCSL 1.1.3)는 신 에아와 그의 우주 조직 설립에 대한 묘사로 시작한다. 시의 끝부분에서 인안나는 엔키에게 다가와 그가 자신을 제외한 다른 모든 신들에게 영역과 특별한 능력을 할당했다고 불평한다. 그녀는 자신이 불공평하게 대우받았다고 선언한다. 엔키는 그녀에게 이미 영역이 있으며 자신은 그녀에게 할당할 필요가 없다고 말하며 응답한다.

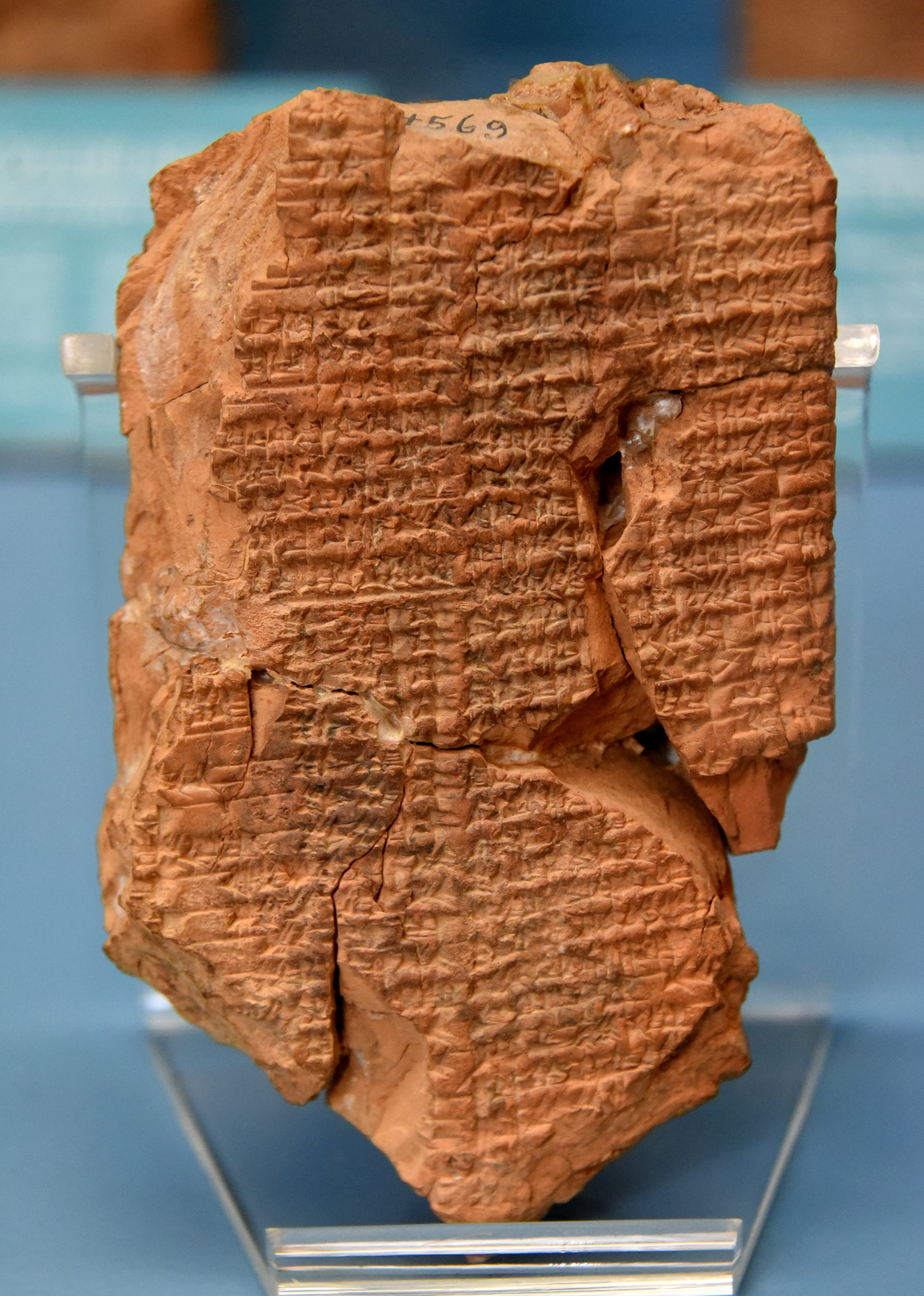
인안나와 탐무즈의 구애를 묘사한 오리지널 수메르 점토판

길가메시, 엔키두, 지하세계 서사시 서문에 나오는 "인안나와 홀루푸 나무" 신화(ETCSL 1.8.1.4),는 아직 권력이 안정되지 않은 어린 인안나를 중심으로 한다. 이 이야기는 유프라테스강 기슭에서 자라는 홀루푸 나무(크레이머는 아마도 버드나무속일 것이라고 말한다)로 시작된다. 인안나는 이 나무를 자신의 우루크 정원으로 옮겨 완전히 자라면 왕좌로 만들 계획이었다. 나무가 자라 성숙해지지만, "주문을 모르는" 뱀, 안주 새, 리리투(수메르어로는 키-시킬-릴-라-케), 일부는 유대 민속의 릴리트의 수메르어 선조로 보는데, 모두 나무 안에 거주하게 되어 인안나는 슬픔에 잠겨 울게 된다. 이 이야기에서 그녀의 오빠로 묘사된 영웅 길가메시가 나타나 뱀을 죽이자 안주 새와 리리투는 도망간다. 길가메시의 동료들은 나무를 베어 그 나무로 침대와 왕좌를 만들어 인안나에게 준다. 인안나는 피쿠와 미쿠(아마도 드럼과 드럼 스틱일 가능성이 있지만 정확한 식별은 불확실함)를 만들어 길가메시에게 영웅적인 행동에 대한 보상으로 준다.
수메르 찬가 인안나와 우투는 인안나가 어떻게 성의 여신이 되었는지를 묘사하는 병인론적 신화를 포함한다. 찬가의 시작에서 인안나는 성에 대해 아무것도 모르므로, 그녀의 오빠 우투에게 자신을 쿠르 (수메르 지하 세계)로 데려가 달라고 간청한다. 거기에서 자라는 나무의 열매를 맛보고 성의 모든 비밀을 알게 될 것이다. 우투는 이에 응하고, 쿠르에서 인안나는 열매를 맛보고 지식을 얻게 된다. 이 찬가는 엔키와 닌후르사그 신화와 나중에 성경의 아담과 하와 이야기에서 발견되는 것과 동일한 모티프를 사용한다.
"인안나는 농부를 선호한다" 시(ETCSL 4.0.8.3.3)는 인안나와 우투 사이의 다소 장난스러운 대화로 시작하는데, 우투는 점진적으로 그녀에게 결혼할 때가 되었음을 알린다. 그녀는 엔킴두라는 농부와 탐무즈라는 양치기에게 구애를 받는다. 처음에는 인안나가 농부를 선호하지만, 우투와 탐무즈는 농부가 그녀에게 줄 수 있는 모든 선물보다 양치기가 더 좋은 것을 줄 수 있다고 주장하며 점차 그녀에게 탐무즈가 더 나은 남편 선택임을 설득한다. 결국 인안나는 탐무즈와 결혼한다. 양치기와 농부는 서로 선물을 주고받으며 화해한다. 사무엘 노아 크레이머(Samuel Noah Kramer)는 이 신화를 나중에 성경의 카인과 아벨 이야기와 비교하는데, 두 신화 모두 신의 은혜를 얻기 위해 경쟁하는 농부와 양치기를 중심으로 하며, 두 이야기 모두에서 해당 신은 궁극적으로 양치기를 선택하기 때문이다.

### 정복과 수호

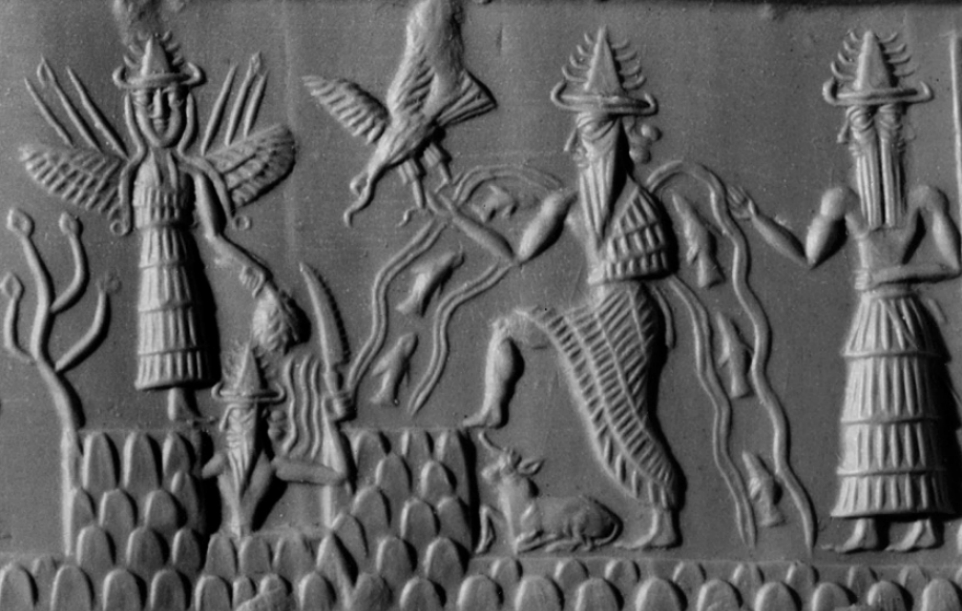
c. 2300 BCE경의 아카드 원통 인장에 묘사된 인안나, 우투, 에아, 이시무드 신들

인안나와 엔키 (ETCSL t.1.3.1)는 수메르어로 쓰인 긴 시로, 우르 제3왕조 (기원전 2112년경 – 기원전 2004년경) 시대로 거슬러 올라갈 수 있다. 이 시는 인안나가 물과 인간 문화의 신 에아로부터 신성한 메를 훔치는 이야기를 다룬다. 고대 수메르 신화에서 메는 인간 문명이 존재할 수 있도록 해주는 신들의 신성한 힘이나 속성이었다. 각 메는 인간 문화의 한 특정 측면을 구현했다. 이러한 측면은 매우 다양했으며 시에 나열된 메에는 진리, 승리, 조언과 같은 추상적인 개념, 글쓰기 및 직조와 같은 기술, 그리고 법, 사제직, 왕권, 성매매와 같은 사회적 구성물도 포함된다. 메는 긍정적이고 부정적인 문명의 모든 측면에 대한 권력을 부여한다고 믿어졌다.
신화에서 인안나는 자신의 도시 우루크에서 에아의 도시 에리두로 가서 그의 신전인 에-압주를 방문한다. 인안나는 에아의 수칼인 이시무드의 환영을 받으며 음식과 음료를 제공받는다. 인안나는 에아와 술 마시기 대회를 시작한다. 그리고 에아가 완전히 취하자 인안나는 그를 설득하여 메를 자신에게 주도록 한다. 인안나는 하늘의 배를 타고 에리두에서 도망쳐 메를 우루크로 가져간다. 에아는 메가 사라진 것을 발견하고 이시무드에게 무슨 일이 있었는지 묻는다. 이시무드는 에아가 모든 메를 인안나에게 주었다고 답한다. 에아는 격분하여 인안나가 우루크 시에 도착하기 전에 메를 되찾기 위해 여러 무시무시한 괴물들을 그녀에게 보낸다. 인안나의 수칼 닌슈부르는 에아가 보낸 모든 괴물들을 막아낸다. 닌슈부르의 도움으로 인안나는 메를 성공적으로 우루크 시로 가져간다. 인안나가 탈출한 후 에아는 그녀와 화해하고 긍정적인 작별 인사를 건넨다. 이 전설은 에리두 시에서 우루크 시로 권력이 역사적으로 이전되었음을 나타낼 수 있다. 또한 이 전설은 인안나의 성숙과 하늘의 여왕이 될 준비가 되었음을 상징적으로 나타내는 것일 수도 있다.
"인안나, 하늘을 지배하다" 시는 극도로 파편적이지만, 인안나가 우루크의 에안나 신전을 정복한 중요한 기록이다. 이 시는 인안나와 그녀의 오빠 우투 사이의 대화로 시작하며, 인안나는 에안나 신전이 그들의 영역이 아니라는 것을 한탄하며 그것을 자신의 것으로 주장하기로 결심한다. 이 시점에서 본문은 점점 더 파편적으로 변하지만, 한 어부가 그녀에게 최적의 경로를 알려주는 동안 그녀가 습지를 통해 신전으로 어려운 여정을 떠나는 것을 묘사하는 것으로 보인다. 결국 인안나는 그녀의 아버지 아누에게 도착한다. 아누는 그녀의 오만함에 충격을 받지만, 그럼에도 불구하고 그녀가 성공했고 신전이 이제 그녀의 영역임을 인정한다. 본문은 인안나의 위대함을 설명하는 찬가로 끝난다. 이 신화는 우루크의 안 사제들의 권위가 약화되고 인안나 사제들에게 권력이 이양되었음을 나타낼 수 있다. 서사시 외에도, 하늘에서 에안나의 하강은 길가메시와 아카 이야기(31행)뿐만 아니라 수메르 신전 찬가와 이중 언어 텍스트인 인안나/이슈타르의 승격에서도 언급된다.
서사시 엔메르카르와 아라타의 영주 (ETCSL 1.8.2.3)의 시작과 끝에 인안나가 잠시 등장한다. 이 서사시는 우루크와 아라타 두 도시 간의 경쟁을 다룬다. 우루크의 왕 엔메르카르는 자신의 도시를 보석과 귀금속으로 장식하고 싶지만, 그러한 광물은 아라타에만 있고 아직 무역이 존재하지 않기 때문에 그에게는 자원이 없다. 두 도시의 수호 여신인 인안나는 시의 시작 부분에 엔메르카르에게 나타나 아라타보다 우루크를 더 선호한다고 말한다. 그녀는 엔메르카르에게 사자를 아라타의 영주에게 보내 우루크에 필요한 자원을 요청하도록 지시한다. 서사시의 대부분은 인안나의 총애를 얻기 위한 두 왕 사이의 큰 경쟁을 중심으로 전개된다. 인안나는 시의 끝에 다시 나타나 엔메르카르에게 자신의 도시와 아라타 사이에 무역을 수립하도록 지시함으로써 갈등을 해결한다.

### 정의 신화

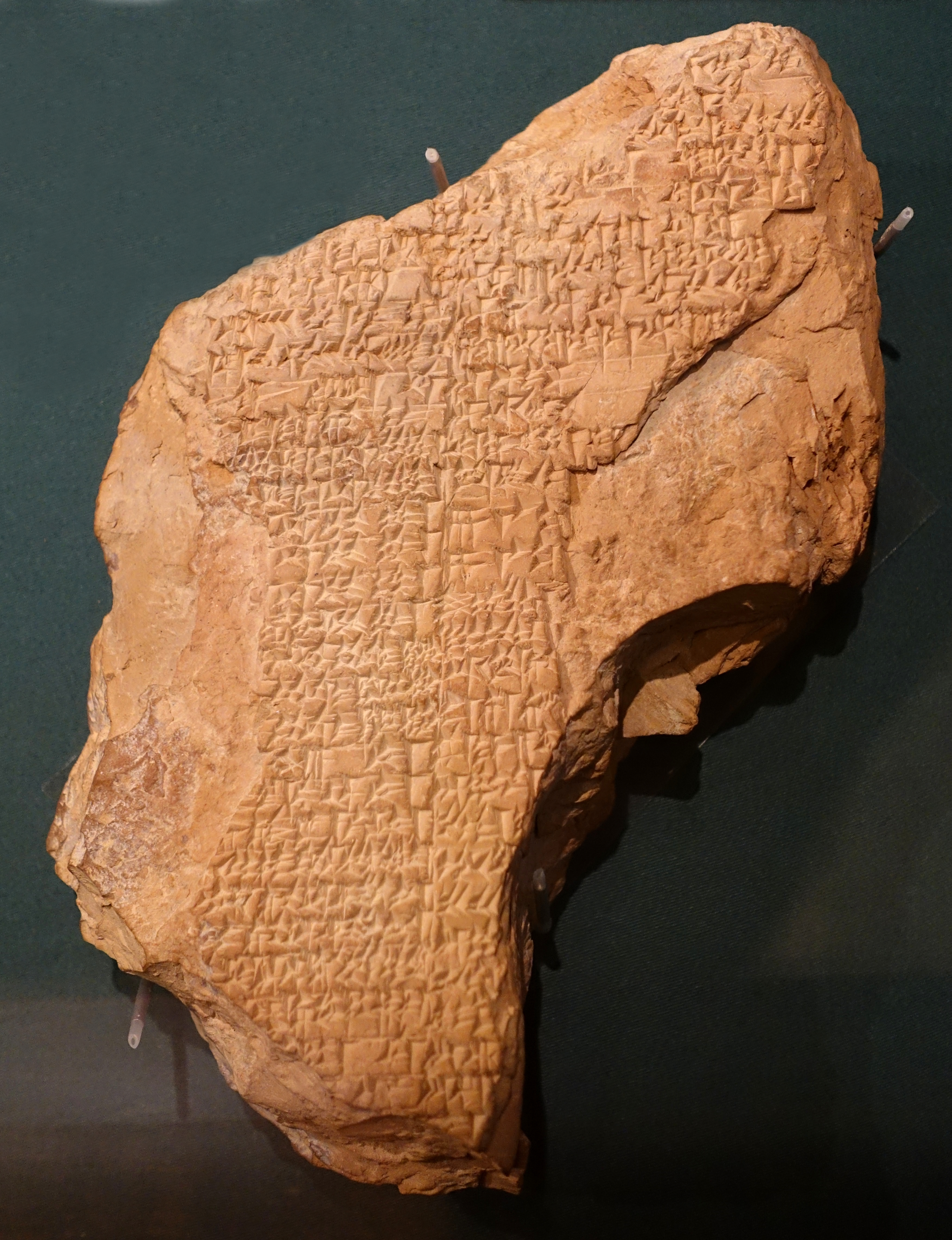
현재 시카고 대학교의 동양 연구소에 소장된 인안나와 에비흐 산의 전투를 묘사한 수메르 점토판

인안나와 그녀의 오빠 우투는 신성한 정의의 분배자로 여겨졌으며, 이 역할은 인안나의 여러 신화에서 잘 드러난다. 인안나와 에비흐 (ETCSL 1.3.2), 또는 "두려운 신성한 힘의 여신"으로도 알려진 이 184행 시는 아카드 시인 엔헤두안나가 자그로스산맥의 에비흐 산과 인안나의 대결을 묘사한 것이다. 이 시는 인안나를 찬양하는 서론 찬가로 시작한다. 여신은 온 세상을 여행하다가 에비흐 산을 발견하고 그 영광스러운 위용과 자연미에 격분하는데, 그 존재 자체가 자신의 권위에 대한 노골적인 모욕으로 여긴다. 그녀는 에비흐 산을 향해 소리친다.
산아, 너의 높이 때문에, 너의 위용 때문에,

너의 선함 때문에, 너의 아름다움 때문에,

성스러운 옷을 입었기 때문에,

안이 너를 조직했기 때문에(?),

코를 땅에 대지 않았기 때문에,

입술을 흙에 누르지 않았기 때문에.

인안나는 수메르 하늘신 아누에게 에비흐 산을 파괴하도록 허락해 달라고 간청한다. 아누는 인안나에게 산을 공격하지 말라고 경고하지만, 그녀는 그의 경고를 무시하고 에비흐 산을 공격하여 파괴한다. 신화의 결론에서 그녀는 에비흐 산을 공격한 이유를 설명한다. 수메르 시에서 "쿠르의 파괴자"라는 구절은 때때로 인안나의 별칭 중 하나로 사용된다. 아네트 즈골(Annette Zgoll)에 따르면, 이 텍스트에서 인안나는 아카드 제국의 팽창적 정복 정책을 나타내고, 아누 신의 주저하는 행동은 사르곤 침략으로 고통받아야 했던 수메르 땅과 그 주민들의 관점을 나타낸다. 에비흐 산의 반란과 인안나에 의한 파괴는 여사제 엔-헤두-아나에게 귀속되는 찬가 이닌 샤 구라("위대한 마음의 여주인")에서도 언급된다.
인안나와 슈칼레투다 시(ETCSL 1.3.3)는 인안나를 행성 금성으로 칭송하는 찬가로 시작한다. 그 다음 형편없는 정원사인 슈칼레투다가 소개된다. 그의 모든 식물은 죽고, 단 하나의 포플러 나무만 살아남는다. 슈칼레투다는 신들에게 자신의 일에 대한 지침을 간청한다. 놀랍게도 여신 인안나는 그의 포플러 나무를 보고 그 가지 그늘 아래에서 쉬기로 결정한다. 슈칼레투다는 인안나의 옷을 벗기고 그녀가 잠든 사이에 강간한다. 여신이 깨어나 자신이 침해당했다는 것을 깨닫자 그녀는 격분하여 공격자를 심판하기로 결심한다. 분노에 찬 인안나는 끔찍한 재앙을 지구에 퍼붓고, 물을 피로 바꾼다. 슈칼레투다는 자신의 생명에 대한 공포에 질려 아버지에게 인안나의 분노에서 벗어나는 방법을 조언해달라고 간청한다. 그의 아버지는 그에게 도시의 수많은 사람들 속에 숨으라고 말한다. 그렇게 하면 희망적으로 그들 속에 섞여들 수 있을 것이다. 인안나는 공격자를 찾아 동쪽 산들을 수색하지만, 그를 찾을 수 없다. 그녀는 그 다음 일련의 폭풍을 일으키고 도시로 향하는 모든 길을 막지만, 여전히 슈칼레투다를 찾을 수 없으므로, 에아에게 그를 찾는 것을 도와달라고 요청하며, 만약 그가 도와주지 않으면 우루크에 있는 자신의 신전을 떠나겠다고 위협한다. 에아는 동의하고 인안나는 "무지개처럼 하늘을 가로질러" 날아간다. 인안나는 마침내 슈칼레투다를 찾아내고, 그는 헛되이 자신에게 저지른 범죄에 대한 변명을 늘어놓는다. 인안나는 이러한 변명을 거부하고 그를 죽인다. 신학 교수 제프리 쿨리(Jeffrey Cooley)는 슈칼레투다 이야기를 수메르 천체 신화로 인용하며, 이야기 속 인안나의 움직임이 행성 금성의 움직임과 일치한다고 주장했다. 그는 또한 슈칼레투다가 여신에게 기도하는 동안 지평선의 금성을 바라보고 있었을 수도 있다고 말했다.
니푸르에서 발견된 시 인안나와 빌룰루(ETCSL 1.4.4)의 텍스트는 심하게 손상되었으며 학자들은 이를 여러 가지 방식으로 해석했다. 시의 시작 부분은 대부분 파괴되었지만, 애가인 것으로 보인다. 시의 이해 가능한 부분은 인안나가 초원에서 양 떼를 돌보는 남편 탐무즈를 그리워하는 모습을 묘사한다. 인안나는 그를 찾아 나선다. 이 부분 이후에는 텍스트의 상당 부분이 누락되어 있다. 이야기가 재개되면 인안나는 탐무즈가 살해되었다는 말을 듣는다. 인안나는 늙은 산적 여인 빌룰루와 그녀의 아들 기르기레가 범인임을 알아낸다. 그녀는 에덴릴라 도로를 따라 여행하다가 여관에 들러 두 살인범을 찾는다. 인안나는 의자 위에 서서 빌룰루를 "사람들이 사막에서 운반하는 물 주머니"로 변모시키고, 그녀에게 탐무즈를 위한 장례 제물을 붓게 한다.

## 지하 세계 하강
인안나/이슈타르의 지하 세계 하강 이야기의 두 가지 다른 버전이 남아 있다. 하나는 우르 제3왕조 (기원전 2112년경 – 기원전 2004년경)의 수메르어 버전(ETCSL 1.4.1)이고, 다른 하나는 기원전 2천년기 초의 아카드어 버전으로 분명히 파생된 것이다. 수메르어 버전은 나중 아카드어 버전보다 거의 세 배 길고 훨씬 더 자세하다.
다른 여러 텍스트들도 인안나와 슈칼레투다의 이야기와 같이 인안나의 하강 신화를 언급한다. 이미 기원전 4천년기 후반 우루크 시대의 첫 번째 쐐기 문자 텍스트에서, "지하 세계의 인안나"를 의미하는 신성한 이름 인안나-쿠르가 확인되는데, 이는 아마도 지하 세계 통과를 언급하며 따라서 인류의 가장 오래된 확실하게 확인된 신화일 것이다.

### 수메르어 버전
수메르 종교에서 쿠르 또는 지하 세계는 인안나의 "자매"인 여신 에레쉬키갈이 지배했다. 본문 자체는 인안나의 하강 동기를 명시적으로 밝히지 않는다. 그러나 힐리즘적 신화 연구는 적어도 텍스트에 처리된 신화의 한 변형이 지하 세계의 메(신성한 힘/의례)를 요구하는 인안나와 관련되어 있으며, 그녀는 결국 성공한다는 것을 보여줄 수 있었다.
떠나기 전에 인안나는 그녀의 대신이자 하인인 닌슈부르에게 사흘 후에 돌아오지 않으면 엔릴, 난나, 아누, 에아 신들에게 자신을 구해달라고 간청하라고 지시한다. 지하 세계의 법은 임명된 사자를 제외하고는 들어간 자는 결코 떠날 수 없다고 규정한다. 인안나는 방문을 위해 화려하게 옷을 입는다. 그녀는 터번, 가발, 청금석 목걸이, 가슴에 구슬, 팔라 드레스(여주인의 옷), 마스카라, 가슴 보호대, 금반지를 착용하고 청금석 측정봉을 들고 있다. 각 의복은 그녀가 소유한 강력한 메의 표현이다.
인안나는 지하 세계의 문을 두드리며 들여보내 달라고 요구한다. 문지기 네티는 그녀가 왜 왔는지 묻고 인안나는 자신이 "언니 에레쉬키갈의 남편"인 구갈안나의 장례식에 참석하고 싶다고 답한다. 네티는 이를 에레쉬키갈에게 보고하고, 에레쉬키갈은 그에게 "지하 세계의 일곱 문을 잠가라. 그리고 하나씩 문을 조금씩 열어라. 인안나가 들어가게 하라. 그녀가 들어갈 때, 그녀의 왕실 의복을 벗겨라"라고 말한다. 아마도 인안나의 장례식에 부적합한 옷과 인안나의 거만한 행동이 에레쉬키갈을 의심하게 만들었을 것이다. 에레쉬키갈의 지시에 따라 네티는 인안나에게 지하 세계의 첫 번째 문으로 들어갈 수 있지만, 자신의 청금석 측정봉을 넘겨야 한다고 말한다. 그녀는 왜냐고 묻자, "그것이 지하 세계의 방식이다"라는 대답을 듣는다. 그녀는 이에 응하고 통과한다. 인안나는 총 일곱 개의 문을 통과하며, 각 문에서 여정 시작 시 입고 있던 옷이나 장신구를 하나씩 벗어 권력을 박탈당한다. 언니 앞에 도착했을 때 그녀는 벌거벗은 상태였다.
웅크리고 옷을 벗겨내자, 그것들은 멀리 치워졌다. 그러자 그녀는 언니 에레쉬키갈을 왕좌에서 일으켜 세우고, 대신 그녀가 왕좌에 앉았다. 안나, 일곱 심판관들이 그녀에게 불리한 판결을 내렸다. 그들은 그녀를 보았다 – 그것은 죽음의 눈빛이었다. 그들은 그녀에게 말했다 – 그것은 분노의 말이었다. 그들은 그녀에게 소리쳤다 – 그것은 무거운 죄책감의 외침이었다. 고통받는 여인은 시체로 변했다. 그리고 시체는 갈고리에 걸렸다.

사흘 밤낮이 지나고, 닌슈부르는 지시에 따라 엔릴, 난나, 아누, 에아 신들의 신전으로 가서 각 신에게 인안나를 구해달라고 간청한다. 처음 세 신은 인안나의 운명이 그녀 자신의 잘못이라고 말하며 거절하지만, 에아는 깊이 괴로워하며 돕기로 동의한다. 그는 두 손가락의 손톱 밑 먼지로부터 갈라-투라와 쿠르-자라라는 두 명의 무성 인물을 창조한다. 그는 그들에게 에레쉬키갈을 달래고 그녀가 무엇을 원하는지 물으면 인안나의 시체를 달라고 요청하며, 그 시체에 생명의 음식과 물을 뿌려야 한다고 지시한다. 그들이 에레쉬키갈 앞에 나타났을 때, 그녀는 마치 출산하는 여성처럼 고통스러워하고 있었다. 그녀는 그들이 자신을 안심시키면 생명을 주는 강물과 곡물 밭을 포함하여 원하는 것은 무엇이든 주겠다고 제안하지만, 그들은 그녀의 모든 제안을 거부하고 인안나의 시체만을 요구한다. 갈라-투라와 쿠르-자라는 인안나의 시체에 생명의 음식과 물을 뿌려 그녀를 되살린다.
수메르어 텍스트는 인안나의 하강 신화를 탐무즈의 죽음에 관한 신화의 한 변형과 연결시킨다. 에레쉬키갈이 보낸 갈라 악마들이 인안나를 지하 세계 밖으로 따라와 인안나를 대신할 다른 누군가가 지하 세계로 끌려가야 한다고 주장한다. 그들은 먼저 닌슈부르를 만나 그녀를 데려가려 하지만, 인안나는 그녀가 자신의 충성스러운 하인이며 지하 세계에 있는 동안 자신을 위해 정당하게 애도했기 때문에 그들을 막는다. 다음으로 그들은 여전히 애도하고 있는 인안나의 미용사 샤라를 만난다. 악마들은 그를 데려가려 하지만, 인안나는 그가 자신을 위해서도 애도했기 때문에 안 된다고 주장한다. 세 번째로 그들은 역시 애도하고 있는 룰랄을 만난다. 악마들은 그를 데려가려 하지만, 인안나는 다시 그들을 막는다.

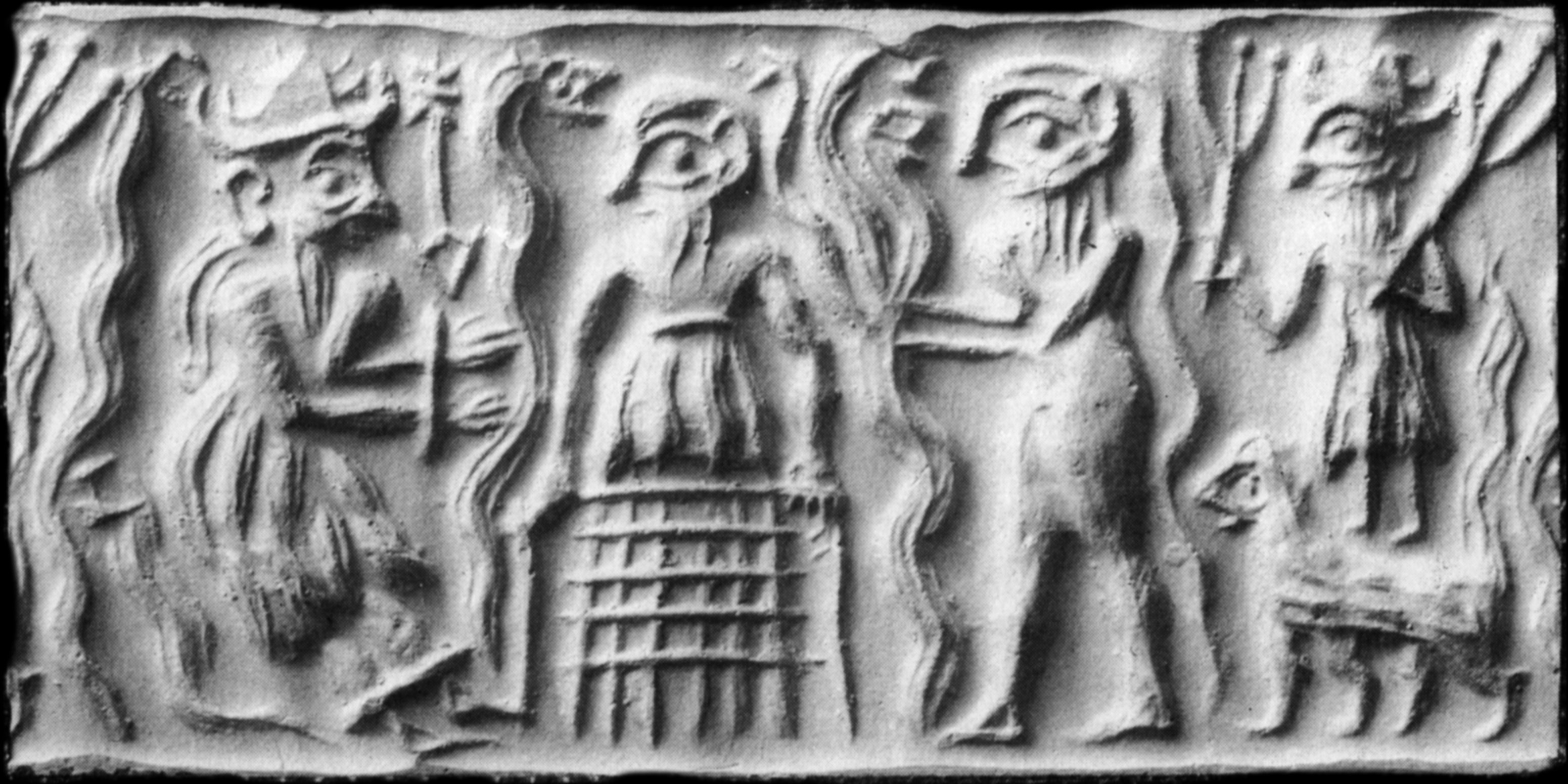
고대 수메르 원통 인장의 인상, 탐무즈가 지하 세계에서 갈라 악마들에게 고문당하는 모습

마침내 그들은 인안나의 남편인 두무지를 발견한다. 인안나의 운명에도 불구하고, 그리고 그녀를 제대로 애도했던 다른 사람들과는 대조적으로, 두무지는 호화롭게 옷을 입고 나무 아래 또는 그녀의 왕좌 위에서 시녀들의 오락을 받으며 쉬고 있었다. 인안나는 불쾌하여 갈라가 그를 데려가도록 명령한다. 그리고 갈라는 두무지를 지하 세계로 끌고 간다.
두무지의 꿈(ETCSL 1.4.3)으로 알려진 또 다른 문헌은 두무지가 갈라 악마들에게 붙잡히지 않기 위해 반복적으로 시도하는 것을 묘사하는데, 이 노력에서 태양신 우투가 그를 돕는다. 두무지의 꿈이 끝나는 지점에서 시작되는 수메르 시 두무지의 귀환에서 두무지의 누이 게쉬티난나는 두무지의 죽음을 며칠 밤낮으로 계속 애도하며, 마음이 바뀐 것으로 보이는 인안나와 두무지의 어머니 시르투르도 함께한다. 세 여신은 계속 애도하다가 파리가 인안나에게 남편의 위치를 알려준다. 인안나와 게쉬티난나는 함께 파리가 알려준 곳으로 가서 두무지를 찾는다. 그곳에서 그를 발견하고 인안나는 그 순간부터 두무지가 일 년 중 절반은 언니 에레쉬키갈과 지하 세계에서 보내고 나머지 절반은 자신과 함께 천국에서 보내며, 그의 누이 게쉬티난나가 지하 세계에서 그의 자리를 대신할 것이라고 선언한다.

### 아카드어 버전
이 버전은 아슈르바니팔 도서관에서 두 개의 원고가 발견되었고, 아슈르에서 세 번째 원고가 발견되었으며, 모두 기원전 1천년기 전반의 것으로 거슬러 올라간다. 니네베 버전 중 첫 번째 쐐기 문자 버전은 1873년 프랑수아 레노르망(François Lenormant)이 출판했으며, 음역 버전은 1901년 피터 옌센(Peter Jensen)이 출판했다. 아카드어 제목은 아나 쿠르누게, 카카리 라 타리이다.
아카드어 버전은 이슈타르가 지하 세계의 문에 다가가 문지기에게 자신을 들여보내 달라고 요구하는 것으로 시작한다.
만약 네가 내가 들어갈 수 있도록 문을 열어주지 않으면,

나는 문을 부수고 빗장을 부술 것이다,

나는 문설주를 부수고 문을 뒤엎을 것이다,

나는 죽은 자들을 일으켜 세워 산 자들을 먹게 할 것이다:

그리고 죽은 자의 수가 산 자보다 많아질 것이다!

문지기 (아카드어 버전에서는 이름이 주어지지 않음)는 서둘러 에레쉬키갈에게 이슈타르의 도착을 알린다. 에레쉬키갈은 그에게 이슈타르를 들여보내라고 명령하지만, "고대 의식에 따라 그녀를 대우하라"고 말한다. 문지기는 한 번에 한 문씩 열어 이슈타르를 지하 세계로 들여보낸다. 각 문에서 이슈타르는 옷을 한 벌씩 벗어야 한다. 마침내 일곱 번째 문을 통과했을 때, 그녀는 벌거벗은 상태였다. 분노한 이슈타르는 에레쉬키갈에게 달려들지만, 에레쉬키갈은 그녀의 하인 남타르에게 이슈타르를 감금하고 60가지 질병을 그녀에게 퍼뜨리라고 명령한다.
이슈타르가 지하 세계로 내려간 후, 지구상의 모든 성적 활동이 중단된다. 닌슈부르의 아카드어 상대인 팝수칼 신은 지혜와 문화의 신 에아에게 상황을 보고한다. 에아는 아수-슈-나미르라는 간성 존재를 창조하여 에레쉬키갈에게 보낸다. 그는 그들에게 "위대한 신들의 이름"을 에레쉬키갈에게 부르며 생명수의 가방을 달라고 요청하라고 지시한다. 에레쉬키갈은 아수-슈-나미르의 요구를 듣고 격분하지만, 그들에게 생명수를 주어야만 했다. 아수-슈-나미르는 이 물로 이슈타르에게 뿌려 그녀를 되살린다. 그리고 이슈타르는 일곱 문을 다시 통과하며 각 문에서 옷을 한 벌씩 돌려받고 마지막 문을 완전히 옷을 입은 채로 나선다. 그러나 이슈타르는 살아있는 세계로 돌아오기 위해 대체자를 제공해야 하는데, 바로 그녀의 남편 두무지이다. 그러나 그의 여동생 벨릴리가 벌의 일부를 대신하여, 이제부터 그들은 지하 세계에서 교대로 지내게 된다. 두무지와 함께 다른 죽은 자들도 이제 특정 날에는 지하 세계를 떠나는 것이 허용된다. – 따라서 이슈타르의 지하 세계 하강은 사람들이 죽은 자들과 접촉할 수 있는 기회를 만들어 종교적인 휴일을 만들었다.

### 현대 아시리아학에서의 해석

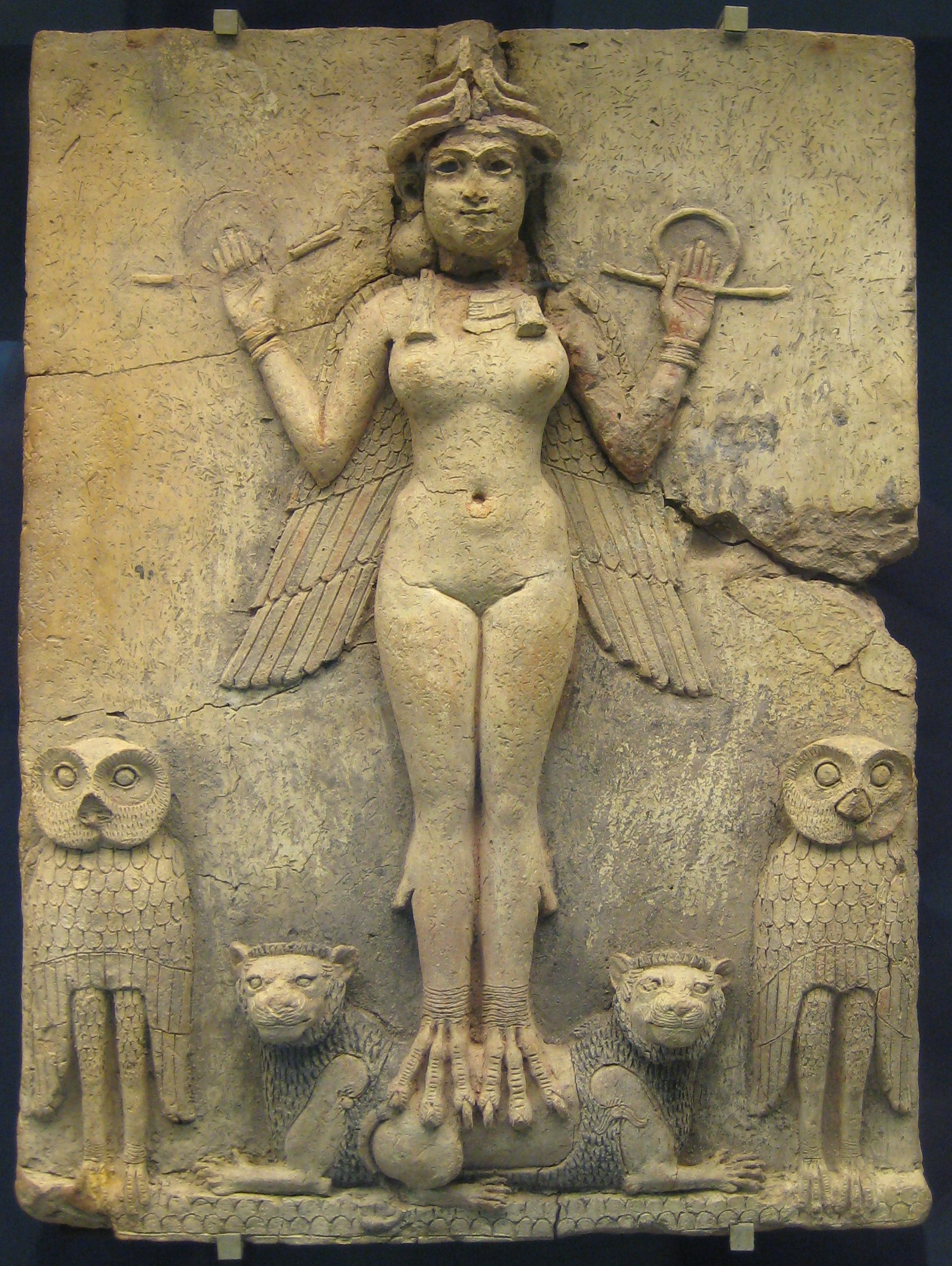
이슈타르 또는 그녀의 언니 에레쉬키갈을 나타내는 것으로 추정되는 "버니 부조" (c. 기원전 19세기 또는 18세기)

수메르 사후 세계 신념 및 장례 풍습 전문가인 디나 카츠(Dina Katz)는 인안나의 하강 이야기가 메소포타미아 종교의 광범위한 맥락에 뿌리를 둔 두 가지 별개의 기존 전통의 조합으로 간주한다.
한 전통에서 인안나는 에아의 속임수 덕분에 지하 세계를 떠날 수 있었으며, 대체자를 찾는 가능성은 언급되지 않았다. 이 신화의 부분은 신들이 권력, 영광 등을 얻기 위해 고군분투하는 신화 장르(루갈-에 또는 에누마 엘리쉬와 같은)에 속하며, 주기적으로 사라지는 천체의 의인화로서 인안나의 성격을 나타냈을 가능성이 있다. 카츠에 따르면, 인안나가 닌슈부르에게 내린 지시에 그녀의 최종 운명, 심지어 구출 방법까지 정확하게 예측하는 내용이 포함되어 있다는 사실은 이 작품의 목적이 단순히 금성이 계속해서 뜨고 지는 것처럼 인안나가 하늘과 지하 세계를 모두 횡단할 수 있는 능력을 강조하는 것이었음을 보여준다. 그녀는 또한 인안나의 귀환이 일부 우두그-훌 주문과 유사하다고 지적한다.
다른 하나는 단순히 탐무즈의 죽음에 대한 많은 신화 중 하나였으며 (이 신화들에서 탐무즈의 죽음은 인안나의 책임이 아니다), 그의 식물화된 화신으로서의 역할과 관련이 있었다. 그녀는 이 이야기의 두 부분이 연결된 것은 치료 중인 사람의 상징적 대체가 필요한 잘 입증된 일부 치료 의식을 반영하기 위한 것이었을 가능성이 있다고 생각한다.
카츠는 또한 이 신화의 수메르어 버전은 풍요 문제와는 관련이 없으며, 이에 대한 언급(예: 이슈타르가 죽었을 때 자연이 불모하다는 것)은 나중에 아카드어 번역에만 추가되었다고 지적한다. 두무지의 장례식에 대한 묘사도 마찬가지였다. 이러한 변화의 목적은 신화를 두무지와 관련된 숭배 전통, 즉 그의 죽음을 매년 애도하고 일시적인 귀환을 축하하는 것과 더 가깝게 만드는 것이었을 것이다. 카츠에 따르면, 이 신화의 후기 버전 중 많은 사본이 아시리아 도시, 특히 아슈르와 니네베와 같이 두무지 숭배로 유명했던 도시에서 나왔다는 점은 주목할 만하다.

### 다른 해석
20세기를 통해 이 신화에 대한 학문적 해석보다는 융 심리학적 분석 전통에 뿌리를 둔 다양한 비학문적 해석들이 등장했다. 일부 저자들은 페르세포네 납치에 대한 그리스 신화와도 비교하기도 한다.
모니카 오터르만은 이 신화에 대한 페미니스트적 해석을 수행하며, 자연의 순환과 관련된 해석에 의문을 제기하고, 메소포타미아의 가부장제가 인안나의 권력을 제한하고 있었다고 주장했는데, 이는 그녀에 따르면 그 지역이 풍요에 도움이 되지 않았기 때문이다. 브란다오는 이러한 생각에 부분적으로 의문을 제기하는데, 비록 수메르어 텍스트에서 인안나의 권력이 위태롭지만, 아카드어 텍스트에서는 여신의 풍요와 수정과의 관계가 위태롭다는 점 때문이다. 더욱이 수메르어 텍스트에서 인안나의 권력은 남성에 의해 제한되는 것이 아니라 동등하게 강력한 다른 여신인 에레스키갈에 의해 제한된다.

## 후기 신화

### '길가메시 서사시'

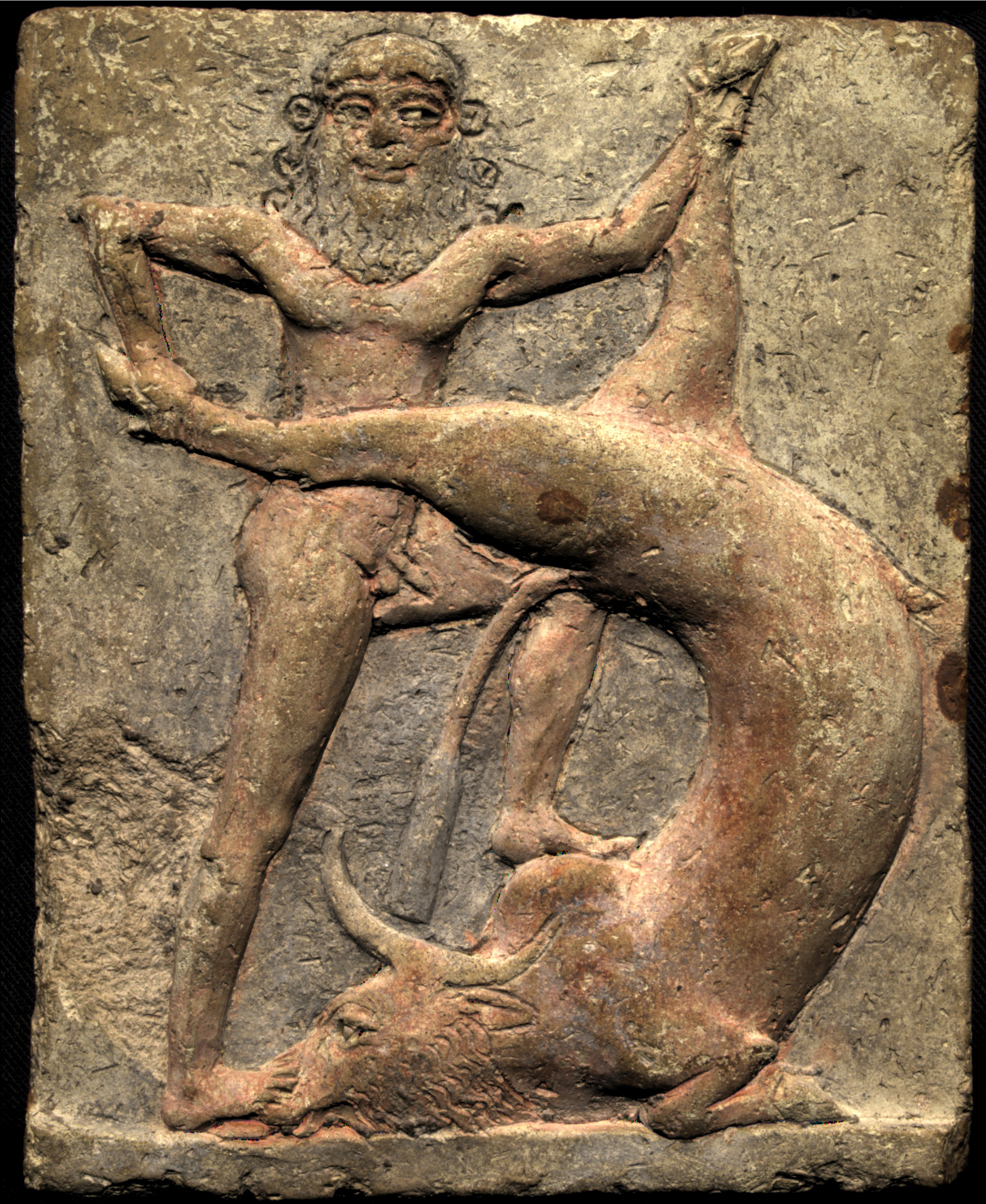
고대 메소포타미아 테라코타 부조에 묘사된 길가메시가 이슈타르가 그녀의 애정 어린 접근을 거부하자 길가메시 서사시 6권에서 보낸 하늘의 황소를 죽이는 모습

아카드어 길가메시 서사시에서 이슈타르는 길가메시와 그의 동료 엔키두가 후와와를 물리치고 우루크로 돌아온 후 길가메시에게 그녀의 배우자가 되어달라고 요구한다. 길가메시는 그녀의 이전 연인들이 모두 고통을 겪었다는 점을 지적하며 거절한다.
네 연인들의 이야기를 내가 해줄 테니 들어보아라. 너의 젊은 시절 연인 두무지가 있었으니, 그에게 너는 해마다 곡함을 명했다. 너는 여러 색깔의 라일락 가슴 롤러를 사랑했지만, 그럼에도 불구하고 그의 날개를 때려 부수었다 [...] 너는 엄청난 힘을 가진 사자를 사랑했고: 그를 위해 일곱 구덩이를 파고 또 일곱 구덩이를 팠다. 너는 전투에서 웅장한 종마를 사랑했고, 그를 위해 채찍과 박차와 가죽끈을 명했다 [...] 너는 양 떼의 목자를 사랑했다; 그는 날마다 너를 위해 밀가루 빵을 만들었고, 너를 위해 염소를 죽였다. 너는 그를 때려 늑대로 만들었다; 이제 그의 양 떼 소년들이 그를 쫓아내고, 그의 개들이 그의 옆구리를 괴롭힌다.

길가메시의 거절에 격분한 이슈타르는 하늘로 가서 아버지 아누에게 길가메시가 자신을 모욕했다고 말한다. 아누는 그녀에게 길가메시와 직접 대결하지 않고 자신에게 불평하는 이유를 묻는다. 이슈타르는 아누에게 하늘의 황소를 줄 것을 요구하며 만약 주지 않으면 "지옥 문을 부수고 빗장을 깨뜨릴 것이다. 위층 사람들과 아래층 사람들이 뒤섞여 혼란이 생길 것이다. 나는 죽은 자들을 일으켜 산 자들처럼 음식을 먹게 할 것이다. 그리고 죽은 자의 수가 산 자보다 많아질 것이다"라고 맹세한다.

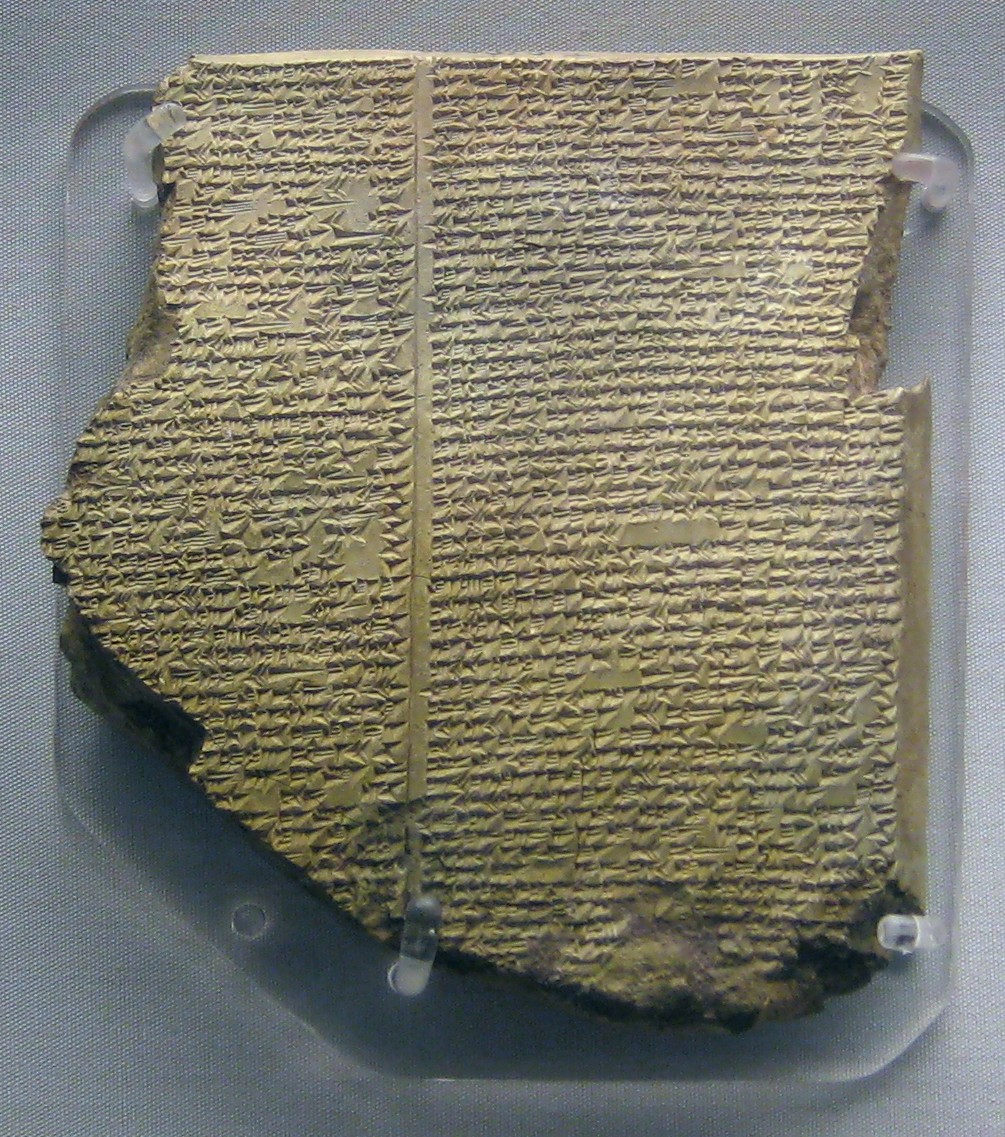
길가메시 서사시의 원본 아카드어 점토판 11장("대홍수 점토판")

아누는 이슈타르에게 하늘의 황소를 주었고, 이슈타르는 이를 길가메시와 그의 친구 엔키두를 공격하게 보낸다. 길가메시와 엔키두는 황소를 죽이고 그 심장을 태양신 샤마쉬에게 바친다. 길가메시와 엔키두가 쉬고 있는 동안 이슈타르는 우루크 성벽에 서서 길가메시를 저주한다. 엔키두는 황소의 오른쪽 허벅지를 찢어 이슈타르의 얼굴에 던지며, "내가 너를 손에 넣을 수 있다면, 나는 너에게 이것을 하고, 너의 내장을 옆구리에 묶어 놓을 것이다"라고 말한다. (엔키두는 나중에 이 불경죄로 죽는다.) 이슈타르는 "곱슬머리 창부들, 매춘부, 매춘부"를 불러 모아 하늘의 황소를 애도하라고 명령한다. 한편, 길가메시는 하늘의 황소의 패배를 축하한다.
서사시 후반부에 우트나피쉬팀은 길가메시에게 대홍수 이야기를 들려준다. 이 홍수는 신 엔릴이 인간들이 지나치게 번성하여 너무 시끄러워 잠을 방해했기 때문에 지구상의 모든 생명을 멸망시키기 위해 보낸 것이었다. 우트나피쉬팀은 홍수가 닥쳤을 때 이슈타르가 아눈나키와 함께 인류의 파멸을 애도하고 울었다고 말한다. 나중에 홍수가 가라앉은 후 우트나피쉬팀은 신들에게 제물을 바친다. 이슈타르는 파리 모양의 청금석 목걸이를 착용하고 우트나피쉬팀에게 나타나 엔릴이 다른 신들과 홍수에 대해 전혀 논의하지 않았다고 말한다. 그녀는 엔릴이 다시는 홍수를 일으키지 못하게 할 것이라고 맹세하며 자신의 청금석 목걸이를 맹세의 증표로 선언한다. 이슈타르는 엔릴을 제외한 모든 신들을 제물 주위에 모여 즐기라고 초대한다.

### 아구샤야의 노래
함무라비 시대의 것으로 추정되는 아카드어 텍스트인 아구샤야의 노래는 찬가적인 구절과 혼합된 신화를 담고 있다. 전쟁의 여신 이슈타르는 끊임없는 분노로 가득 차서 전쟁과 전투로 지구를 괴롭힌다. 그녀의 포효로 그녀는 마침내 압수(Apsû)에 있는 지혜로운 신 에아마저 위협한다. 그는 신들의 회의에 나타나 (길가메시 서사시의 엔키두와 유사하게) 이슈타르에게 동등한 상대를 창조하기로 결정한다. 그는 자신의 손톱 밑 먼지로부터 강력한 여신 살툼("싸움, 말다툼")을 만들어내고, 그녀에게 이슈타르를 무례하게 대하고 밤낮으로 포효로 괴롭히라고 지시한다. 두 여신의 대결을 담은 텍스트 부분은 보존되어 있지 않지만, 그 뒤에는 이슈타르가 에아에게 살툼을 불러달라고 요구하는 장면이 이어지며, 에아는 이를 따른다. 이어서 에아는 사건을 기념하기 위해 매년 "소용돌이 춤"(구슈투)이 공연될 축제를 제정한다. 텍스트는 이슈타르의 마음이 진정되었다는 진술로 끝난다.

### 다른 이야기
샤마쉬의 아들로 여겨지는 신 이슘의 어린 시절에 대한 신화는 이슈타르가 그를 일시적으로 돌보는 듯한 모습을 묘사하며, 아마도 그 상황에 대한 짜증을 표현하는 것일 수 있다.
기원전 7세기에 쓰여진 사르곤의 위작 신아시리아어 텍스트는 사르곤의 자서전이라고 주장하지만, 사르곤이 물 긷는 아키의 정원사로 일하고 있을 때 이슈타르가 "비둘기 구름에 둘러싸여" 그에게 나타났다고 주장한다. 이슈타르는 사르곤을 자신의 연인으로 선포하고 그가 수메르와 아카드르 통치자가 되도록 허락했다.
후르리-히타이트 문헌에서 dISHTAR라는 표의문자는 여신 샤우슈카를 나타내는데, 그녀는 신 목록과 유사한 문서에서도 이슈타르와 동일시되었으며, 히타이트학자 게리 베크만에 따르면 후기 아시리아의 니네베 이슈타르 숭배 발전에 영향을 미쳤다. 그녀는 후르리 신화 쿠마르비 주기에서 중요한 역할을 한다.

## 후대 영향

### 고대

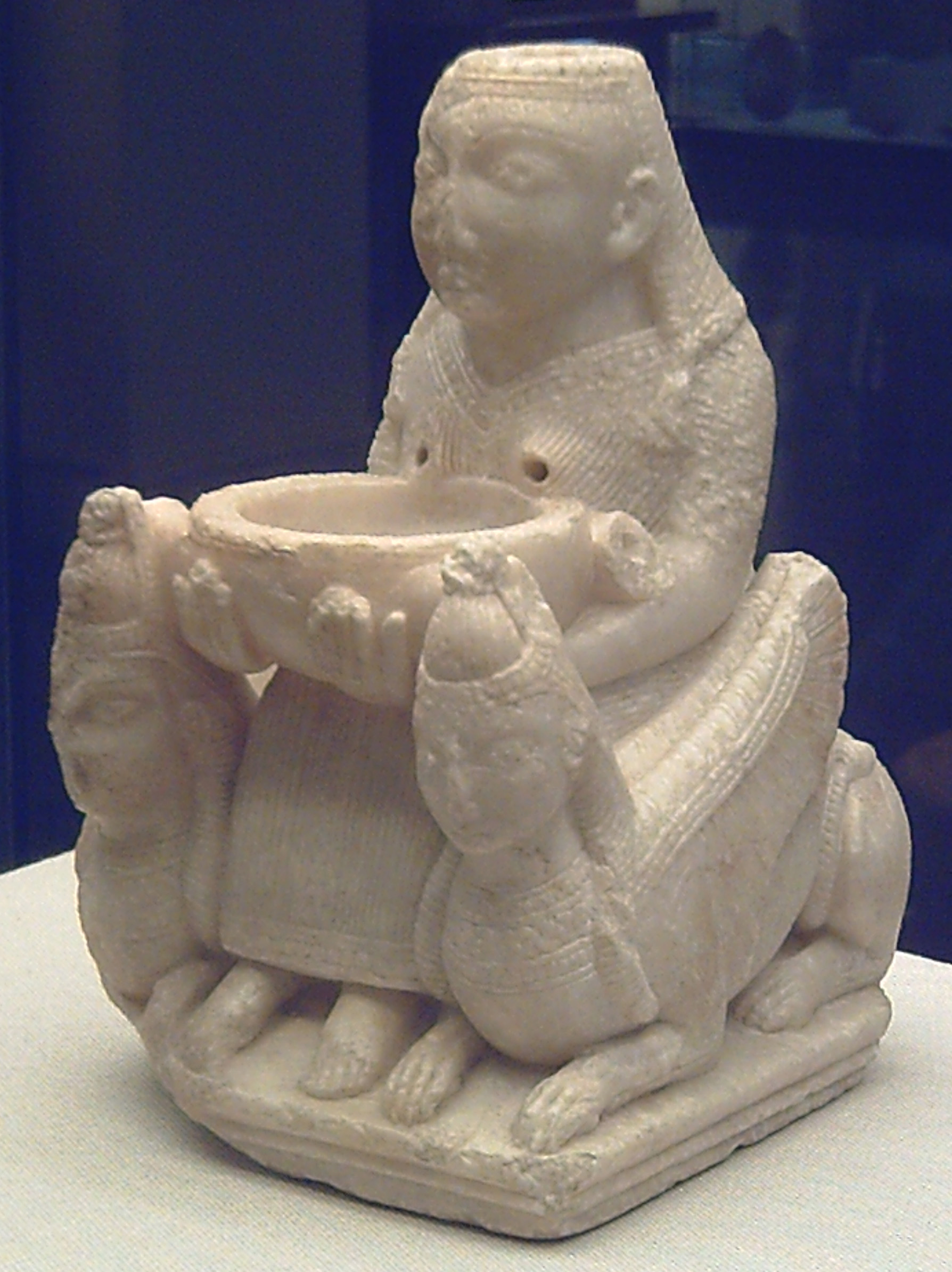
기원전 7세기 페니키아 조각상, 여신, 아마도 아스타르테를 나타내며 "갈레라의 여인"이라고 불린다 (스페인 국립 고고학 박물관)

인안나/이슈타르 숭배는 므나쎄 왕의 통치 기간 동안 유다 왕국에 도입되었을 수 있으며, 비록 인안나 자신은 성경에서 직접적으로 언급되지 않지만, 구약성경에는 그녀의 숭배에 대한 수많은 암시가 포함되어 있다. 예레미야서 7:18와 예레미야서 44:15–19는 "하늘의 여왕"을 언급하는데, 이는 아마도 인안나/이슈타르와 서셈족 여신 아스타르테의 혼합일 것이다. 예레미야는 하늘의 여왕이 그녀를 위해 빵을 굽는 여성들에게 숭배되었다고 말한다.
아가는 인안나와 두무지를 다루는 수메르 사랑 시와 강한 유사성을 보인다. 특히 연인들의 신체성을 표현하기 위해 자연적 상징을 사용하는 점에서 그러하다. 아가 6:10 에제키엘서 8:14는 인안나의 남편 두무지를 그의 후기 동셈족 이름 탐무즈로 언급하며, 예루살렘 성전 북문 근처에 앉아 탐무즈의 죽음을 애도하는 여성들을 묘사한다. 마리나 워너 (아시리아학자가 아닌 문학 평론가)는 초기 기독교의 중동 기독교인들이 이슈타르의 요소를 성모 마리아 숭배에 동화시켰다고 주장한다. 그녀는 시리아 작가 세루그의 야고보와 성 로마노스가 모두 십자가 아래에서 자신의 아들에 대한 연민을 이슈타르가 탐무즈의 죽음을 애도하는 것과 매우 흡사한 개인적인 용어로 묘사하는 애가를 썼다고 주장한다. 그러나 탐무즈와 다른 죽어가는 신들 사이의 광범위한 비교는 제임스 조지 프레이저의 연구에 뿌리를 두고 있으며, 최근 출판물에서는 덜 엄격했던 20세기 초 아시리아학의 잔재로 간주된다.
인안나/이슈타르 숭배는 페니키아 여신 아스타르테 숭배에 큰 영향을 미쳤다. 페니키아인들은 아스타르테를 그리스의 키프로스 섬과 키티라섬에 소개했으며, 그곳에서 그녀는 그리스 여신 아프로디테의 발생에 영향을 미치거나 적어도 크게 영향을 미쳤다. 아프로디테는 인안나/이슈타르의 성욕과 생식에 대한 연관성을 이어받았다. 게다가 아프로디테는 우라니아 (Οὐρανία), 즉 "천상의"라는 이름으로 알려져 있었는데, 이는 인안나가 하늘의 여왕이라는 역할에 해당한다.

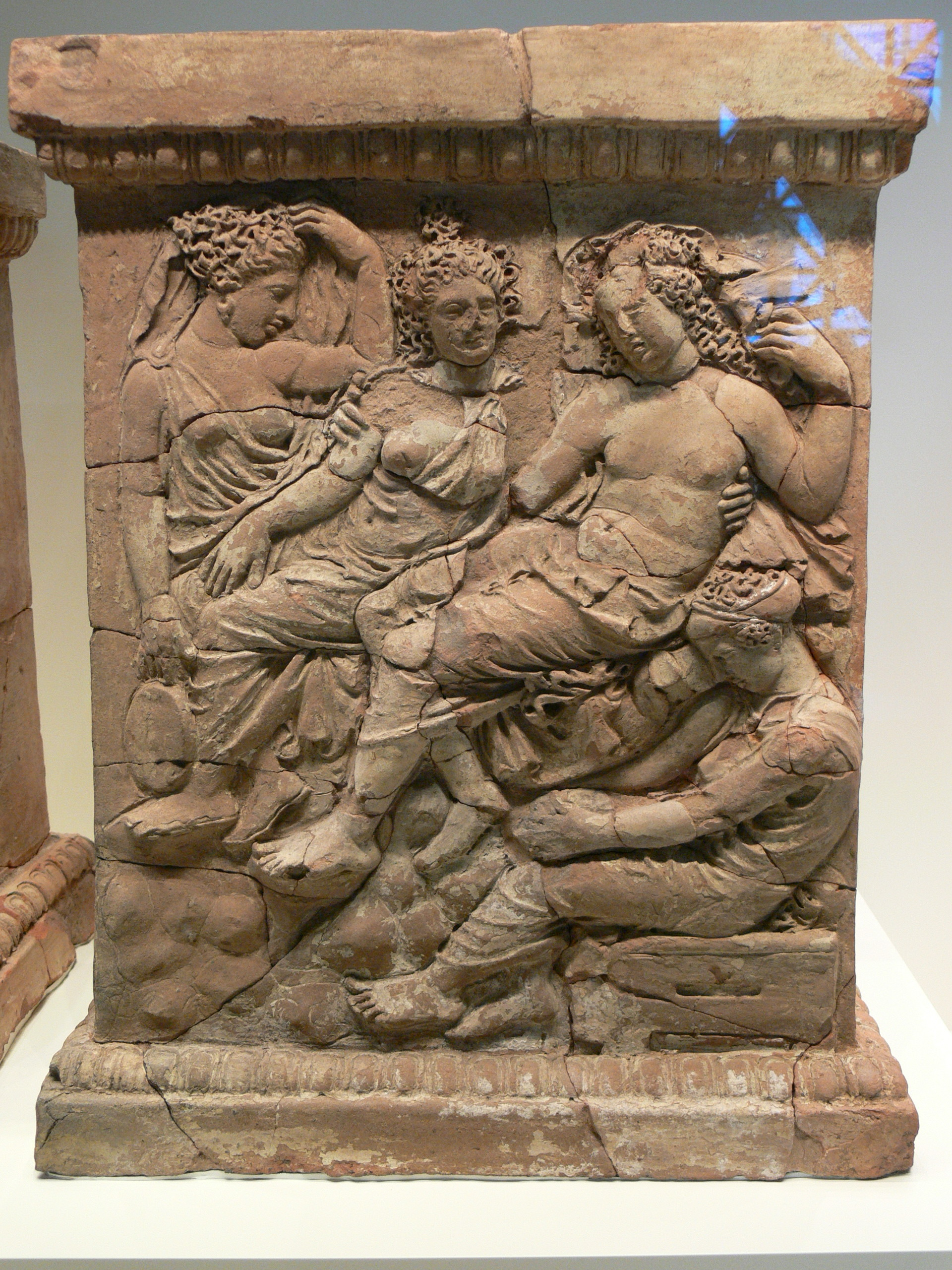
마그나 그라이키아의 그리스 도시 타라스에서 발굴된 기원전 400년경 – 기원전 375년경의 제단, 아프로디테와 아도니스를 묘사하며, 그들의 신화는 인안나와 탐무즈의 메소포타미아 신화에서 유래했다

아프로디테에 대한 초기 예술 및 문학적 묘사는 인안나/이슈타르와 매우 유사하다. 아프로디테는 또한 전사 여신이었다. 기원후 2세기 그리스 지리학자 파우사니아스는 스파르타에서 아프로디테가 "전쟁적인"이라는 의미의 아프로디테 아리아로 숭배되었다고 기록한다. 그는 또한 스파르타와 키티라섬에 있는 아프로디테의 가장 오래된 숭배 조각상들이 무기를 들고 있는 모습을 보여주었다고 언급한다. 현대 학자들은 아프로디테의 전사 여신적 측면이 그녀의 숭배의 가장 오래된 층에서 나타난다고 지적하며 이를 그녀의 근동 기원의 증거로 본다. 아프로디테는 또한 이슈타르의 비둘기와의 연관성을 흡수했으며, 비둘기는 오직 그녀에게만 희생되었다. "비둘기"를 뜻하는 그리스어는 페리스테라(peristerá)였는데, 이는 "이슈타르의 새"를 의미하는 셈어 구절 페라흐 이슈타르(peraḥ Ištar)에서 유래했을 수 있다. 아프로디테와 아도니스 신화는 인안나와 탐무즈 이야기에서 파생되었다.
고전 학자 찰스 펭글라세(Charles Penglase)는 그리스 지혜와 전쟁의 여신 아테나가 "무서운 전사 여신"으로서 인안나의 역할과 유사하다고 썼다. 다른 이들은 아테나가 아버지 제우스의 머리에서 태어난 것이 인안나가 지하 세계로 내려갔다가 돌아온 것에서 유래했을 수 있다고 지적했다. 그러나 게리 베크만이 지적했듯이, 아테나의 탄생과 직접적인 평행선은 후르리 쿠마르비 주기에서 발견되는데, 여기서 테슙은 쿠마르비의 외과적으로 분할된 두개골에서 태어나며, 어떤 인안나 신화에서는 발견되지 않는다.
만다야 우주론에서 금성의 이름 중 하나는 '아스티라'(ʿStira)이며, 이는 이슈타르라는 이름에서 파생되었다.
인류학자 케빈 투이트는 조지아 여신 달리 또한 인안나의 영향을 받았다고 주장하며, 달리와 인안나 모두 샛별과 연관되어 있었고, 둘 다 특징적으로 나체로 묘사되었으며, (그러나 아시리아학자들은 메소포타미아 예술에서 "나체 여신" 모티프가 대부분의 경우 이슈타르가 될 수 없다고 가정하며, 가장 일관되게 나체로 묘사된 여신은 이슈타르와 관련 없는 기후 여신 샬라였다) 둘 다 금 장신구와 연관되어 있었고, 둘 다 남성 필멸자들을 성적으로 희롱했으며, 둘 다 인간과 동물의 풍요와 연관되어 있었고, (하지만 아시리아학자 디나 카츠는 풍요에 대한 언급이 적어도 일부 경우에서는 인안나/이슈타르보다 두무지와 관련될 가능성이 더 높다고 지적했다) 둘 다 성적으로 매력적이지만 위험한 여성이라는 모호한 본성을 가졌다.
전통적인 메소포타미아 종교는 기원후 3세기와 5세기 사이에 아시리아인들이 기독교로 개종하면서 점차 쇠퇴하기 시작했다. 그럼에도 불구하고 이슈타르와 두무지 숭배는 상부 메소포타미아 일부 지역에서 살아남았다. 기원후 10세기에는 한 아랍 여행가가 "우리 시대의 모든 사바인, 바빌로니아인이든 하란인이든, 그들은 특히 여성들이 같은 달에 지키는 축제에서 오늘날까지 두무지를 애도하고 운다"라고 기록했다.
이슬람 이전 아라비아에서는 이슈타르와 관련이 있을 수 있는 베누스 신 숭배가 이슬람 시대까지 이어졌다. 안티오키아의 이사악 (기원후 406년 사망)은 아랍인들이 '별' (카우카브타)을 숭배했으며, 이는 알-우자로도 알려져 있고 많은 이들이 금성과 동일시한다고 말했다. 이사악은 또한 아라비아 신 알라트를 언급하는데, 얀 레트쇠(Jan Retsö)에 따르면 이는 이슈타르의 또 다른 명칭일 가능성이 높다. 이슬람 이전 아라비아 비문 자체에서는 알라트로 알려진 신이 금성 신이었다는 것이 나타난다. 아타르는 이슈타르와 어원이 같은 남신으로, 이름과 "동서방"이라는 별칭으로 미루어 볼 때 아라비아 금성 신의 역할에 대한 유력한 후보이다.

### 현대적 의미

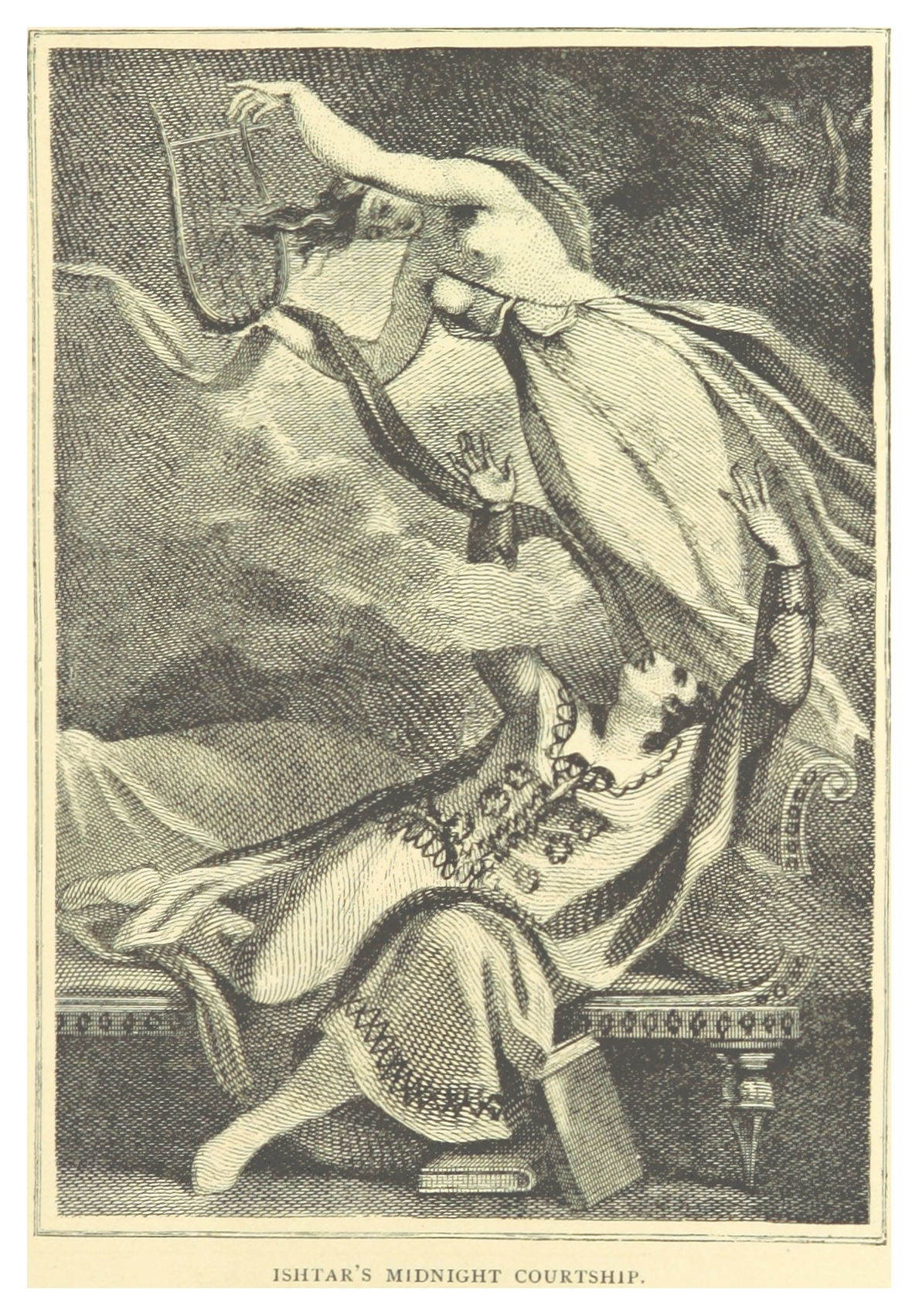
레오니다스 르 첸시 해밀턴의 1884년 시집 이슈타르와 이즈두바르에 실린 이슈타르의 한밤의 구애 삽화로, 조지 스미스의 최근 길가메시 서사시 번역에 느슨하게 기반을 둠

스코틀랜드 자유교회의 개신교 목사 알렉산더 히슬롭은 1853년 소책자 두 개의 바빌론에서 로마 가톨릭교회가 실제로는 변장한 바빌로니아 이교라는 주장의 일부로, 현대 영어 단어 부활절이 두 단어의 음성적 유사성 때문에 이슈타르에서 유래했을 것이라고 잘못 주장했다. 현대 학자들은 히슬롭의 주장을 바빌로니아 종교에 대한 잘못된 이해에 기반한 오류로 만장일치로 기각했다. 그럼에도 불구하고 히슬롭의 책은 일부 복음주의 개신교 단체들 사이에서 여전히 인기가 있으며, 그 안에서 홍보된 사상들은 특히 인터넷을 통해 널리 유포되었는데, 이는 여러 인기 있는 인터넷 밈 때문이다.
이슈타르는 미국 변호사이자 사업가인 레오니다스 르 첸시 해밀턴이 1884년에 쓴 장편 시 이슈타르와 이즈두바르에서 중요한 인물로 등장한다. 이 시는 최근 번역된 길가메시 서사시를 느슨하게 각색한 것이다. 이슈타르와 이즈두바르는 원본 길가메시 서사시의 약 3,000행을 48개의 칸토로 나뉜 약 6,000행의 운율 쌍구로 확장했다. 해밀턴은 대부분의 등장인물을 크게 변경했으며, 원본 서사시에는 없는 완전히 새로운 에피소드를 도입했다. 에드워드 피츠제럴드의 루바이야트와 에드윈 아놀드의 아시아의 빛에 크게 영향을 받은 해밀턴의 등장인물들은 고대 바빌로니아인보다 19세기 튀르키예인처럼 옷을 입는다. 시에서 이즈두바르(초기에는 "길가메시" 이름의 오독)는 이슈타르와 사랑에 빠지지만, "뜨겁고 향기로운 숨결, 떨리는 빛나는 몸"으로 그녀가 유혹하려 하자 이즈두바르는 그녀의 접근을 거부한다. 책의 여러 "칼럼"은 이슈타르의 지하 세계 하강 이야기에 할애된다. 책의 결론에서 이제 신이 된 이즈두바르는 하늘에서 이슈타르와 화해한다. 1887년, 작곡가 뱅상 당디는 대영박물관의 아시리아 유물에서 영감을 받아 교향곡 이슈타르, 교향 변주곡, 작품번호 42를 작곡했다.

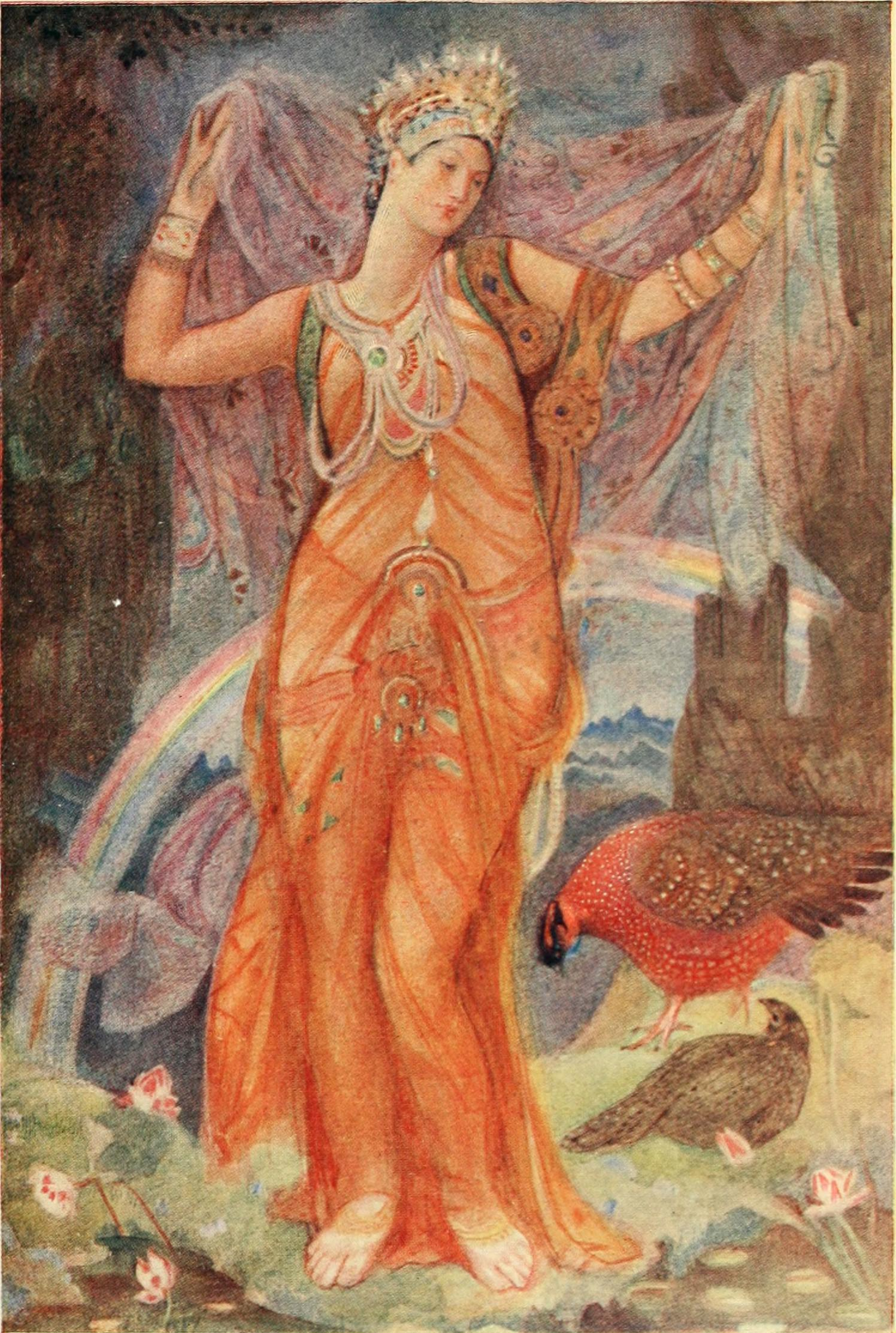
루이스 스펜스의 바빌로니아와 아시리아의 신화와 전설(1916)에 실린 인안나-이슈타르의 지하 세계 하강을 묘사한 현대 삽화

인안나는 페미니스트 이론에서 중요한 인물이 되었다. 그녀는 남성 지배적인 수메르 신화에 등장하지만, 함께 등장하는 남신들만큼이나 강력하거나, 심지어 더 강력하기 때문이다. 시몬 드 보부아르는 그녀의 책 제2의 성(1949)에서 인안나를 비롯한 고대의 강력한 여성 신들이 현대 문화에서 남신들을 선호하면서 소외되었다고 주장한다. 티크바 프라이머-켄스키는 인안나가 수메르 종교에서 "주변적인 인물"이었으며, "사회적으로 용납되지 않는" "길들여지지 않고 독립적인 여성"의 원형을 구현한다고 주장했다. 페미니스트 작가 조한나 스터키(Johanna Stuckey)는 인안나가 수메르 종교에서 중심적인 인물이었고 그녀의 힘이 매우 다양하다는 점을 지적하며, 이 중 어느 것도 그녀가 "주변적"으로 간주되었다는 생각에 부합하지 않는다고 주장하며 이 주장에 반대했다. 고대 여성의 지위 연구 전문가인 아시리아학자 줄리아 M. 애셔-그레베(Julia M. Asher-Greve)는 프라이머-켄스키의 메소포타미아 종교 연구 전반을 비판하며, 그녀의 풍요에 대한 초점, 그녀의 연구에 의존한 소수의 자료, 여신들의 신화적 지위가 사회에서 일반 여성들의 지위를 반영한다는 그녀의 견해(소위 "거울 이론"), 그리고 그녀의 연구가 고대 메소포타미아 종교에서 여신들의 역할 변화의 복잡성을 정확하게 반영하지 못한다는 점을 강조했다. 일로나 졸나이(Ilona Zsolnay)는 프라이머-켄스키의 방법론이 결함이 있다고 간주한다.
인안나는 BDSM 문화에서도 중요한 인물이다. 인안나와 에비흐 신화에서 인안나의 묘사는 돔 원형의 선구적인 예시로 인용되며, 신들과 남성들을 자신에게 복종시키는 강력한 여성으로 특징지어진다. 신화에서 인안나의 피학자들은 그녀를 만족시키기 위해 그녀에게 채찍질을 당하면서 의식에서 춤을 추었다. 피학자들이 "자비"를 구했을 때, 인안나는 채찍질을 멈췄는데, 이러한 행동은 BDSM 세이프워드 개념의 선구적인 역할을 한다.

#### 신이교주의와 수메르 재건주의에서
인안나는 알리스터 크롤리의 텔레마 종교의 주요 여신인 바발론의 주요 고대 원천이다. 인안나의 이름은 현대 신이교주의와 위카에서 여신을 지칭하는 데에도 사용된다. 그녀의 이름은 위카 전례에서 가장 널리 사용되는 것 중 하나인 "불타는 시대의 찬가"의 후렴구에 나온다. 인안나의 지하 세계 하강은 가드너리안 위카의 가장 인기 있는 텍스트 중 하나인 "여신의 하강"에 영감을 주었다.

## 대중 문화에서
이슈타르는 A. 메릿의 소설 이슈타르의 배에서 핵심 인물이다.
인안나는 페이 샘슨의 판타지 소설 스타 댄서(1993)의 주인공이다.
쿠르드어 장편 영화 길가메시는 어디에?(2024)는 길가메시 서사시를 기반으로 하며, 인안나는 길가메시의 라이벌이자 고대 숨겨진 비밀이 수메르 점토판에 기록된 것을 지키는 자로 등장한다.

## 같이 보기
- 갈라
- 나나 (여신)
- 이슈타르의 별
- 인안나의 지하 세계 하강

### 설명주
1. ↑  아카드어: 𒀭𒌋𒁯
2. ↑  /ɪˈnɑːnə/; 수메르어: 𒀭𒈹 𒀭𒈹, 또한 수메르어: 𒀭𒊩𒌆𒀭𒈾 Dnin-an-na[3][4]
3. ↑  /ˈɪʃtɑːr/; 수메르어: 𒀭iedenis Dištar,[3]
4. ↑  With exception of Ana Kurnugê, qaqqari la târi and Sha naqba īmuru who use the name Ishtar, all others texts use the name/are about Inanna.[15]
5. ↑  modern-day Warka, Biblical 에렉
6. ↑  é-an-na means 'sanctuary' ('house' + 'Heaven' [An] + genitive)[42]
7. ↑  
"According to Graham Cunningham (1997: p. 171) incantations are connected with 'forms of symbolic identification', and it seems obvious that symbolic identitification with some goddesses relates to their divine function or domain, e.g. ... sex and love related matters with Inana and Nanaya ... ."  — J.M. Asher-Greve (2013, p. 242)[101]
8. ↑  Brandão 2019 disagrees that the Akkadian poem only summarizes or distorts the Sumerian poem, although there is no doubt of the intertextual relations.[254]
9. ↑  Dumuzid's Dream is attested in seventy-five known sources, fifty-five of which come from 니푸르, nine from 우르, three probably from the region around 시파르, one each from 우루크, 키시, 샤두품, and 수사.[293]
10. ↑  Abush proposes the thesis that Ishtar's proposal would be for Gilgamesh to become a worker in the world of the dead.[320]

### 참조주
1. 1 2  Asher-Greve & Westenholz (2013), 230쪽.
2. ↑  
Electronic Corpus of Sumerian Literature ETCSL "Inanna and Enki", lines: 76–87. (Inanna addresses Enki as: "my father" and Enki himself is regarded in the third person as Inanna's father, as stated by Enki's minister Isimud who calls him: "your father" while talking to Inanna.)
3. 1 2  Heffron (2016a).
4. ↑  “Sumerian dictionary”. 《oracc.iaas.upenn.edu》. 2020년 3월 1일에 원본 문서에서 보존된 문서. 2020년 3월 7일에 확인함.
5. ↑  Steinkeller, Piotr, "Archaic City Seals and the Question of Early Babylonian Unity" in Riches Hidden in Secret Places: Ancient Near Eastern Studies in Memory of Thorkild Jacobsen, edited by Tzvi Abusch, University Park, USA: Penn State University Press, pp. 249–258, 2002
6. ↑  Szarzyńska, Krystyna, "Offerings for the Goddess Inana in Archaic Uruk", Revue d’Assyriologie et d’archéologie Orientale, vol. 87, no. 1, pp. 7–28, 1993
7. ↑  Wolkstein & Kramer (1983), xviii쪽.
8. ↑  Nemet-Nejat (1998), 182쪽.
9. ↑  Wolkstein & Kramer (1983), xv쪽.
10. ↑  Penglase (1994), 42–43쪽.
11. 1 2 3 4 5  Kramer (1961), 101쪽.
12. ↑  Wiggermann (1999), 216쪽.
13. ↑  Leick 1998, 87쪽; Black & Green 1992, 108쪽; Wolkstein & Kramer 1983, xviii, xv쪽; Collins 1994, 110–111쪽; Brandão 2019, 43쪽.
14. ↑  Leick 1998, 87쪽; Black & Green 1992, 108쪽; Wolkstein & Kramer 1983, xviii, xv쪽; Collins 1994, 110–111쪽.
15. ↑  Brandão (2019), 65쪽.
16. 1 2 3  Leick (1998), 86쪽.
17. 1 2 3 4 5 6 7 8 9 10 11 12 13 14  Harris (1991), 261–278쪽.
18. ↑  Wolkstein & Kramer (1983), xiii–xix쪽.
19. ↑  Rubio (1999), 1–16쪽.
20. 1 2 3 4  Collins (1994), 110쪽.
21. 1 2  Leick (1998), 96쪽.
22. 1 2 3  Collins (1994), 110–111쪽.
23. ↑  Suter (2014), 51쪽.
24. 1 2 3  Vanstiphout (1984), 225–228쪽.
25. 1 2  Vanstiphout (1984), 228쪽.
26. ↑  Brandão (2019), 43쪽.
27. ↑  Vanstiphout (1984), 228–229쪽.
28. 1 2 3 4 5 6 7 8  Black & Green (1992), 108쪽.
29. 1 2  Suter (2014), 551쪽.
30. 1 2  Suter (2014), 550–552쪽.
31. ↑  Suter (2014), 552–554쪽.
32. 1 2 3 4  van der Mierop (2007), 55쪽.
33. ↑  Maeda (1981), 8쪽.
34. 1 2 3 4 5 6 7 8 9  Leick (1998), 87쪽.
35. 1 2  Collins (1994), 111쪽.
36. ↑  Wolkstein & Kramer (1983), xviii, xv쪽.
37. ↑  A. Archi, The Gods of Ebla [in:]  J. Eidem, C.H. van Zoest (eds.), Annual Report NINO and NIT 2010, 2011, p. 3
38. ↑  “Site officiel du musée du Louvre”. 《cartelfr.louvre.fr》.
39. 1 2  Meador, Betty De Shong (2000). 《Inanna, Lady of Largest Heart: Poems of the Sumerian High Priestess Enheduanna》 (영어). University of Texas Press. 14–15쪽. ISBN 978-0-292-75242-9.
40. ↑  Asher-Greve & Westenholz 2013, 27쪽; Kramer 1961, 101쪽; Wolkstein & Kramer 1983, xiii–xix쪽; Nemet-Nejat 1998, 182쪽.
41. 1 2 3 4  Black & Green (1992), 108–109쪽.
42. ↑  Halloran (2009).
43. 1 2  Asher-Greve & Westenholz (2013), 42쪽.
44. ↑  Asher-Greve & Westenholz (2013), 50쪽.
45. 1 2 3 4  Asher-Greve & Westenholz (2013), 62쪽.
46. ↑  Asher-Greve & Westenholz (2013), 172쪽.
47. ↑  Asher-Greve & Westenholz (2013), 79쪽.
48. ↑  Asher-Greve & Westenholz (2013), 21쪽.
49. 1 2  Black & Green (1992), 99쪽.
50. ↑  Guirand (1968), 58쪽.
51. ↑  Asher-Greve & Westenholz (2013), 20쪽.
52. ↑  Leick (2013), 157–158쪽.
53. ↑  Leick (2013), 285쪽.
54. ↑  Roscoe & Murray (1997), 65쪽.
55. 1 2  Roscoe & Murray (1997), 65–66쪽.
56. ↑  Leick (2013), 158–163쪽.
57. ↑  Roscoe & Murray (1997), 66쪽.
58. ↑  Brandão (2019), 63쪽.
59. ↑  Kramer (1970).
60. ↑  Nemet-Nejat (1998), 196쪽.
61. ↑  Brandão (2019), 56쪽.
62. 1 2  Pryke (2017), 128–129쪽.
63. ↑  George (2006), 6쪽.
64. ↑  Pryke (2017), 129쪽.
65. ↑  Day 2004, 15–17쪽; Marcovich 1996, 49쪽; Guirand 1968, 58쪽; Nemet-Nejat 1998, 193쪽.
66. ↑  Assante 2003, 14–47쪽; Day 2004, 2–21쪽; Sweet 1994, 85–104쪽; Pryke 2017, 61쪽.
67. ↑  Marcovich (1996), 49쪽.
68. ↑  Day (2004), 2–21쪽.
69. ↑  Sweet (1994), 85–104쪽.
70. ↑  Assante (2003), 14–47쪽.
71. 1 2  Ackerman (2006), 116–117쪽.
72. 1 2  Ackerman (2006), 115쪽.
73. 1 2  Ackerman (2006), 115–116쪽.
74. 1 2  Black & Green (1992), 156, 169–170쪽.
75. 1 2 3  Liungman (2004), 228쪽.
76. 1 2 3  Black & Green (1992), 118쪽.
77. 1 2 3 4  Collins (1994), 113–114쪽.
78. ↑  Kleiner (2005), 49쪽.
79. 1 2 3  Black & Green (1992), 170쪽.
80. 1 2  Black & Green (1992), 169–170쪽.
81. ↑  Nemet-Nejat (1998), 193–194쪽.
82. ↑  Jacobsen (1976).
83. 1 2  Black & Green (1992), 156쪽.
84. ↑  Black & Green (1992), 156–157쪽.
85. ↑  Black & Green (1992), 119쪽.
86. 1 2 3 4 5  Lewis & Llewellyn-Jones (2018), 335쪽.
87. 1 2 3 4 5  Botterweck & Ringgren (1990), 35쪽.
88. ↑  Nemet-Nejat (1998), 203쪽.
89. 1 2 3 4 5 6 7 8 9 10  Cooley (2008), 161–172쪽.
90. ↑  Cooley (2008), 163–164쪽.
91. ↑  Caton (2012).
92. ↑  Meyer (n.d.).
93. 1 2  Foxvog (1993), 106쪽.
94. ↑  Black & Green (1992), 34–35쪽.
95. ↑  Wolkstein & Kramer (1983), 92, 193쪽.
96. 1 2  Penglase (1994), 15–17쪽.
97. 1 2  Black & Green (1992), 108–9쪽.
98. ↑  Leick (2013), 65–66쪽.
99. ↑  George (2015), 8쪽.
100. ↑  
Asher-Greve, Julia M. (2003년 1월 1일). 《The Gaze of Goddesses: on Divinity, Gender, and Frontality in the Late Early Dynastic, Akkadian, and Neo-Sumerian Periods》. 《NIN – Journal of Gender Studies in Antiquity》 4. 1–59쪽. doi:10.1163/157077603775818585. ISSN 2156-2253.
cited in: Asher-Greve, Julia M.; Westenholz, Joan G., eds. (2013). Goddesses in Context: On divine powers, roles, relationships, and gender in Mesopotamian textual and visual sources. Academic Press Fribourg. ISBN 978-3-7278-1738-0 – "Asher-Greve 2003; cf. Groneberg (1986a: 45) argues that Inana is significant because she is not a mother goddess (my italics) [...]"
101. 1 2  
Asher-Greve, Julia M. (2013). 〈Images〉.   Asher-Greve, Julia M.; Westenholz, Joan Goodnick. 《Goddesses in Context: On divine powers, roles, relationships and gender in Mesopotamian textual and visual sources》 (PDF). Orbis Biblicus et Orientalis 259. Fribourg, DE: Academic Press. 242쪽. ISBN 9783525543825. 2022년 8월 26일에 확인함.
102. 1 2  길가메시, p. 86
103. ↑  Pryke (2017), 146쪽.
104. 1 2  Katz (1996), 93-103쪽.
105. 1 2 3  Katz (2015), 67-68쪽.
106. ↑  Vanstiphout (1984), 226–227쪽.
107. ↑  엔헤두안나 pre 2250 BCE “A hymn to Inana (Inana C)”. 《The Electronic Text Corpus of Sumerian Literature》. 2003. lines 18–28. 4.07.3.
108. ↑  Vanstiphout (1984), 227쪽.
109. ↑  Asher-Greve & Westenholz (2013), 203-204쪽.
110. ↑  Westenholz (1997), 78쪽.
111. ↑  Wiggermann (1997), 42쪽.
112. ↑  Streck & Wasserman (2013), 184쪽.
113. ↑  Asher-Greve & Westenholz (2013), 113-114쪽.
114. ↑  Wiggermann (1999a), 369, 371쪽.
115. ↑  Asher-Greve & Westenholz (2013), 71쪽.
116. ↑  Asher-Greve & Westenholz (2013), 133쪽.
117. ↑  Asher-Greve & Westenholz (2013), 286쪽.
118. ↑  Zsolnay (2010), 397-401쪽.
119. ↑  Zsolnay (2010), 393쪽.
120. ↑  Asher-Greve & Westenholz (2013), 17쪽: "Although the majority of Mesopotamian deities are characterized as masculine or feminine, the gender identity of numerous gods and goddesses is fluid, or changeable [...]. [...] Primeval deities as well as genies and demons are apparently genderless or bi-gendered. Although the gender of Inana/Ištar is feminine, gender ambiguity is one of her characteristics and also included in her domain as goddess of sex and sexuality."
121. ↑  Beckman (1999), 25쪽.
122. ↑  Asher-Greve & Westenholz (2013), 127쪽.
123. ↑  Asher-Greve & Westenholz (2013), 116-117쪽.
124. ↑  Zsolnay (2010), 401쪽.
125. ↑  Lung (2014).
126. ↑  Black & Green (1992), 108, 182쪽.
127. 1 2  Wolkstein & Kramer (1983), x–xi쪽.
128. ↑  Pryke (2017), 36쪽.
129. 1 2 3  Pryke (2017), 36–37쪽.
130. ↑  Black & Green (1992), 183쪽.
131. 1 2 3  Black & Green (1992), 77쪽.
132. 1 2  Pryke (2017), 108쪽.
133. ↑  Wiggermann (1997), 47-48쪽.
134. ↑  Schwemer (2007), 157쪽.
135. 1 2  Wilcke (1980), 80쪽.
136. ↑  Asher-Greve & Westenholz (2013), 45쪽.
137. ↑  Asher-Greve & Westenholz (2013), 75쪽.
138. ↑  Asher-Greve & Westenholz (2013), 116쪽.
139. 1 2  Beckman (2002), 37쪽.
140. 1 2  Leick (1998), 88쪽.
141. ↑  Brandão (2019), 47, 74쪽.
142. ↑  Brandão (2019), 74쪽.
143. ↑  
Asher-Greve, Julia M. (2013). 〈Facets of Change〉.   Asher-Greve, Julia M.; Westenholz, Joan Goodnick. 《Goddesses in Context: On divine powers, roles, relationships, and gender in Mesopotamian textual and visual sources》 (PDF). Orbis Biblicus et Orientalis 259. Fribourg, DE: Academic Press. 140쪽. ISBN 9783525543825. 2022년 8월 26일에 확인함.
144. ↑  Wolkstein & Kramer (1983), 71–84쪽.
145. 1 2  Leick (1998), 93쪽.
146. ↑  Wolkstein & Kramer (1983), 89쪽.
147. ↑  Peterson (2010), 253쪽.
148. ↑  Asher-Greve & Westenholz (2013), 80쪽.
149. 1 2  Asher-Greve & Westenholz (2013), 78쪽.
150. ↑  Asher-Greve & Westenholz (2013), 38쪽.
151. ↑  Black & Green (1992), 173쪽.
152. 1 2  Hallo (2010), 233쪽.
153. ↑  Lambert (1987), 163-164쪽.
154. ↑  Drewnowska-Rymarz (2008), 30쪽.
155. 1 2 3  Pryke (2017), 94쪽.
156. 1 2  Wiggermann (1988), 228-229쪽.
157. 1 2 3  Wiggermann (2010), 417쪽.
158. 1 2  Stol (1998), 146쪽.
159. ↑  Beckman (2002), 37-38쪽.
160. ↑  Drewnowska-Rymarz (2008), 23쪽.
161. ↑  Asher-Greve & Westenholz (2013), 109쪽.
162. ↑  Asher-Greve & Westenholz (2013), 48쪽.
163. ↑  Asher-Greve & Westenholz (2013), 100쪽.
164. ↑  Behrens & Klein (1998), 345쪽.
165. ↑  Litke (1998), 148쪽.
166. ↑  Beckman (1999), 26쪽.
167. ↑  Beckman (1998), 4쪽.
168. ↑  Asher-Greve & Westenholz (2013), 110-111쪽.
169. ↑  Potts (2010), 487쪽.
170. ↑  Smith (2014), 35쪽.
171. ↑  Smith (2014), 36쪽.
172. ↑  Smith (2014), 39, 74–75쪽.
173. ↑  Asher-Greve & Westenholz (2013), 134쪽.
174. 1 2  Murat (2009), 176쪽.
175. ↑  Taracha (2009), 124, 128쪽.
176. ↑  Asher-Greve & Westenholz (2013), 282쪽.
177. ↑  Asher-Greve & Westenholz (2013), 92쪽.
178. ↑  Asher-Greve & Westenholz (2013), 116-117; 120쪽.
179. ↑  Behrens & Klein (1998), 343-345쪽.
180. 1 2 3 4  Asher-Greve & Westenholz (2013), 86쪽.
181. ↑  Asher-Greve & Westenholz (2013), 270쪽.
182. ↑  Asher-Greve & Westenholz (2013), 92-93쪽.
183. ↑  Heimpel (1998), 487-488쪽.
184. ↑  Beckman (1999), 27쪽.
185. ↑  Beckman (2002), 37-39쪽.
186. ↑  Abdi (2017), 10쪽.
187. ↑  Henkelman (2008), 266쪽.
188. ↑  Beckman (1999), 25-27쪽.
189. 1 2  Beckman (1998), 1-3쪽.
190. ↑  Beckman (1998), 7-8쪽.
191. ↑  Frantz-Szabó (1983), 304쪽.
192. ↑  Wilhelm (1989), 52쪽.
193. ↑  Kramer (1963), 172–174쪽.
194. ↑  Kramer (1963), 174쪽.
195. ↑  Kramer (1963), 182쪽.
196. ↑  Kramer (1963), 183쪽.
197. ↑  Kramer (1961), 30쪽.
198. ↑  Wolkstein & Kramer (1983), 141쪽.
199. ↑  Pryke (2017), 153–154쪽.
200. 1 2 3  Kramer (1961), 33쪽.
201. 1 2 3 4 5 6  Fontenrose (1980), 172쪽.
202. ↑  “CDLI Tablet P346140”. 《cdli.ucla.edu》.
203. ↑  Kramer (1961), 33–34쪽.
204. ↑  Wolkstein & Kramer (1983), 140쪽.
205. ↑  Kramer (1961), 34쪽.
206. ↑  Wolkstein & Kramer (1983), 9쪽.
207. 1 2 3 4 5 6  Leick (1998), 91쪽.
208. ↑  Wolkstein & Kramer (1983), 30–49쪽.
209. 1 2  Kramer (1961), 102–103쪽.
210. ↑  Kramer (1961), 101–103쪽.
211. ↑  Kramer (1961), 32–33쪽.
212. 1 2  Leick (1998), 90쪽.
213. 1 2 3 4  Kramer (1961), 66쪽.
214. 1 2  Black & Green (1992), 130쪽.
215. ↑  Kramer (1961), 65쪽.
216. ↑  Kramer (1961), 65–66쪽.
217. ↑  Wolkstein & Kramer (1983), 13–14쪽.
218. ↑  Wolkstein & Kramer (1983), 14쪽.
219. ↑  Wolkstein & Kramer (1983), 14–20쪽.
220. 1 2  Kramer (1961), 66–67쪽.
221. ↑  Wolkstein & Kramer (1983), 20쪽.
222. ↑  Wolkstein & Kramer (1983), 20–21쪽.
223. ↑  Kramer (1961), 67쪽.
224. ↑  Wolkstein & Kramer (1983), 21쪽.
225. ↑  Kramer (1961), 67–68쪽.
226. 1 2  Wolkstein & Kramer (1983), 20–24쪽.
227. 1 2  Kramer (1961), 68쪽.
228. ↑  Wolkstein & Kramer (1983), 24–25쪽.
229. ↑  Wolkstein & Kramer (1983), 26–27쪽.
230. ↑  Green (2003), 74쪽.
231. ↑  Wolkstein & Kramer (1983), 146-150쪽.
232. ↑  Vanstiphout (2003), 57–61쪽.
233. ↑  Vanstiphout (2003), 57–63쪽.
234. ↑  Vanstiphout (2003), 61–63쪽.
235. ↑  Vanstiphout (2003), 49쪽.
236. ↑  Vanstiphout (2003), 63–87쪽.
237. ↑  Vanstiphout (2003), 50쪽.
238. ↑  Pryke (2017), 162–173쪽.
239. 1 2  Pryke (2017), 165쪽.
240. ↑  Attinger (1988), 164–195쪽.
241. 1 2 3 4  Karahashi (2004), 111쪽.
242. ↑  Kramer (1961), 82–83쪽.
243. 1 2  Karahashi (2004), 111–118쪽.
244. ↑  Kramer (1961), 82쪽.
245. ↑  Zgoll, Annette (2000). Ebeḫ und andere Gebirge in der politischen Landschaft der Akkadezeit. In L. Milano, S. de Martino, F. M. Fales, G. B. Lanfranchi (eds.): Landscapes. Territories, Frontiers and Horizons in the Ancient Near East. Papers presented to the XLIV Rencontre Assyriologique Internationale Venezia, 7–11 July 1997. Part II. Geography and Cultural Landscapes. HANE III/2. Tipografia Edicta, Padova, pp. 83–90, p. 86.
246. 1 2 3 4 5 6 7 8 9 10 11 12 13  Cooley (2008), 162쪽.
247. 1 2  Cooley (2008), 163쪽.
248. 1 2 3 4 5 6 7 8 9 10 11  Leick (1998), 89쪽.
249. 1 2 3  Fontenrose (1980), 165쪽.
250. ↑  Pryke (2017), 166쪽.
251. ↑  Leick 1998, 89쪽; Black & Green 1992, 109쪽; Pryke 2017, 166쪽; Fontenrose 1980, 165쪽.
252. 1 2 3  Kramer (1961), 83–86쪽.
253. 1 2 3  Wolkstein & Kramer (1983), 127–135쪽.
254. ↑  Brandão (2019), 19, 65–67쪽.
255. ↑  Dalley (1989), 154쪽.
256. ↑  Zgoll, Annette; Zgoll, Christian (2020년 1월 28일), “Innana-Ištars Durchgang durch das Totenreich in Dichtung und Kult: Durch Hylemanalysen zur Erschließung von Spuren mythischer Stoffvarianten in kultischer Praxis und epischer Verdichtung”, 《The Third Millennium》 (영어) (Brill), 752–802쪽, doi:10.1163/9789004418080_037, ISBN 978-90-04-41808-0, 2024년 3월 25일에 확인함
257. ↑  Zgoll, Annette (2019년 11월 18일), 〈Durch Tod zur Macht, selbst über den Tod〉, 《Mythische Sphärenwechsel》 (독일어), De Gruyter, 83–160쪽, doi:10.1515/9783110652543-003, ISBN 978-3-11-065254-3, 2024년 3월 25일에 확인함
258. 1 2  Kramer (1961), 86–87쪽.
259. 1 2 3 4  Penglase (1994), 17쪽.
260. ↑  Kramer (1961), 88쪽.
261. ↑  Wolkstein & Kramer (1983), 56쪽.
262. ↑  Wolkstein & Kramer (1983), 157쪽.
263. 1 2 3  Kramer (1961), 90쪽.
264. ↑  Wolkstein & Kramer (1983), 54–55쪽.
265. 1 2  Wolkstein & Kramer (1983), 55쪽.
266. ↑  Kramer (1961), 91쪽.
267. ↑  Wolkstein & Kramer (1983), 56–57쪽.
268. ↑  Wolkstein & Kramer (1983), 57쪽.
269. ↑  Kilmer (1971), 299–309쪽.
270. ↑  Kramer (1961), 87쪽.
271. 1 2  Wolkstein & Kramer (1983), 157–159쪽.
272. ↑  Black, Jeremy; Cunningham, Graham; Flückiger-Hawker, Esther; Robson, Eleanor; Taylor, John; Zólyomi, Gábor. “Inana's descent to the netherworld”. 《Electronic Text Corpus of Sumerian Literature》. Oxford University. 2017년 6월 22일에 확인함.
273. 1 2  Kramer (1961), 93–94쪽.
274. ↑  Wolkstein & Kramer (1983), 61–64쪽.
275. ↑  Penglase (1994), 17–18쪽.
276. ↑  Wolkstein & Kramer (1983), 61–62쪽.
277. 1 2 3 4 5 6 7 8 9 10 11 12 13 14 15  Penglase (1994), 18쪽.
278. 1 2 3 4  Kramer (1961), 94쪽.
279. ↑  Wolkstein & Kramer (1983), 62–63쪽.
280. 1 2 3  Wolkstein & Kramer (1983), 64쪽.
281. 1 2  Wolkstein & Kramer (1983), 65–66쪽.
282. ↑  Wolkstein & Kramer (1983), 65쪽.
283. ↑  Kramer (1961), 94–95쪽.
284. ↑  Wolkstein & Kramer (1983), 67–68쪽.
285. 1 2 3  Kramer (1961), 95쪽.
286. 1 2 3  Wolkstein & Kramer (1983), 68–69쪽.
287. ↑  Kramer (1961), 95–96쪽.
288. ↑  Wolkstein & Kramer (1983), 69–70쪽.
289. 1 2 3  Kramer (1961), 96쪽.
290. ↑  Wolkstein & Kramer (1983), 70쪽.
291. 1 2  Wolkstein & Kramer (1983), 70–71쪽.
292. 1 2 3  Wolkstein & Kramer (1983), 71–73쪽.
293. 1 2  Tinney (2018), 86쪽.
294. ↑  Tinney (2018), 85–86쪽.
295. ↑  Wolkstein & Kramer (1983), 74–84쪽.
296. ↑  Wolkstein & Kramer (1983), 85–87쪽.
297. ↑  Wolkstein & Kramer (1983), 87–89쪽.
298. ↑  Wolkstein & Kramer (1983), 88–89쪽.
299. ↑  Kramer (1966), 31쪽.
300. ↑  Wolkstein & Kramer (1983), 85–89쪽.
301. 1 2 3  Brandão (2019), 11쪽.
302. 1 2  Dalley (1989), 155쪽.
303. ↑  Brandão (2019), 13쪽.
304. 1 2  Dalley (1989), 156쪽.
305. ↑  Dalley (1989), 156–157쪽.
306. ↑  Dalley (1989), 157-158쪽.
307. 1 2 3  Dalley (1989), 158–160쪽.
308. ↑  Brandão (2019), 15–16쪽.
309. ↑  Bertman (2003), 124쪽.
310. 1 2  Katz (2015), 65쪽.
311. 1 2 3  Katz (2015), 66쪽.
312. ↑  Katz (2015), 68쪽.
313. 1 2 3  Katz (2015), 70쪽.
314. 1 2  Katz (2015), 70-71쪽.
315. ↑  Dobson (1992).
316. ↑  Brandão (2019), 71쪽.
317. 1 2  Brandão (2019), 72쪽.
318. 1 2  Dalley (1989), 81–82쪽.
319. 1 2 3 4 5 6  Dalley (1989), 80쪽.
320. ↑  Brandão (2019), 59쪽.
321. ↑  길가메시, p. 87
322. 1 2  Fontenrose (1980), 168–169쪽.
323. 1 2 3 4 5  Dalley (1989), 82쪽.
324. 1 2 3 4 5  Fontenrose (1980), 169쪽.
325. ↑  길가메시, p. 88
326. ↑  Dalley (1989), 82-83쪽.
327. ↑  Dalley (1989), 109–116쪽.
328. ↑  Dalley (1989), 109–111쪽.
329. ↑  Dalley (1989), 113쪽.
330. ↑  Dalley (1989), 114쪽.
331. 1 2 3  Dalley (1989), 114–115쪽.
332. ↑  Dalley (1989), 115쪽.
333. ↑  
Foster, Benjamin R. (2005c). 《Before the Muses: An anthology of Akkadian literature》. Bethesda. 96–106쪽.
《Agušaya A (VS 10, 214)》. 《Sources of Early Akkadian Literature (SEAL)》 (image, transcription, & translation). Institute of Archaeology (Jerusalem, IL / Leipzig, DE: 예루살렘 히브리 대학교 / 라이프치히 대학교). 7493.
《Agušaya B (RA 15, 159ff)》. 《Sources of Early Akkadian Literature (SEAL)》 (image, transcription, & translation). Institute of Archaeology (Jerusalem, IL / Leipzig, DE: 예루살렘 히브리 대학교 / 라이프치히 대학교). 7494.
334. ↑  George (2015), 7-8쪽.
335. 1 2 3  Westenholz (1997), 33–49쪽.
336. ↑  Hoffner (1998), 41쪽.
337. 1 2  Pryke (2017), 193쪽.
338. ↑  Pryke (2017), 193, 195쪽.
339. ↑  Pryke (2017), 193–195쪽.
340. 1 2  Breitenberger (2007), 10쪽.
341. ↑  Smith (2002), 182쪽.
342. 1 2  Pryke (2017), 194쪽.
343. ↑  Black & Green (1992), 73쪽.
344. 1 2  Pryke (2017), 195쪽.
345. 1 2 3 4  Warner (2016), 211쪽.
346. ↑  Warner (2016), 210–212쪽.
347. ↑  Warner (2016), 212쪽.
348. ↑  Alster (2013), 433-434쪽.
349. 1 2  Marcovich (1996), 43–59쪽.
350. 1 2 3  Cyrino (2010), 49–52쪽.
351. ↑  Breitenberger (2007), 8–12쪽.
352. ↑  Puhvel (1987), 27쪽.
353. 1 2 3  Breitenberger (2007), 8쪽.
354. 1 2 3 4  Penglase (1994), 162쪽.
355. 1 2  Breitenberger (2007), 10–11쪽.
356. 1 2  West (1997), 57쪽.
357. 1 2  Burkert (1985), 177쪽.
358. 1 2 3 4  Penglase (1994), 163쪽.
359. ↑  Cyrino (2010), 51–52쪽.
360. ↑  Budin (2010), 85–86, 96, 100, 102–103, 112, 123, 125쪽.
361. ↑  Cyrino 2010, 51–52쪽; Budin 2010, 85–86, 96, 100, 102–103, 112, 123, 125쪽; Graz 1984, 250쪽; Breitenberger 2007, 8쪽.
362. 1 2  Iossif & Lorber (2007), 77쪽.
363. ↑  Penglase (1994), 235쪽.
364. ↑  Penglase (1994), 233–325쪽.
365. ↑  Beckman (2010), 29쪽.
366. ↑  Bhayro, Siam (2020년 2월 10일). 〈Cosmology in Mandaean texts〉. 《Hellenistic Astronomy》. Brill. 572–579쪽. doi:10.1163/9789004400566_046. ISBN 9789004400566. S2CID 213438712. 2021년 9월 3일에 확인함.
367. ↑  Tuite (2004), 16–18쪽.
368. ↑  Tuite (2004), 16쪽.
369. 1 2  Tuite (2004), 16–17쪽.
370. ↑  Wiggermann (1998), 49쪽.
371. ↑  Wiggermann (1998), 51쪽.
372. ↑  Tuite (2004), 17쪽.
373. ↑  Tuite (2004), 17–18쪽.
374. ↑  Tuite (2004), 18쪽.
375. ↑  Healey (2001), 114-119쪽.
376. ↑  Retsö (2014), 604-605쪽.
377. ↑  Al-Jallad (2021), 569-571쪽.
378. ↑  Ayali-Darshan (2014), 100-101쪽.
379. 1 2 3 4  Ziolkowski (2012), 21쪽.
380. ↑  Hislop (1903), 103쪽.
381. 1 2  Grabbe (1997), 28쪽.
382. ↑  Brown (1976), 268쪽.
383. 1 2  D'Costa (2013).
384. ↑  Ziolkowski (2012), 20–21쪽.
385. 1 2  Ziolkowski (2012), 22–23쪽.
386. 1 2  Ziolkowski (2012), 22쪽.
387. ↑  Ziolkowski (2012), 23쪽.
388. 1 2 3 4  Pryke (2017), 196쪽.
389. ↑  Pryke (2017), 196–197쪽.
390. ↑  Asher-Greve & Westenholz (2013), 25-26쪽.
391. ↑  Zsolnay (2009), 105쪽.
392. 1 2  Nomis, Anne O. (2013). 《The History and Arts of the Dominatrix》. Mary Egan Publishing & Anna Nomis Ltd. 53쪽. ISBN 978-0-992701-0-00.
393. ↑  Rountree (2017), 167쪽.
394. ↑  Weston & Bennett (2013), 165쪽.
395. ↑  Buckland (2001), 74–75쪽.
396. ↑  Barrett, David V. "Sampson, Fay (Elizabeth)", in St. James Guide To Fantasy Writers, ed. 데이비드 프링글, London, St. James Press, 1996, ISBN 1-55862-205-5, (pp. 512-3).
397. ↑  “Where Is Gilgamesh?”. 《IMDB》. 2023년 9월 2일.

## 참고 문헌
- Abdi, Kamyar (2017). 《Elamo-Hittitica I: An Elamite Goddess in Hittite Court》. 《Dabir (Digital Archive of Brief Notes & Iran Review)》 (Irvine: Jordan Center for Persian Studies). 2021년 8월 10일에 확인함.
- Ackerman, Susan (2006) [1989].  Day, Peggy Lynne, 편집. 《Gender and Difference in Ancient Israel》. Minneapolis, Minnesota: Fortress Press. ISBN 978-0-8006-2393-7.
- Al-Jallad, Ahmad (2021). 《On the origins of the god Ruḍaw and some remarks on the pre-Islamic North Arabian pantheon》. 《Journal of the Royal Asiatic Society》 31 (Cambridge University Press (CUP)). 559–571쪽. doi:10.1017/s1356186321000043. ISSN 1356-1863. S2CID 233679011.
- Alster, Bendt (2013). 〈Tammuz(/Dumuzi)〉. 《Reallexikon der Assyriologie》. 2021년 8월 10일에 확인함.
- Archi, Alfonso (2014). 〈The Anatolian fate-goddesses and their different traditions〉. 《Diversity and Standardization》. München: de Gruyter. 1–26쪽. doi:10.1524/9783050057576.9783050057569.1. ISBN 978-3-05-005756-9.
- Asher-Greve, Julia M.; Westenholz, Joan G., 편집. (2013). 《Goddesses in Context: On divine powers, roles, relationships, and gender in Mesopotamian textual and visual sources》 (PDF). Academic Press Fribourg. ISBN 978-3-7278-1738-0.
- Assante, Julia (2003). 〈From whores to Hierodules: The historiographic invention of Mesopotamian female sex professionals〉.   Donahue, A.A.; Fullerton, Mark D. 《Ancient Art and Its Historiography》. Cambridge, England: Cambridge University Press. 13–47쪽.
- Attinger, Pascal (1988). 《Inana et Ebih》. 《Zeitschrift für Assyriologie》 3. 164–195쪽.
- Ayali-Darshan, Noga (2014). 《The Role of Aštabi in the Song of Ullikummi and the eastern Mediterranean "failed god" stories》. 《Journal of Near Eastern Studies》 73 (University of Chicago Press). 95–103쪽. doi:10.1086/674665. ISSN 0022-2968. S2CID 163770018.
- Baring, Anne; Cashford, Jules (1991). 《The Myth of the Goddess: Evolution of an image》. London, England: Penguin Books. ISBN 978-0-14-019292-6.
- Beckman, Gary (1998). 《Ištar of Nineveh Reconsidered》. 《Journal of Cuneiform Studies》 50 (American Schools of Oriental Research). 1–10쪽. doi:10.2307/1360026. ISSN 0022-0256. JSTOR 1360026. S2CID 163362140. 2021년 7월 28일에 확인함.
- Beckman, Gary (1999). 《The goddess Pirinkir and her ritual from Ḫattuša (CTH 644)》. 《Ktèma: Civilisations de l'Orient, de la Grèce et de Rome antiques》 24 (PERSEE Program). 25–39쪽. doi:10.3406/ktema.1999.2206. hdl:2027.42/77419. ISSN 0221-5896.
- Beckman, Gary (2000). 〈Goddess Worship—Ancient and Modern〉. 《A Wise and Discerning Mind: Essays in honor of Burke O. Long》. Brown Judaic Studies. 11–24쪽. doi:10.2307/j.ctvzgb93t.9. hdl:2027.42/77415. ISBN 978-1-946527-90-5. JSTOR j.ctvzgb93t.9. S2CID 190264355. 2021년 8월 10일에 확인함.
- Beckman, Gary (2002). 〈Babyloniaca hethitica: The "babilili-ritual" from Bogazköy (CTH 718)〉. 《Recent Developments in Hittite Archaeology and History》. Penn State University Press. doi:10.5325/j.ctv1bxh36t.6.
- Beckman, Gary (2010년 2월 20일). 〈Primordial Obstetrics. "The Song of Emergence" (CTH 344)〉. 《Hethitische Literatur: Überlieferungsprozesse, Textstrukturen, Ausdrucksformen, und Nachwirken》. Symposiums über Hethitische Literatur: vom 18. bis 20. Februar 2010 in Bonn. Münster: Ugarit-Verlag (2011에 출판됨). ISBN 978-3-86835-063-0. OCLC 768810899.
- Behrens, H.; Klein, J. (1998). 〈Ninegalla〉. 《Reallexikon der Assyriologie》. 2021년 8월 10일에 확인함.
- Bertman, Stephen (2003). 《Handbook to Life in Ancient Mesopotamia》. Oxford, England: Oxford University Press. ISBN 978-0-19-518364-1.
- Black, Jeremy; Green, Anthony (1992). 《Gods, Demons, and Symbols of Ancient Mesopotamia: An illustrated dictionary》. The British Museum Press. ISBN 978-0-7141-1705-8.
- Botterweck, G. Johannes; Ringgren, Helmer (1990). 《Theological Dictionary of the Old Testament》 VI. Grand Rapids, Michigan: Wm. B. Eerdmans Publishing Co. ISBN 978-0-8028-2330-4.
- Breitenberger, Barbara (2007). 《Aphrodite and Eros: The Development of Greek Erotic Mythology》. New York & London: Routledge. ISBN 978-0-415-96823-2.
- 《Ao Kurnugu, Terra sem Retorno》 (브라질 포르투갈어). 번역 Jacyntho Lins Brandão. Curitiba: Kotter Editorial. 2019. 208쪽. ISBN 978-65-80103-41-6.
- Brown, Peter Lancaster (1976). 《Megaliths, Myths and Men: An Introduction to Astro-Archaeology》. New York City, New York: Dover Publications. ISBN 978-0-8008-5187-3.
- Buckland, Raymond (2001). 《Wicca for Life: The way of the Craft – from birth to Summerland》. New York, NY: Kensington Publishing Corporation. ISBN 978-0-8065-2455-9.
- Budin, Stephanie L. (2010). 〈Aphrodite Enoplion〉.   Smith, Amy C.; Pickup, Sadie. 《Brill's Companion to Aphrodite》. Brill's Companions in Classical Studies (영어). Leiden, NL: Brill Publishers. 85–86, 96, 100, 102–103, 112, 123, 125쪽. ISBN 978-90-474-4450-3.
- Burkert, Walter (1982). 《Structure and History in Greek Mythology and Ritual》. University of California Press. ISBN 978-0520047709.
- Burkert, Walter (1985). 《Greek Religion》. Cambridge, Massachusetts: Harvard University Press. ISBN 978-0-674-36281-9.
- Caton, Gary P. (2012년 5월 14일). “Venus Retrograde”. 《Mountainastrologer.com》. Astrology as If the Sky Matters. 2021년 8월 12일에 확인함.
- Chicago, Judy (2007). 《The Dinner Party: From Creation to Preservation》. London, UK: Merrell. ISBN 978-1-85894-370-1.
- Collins, Paul (1994). 《The Sumerian goddess Inanna (3400–2200 BCE)》. 《Papers from the Institute of Archaeology》 5 (UCL). doi:10.5334/pia.57.
- Cooley, Jeffrey L. (2008). 《Inana and Šukaletuda: A Sumerian Astral Myth》. 《KASKAL》 5. 161–172쪽. ISSN 1971-8608.
- Cyrino, Monica S. (2010). 《Aphrodite》. Gods and Heroes of the Ancient World. New York City, New York and London, England: 라우틀리지. ISBN 978-0-415-77523-6.
- Dalley, Stephanie (1989). 《Myths from Mesopotamia: Creation, the flood, Gilgamesh, and others》. Oxford, England: Oxford University Press. ISBN 978-0-19-283589-5.
- Day, John (2004). 〈Does the Old Testament refer to sacred prostitution, and did it actual exist in ancient Israel?〉.   McCarthy, Carmel; Healey, John F. 《Biblical and Near Eastern Essays: Studies in Honour of Kevin J. Cathcart》. Cromwell Press. 2–21쪽. ISBN 978-0-8264-6690-7.
- D'Costa, Krystal (2013년 3월 31일). “Beyond Ishtar: The tradition of eggs at Easter: Don't believe every meme you encounter”. Anthropology in practice. 《사이언티픽 아메리칸》 (blog) (Nature America, Inc.).
- Dobson, Marcia W. D-S. (1992). 《Ritual Death, Patriarchal Violence, and Female Relationships in the Hymns to Demeter and Inanna》. 《NWSA Journal》 4. 42–58쪽. JSTOR 4316175.
- Drewnowska-Rymarz, Olga (2008). 《Mesopotamian goddess Nanāja》. Warszawa: Agade. ISBN 978-83-87111-41-0. OCLC 263460607.
- “Enheduanna: The exaltation of Inanna”. 《The Electronic Text Corpus of Sumerian Literature》 (translation). 2001. Inanna B.
- Fiore, Simon (1965). 《Voices from the Clay: The development of Assyro-Babylonian literature》. Norman, University of Oklahoma Press.
- Fontenrose, Joseph Eddy (1980) [1959]. 《Python: A Study of Delphic Myth and Its Origins》 reprint판. Berkeley, California, Los Angeles, California, and London, England: The University of California Press. ISBN 978-0-520-04106-6.
- Foxvog, D. (1993). 〈Astral Dumuzi〉.   Hallo, William W.; Cohen, Mark E.; Snell, Daniel C.; Weisberg, David B. 《The Tablet and the scroll: Near Eastern studies in honor of William W. Hallo》 2판. CDL Press. 106쪽. ISBN 978-0-9620013-9-0.
- Frantz-Szabó, Gabriella (1983). 〈Kulitta, Ninatta und〉. 《Reallexikon der Assyriologie》. 2021년 8월 10일에 확인함.
- George, Andrew, 편집. (1999). 《The Epic of Gilgamesh: The Babylonian epic poem and other texts in Akkadian and Sumerian》. Penguin. ISBN 0-14-044919-1.
- George, Andrew R. (2006). 《Review: The Sumerian Sacred Marriage in the Light of Comparative Evidence by Pirjo Lapinkivi》. 《Bulletin of the School of Oriental and African Studies, University of London》 69 (Cambridge University Press). 315–317쪽. doi:10.1017/S0041977X06210140. JSTOR 20182041. S2CID 59020637.
- George, Andrew R. (2015). 《The Gods Išum and Ḫendursanga: Night Watchmen and Street-lighting in Babylonia》. 《Journal of Near Eastern Studies》 74. 1–8쪽. doi:10.1086/679387. ISSN 0022-2968. S2CID 161546618.
- Grabbe, Lester L. (1997). 《Can a "History of Israel" be written?》. 《The Library of Hebrew Bible / Old Testament Studies》 245 (Sheffield, England: Sheffield Academic Press). ISBN 978-0-567-04320-7.
- Graz, F. (1984).  Eck, W., 편집. 《Women, War, and Warlike Divinities》. 《Zeitschrift für Papyrologie und Epigraphik》 55 (Bonn, Germany: Dr. Rudolf Habelt GmbH). 245–254쪽. JSTOR 20184039.
- Green, Alberto R.W. (2003). 《The Storm-God in the Ancient Near East》. Winona Lake, IN: Eisenbrauns. ISBN 978-1-57506-069-9.
- Guirand, Felix (1968). 〈Assyro-Babylonian mythology〉. 《New Larousse Encyclopedia of Mythology》. 번역 Aldington; Ames. London, UK: Hamlyn. 49–72쪽.
- Healey, John (2001). 《The religion of the Nabataeans: a conspectus》. Leiden Boston: Brill. ISBN 90-04-10754-1. OCLC 43185847.
- Hallo, William W. (2010). 《The World's Oldest Literature: Studies in Sumerian Belles-Lettres》. Leiden, The Netherlands: Brill. ISBN 978-90-04-17381-1.
- Halloran, John A. (2009). “Sumerian Lexicon Version 3.0”.
- Harris, Rivkah (February 1991). 《Inanna-Ishtar as Paradox and a Coincidence of Opposites》. 《History of Religions》 30. 261–278쪽. doi:10.1086/463228. JSTOR 1062957. S2CID 162322517.
- Heffron, Yağmur (2016a). Inana / Ištar (goddess). Penn Museum. 《Ancient Mesopotamian Gods and Goddesses》 (보고서). Open Richly Annotated Cuneiform Corpus (University of Pennsylvania).
- Heimpel, Wolfgang (1998). 〈Ninsiana〉. 《Reallexikon der Assyriologie》. 2021년 8월 10일에 확인함.
- Henkelman, Wouter F.M. (2008). 《The Other Gods Who Are: Studies in Elamite-Iranian acculturation based on the Persepolis fortification texts》. Leiden: Nederlands Instituut voor het Nabije Oosten. ISBN 978-90-6258-414-7.
- Hislop, Alexander (1903) [1853]. 《The Two Babylons: The papal worship proved to be the worship of Nimrod and his wife》 3판. S.W. Partridge.
- Hoffner, Harry (1998). 《Hittite myths》. Atlanta, GA: Scholars Press. ISBN 978-0-7885-0488-4. OCLC 39455874.
- Jacobsen, Thorkild (1976). 《The Treasures of Darkness: A history of Mesopotamian religion》. Yale University Press. ISBN 978-0-300-02291-9.
- Iossif, Panagiotis; Lorber, Catharine (2007). 《Laodikai and the goddess Nikephoros》. 《L'Antiquité Classique》 76. 63–88쪽. doi:10.3406/antiq.2007.2618. hdl:2066/205290. ISSN 0770-2817. JSTOR 41665635.
- Karahashi, Fumi (April 2004). 《Fighting the mountain: Some observations on the Sumerian myths of Inanna and Ninurta》. 《Journal of Near Eastern Studies》 63. 111–118쪽. doi:10.1086/422302. JSTOR 422302. S2CID 161211611.
- Katz, Dina (1996). 《How Dumuzi became Inanna's victim: On the formation of Inanna's Descent》. 《Acta Sumerologica》 18 (Dept. of Linguistics, University of Hiroshima). 93–103쪽.
- Katz, Dina (2015). 〈Myth and ritual through tradition and innovation〉. 《Tradition and Innovation in the Ancient Near East》. Penn State University Press. 59–74쪽. doi:10.1515/9781575063584-007. ISBN 9781575063584 – academia.edu 경유.
- Kilmer, Anne Draffkorn (1971). 《How was Queen Ereshkigal tricked? A new interpretation of the Descent of Ishtar》. 《Ugarit-Forschungen》 3. 299–309쪽.
- Kleiner, Fred (2005). 《Gardner's Art Through the Ages》. Belmont, California: Thompson Learning, Inc. 49쪽. ISBN 978-0-15-505090-7.
- Kramer, Samuel Noah (1961). 《Sumerian Mythology: A study of spiritual and literary achievement in the third millennium B.C.》 revis판. Philadelphia, Pennsylvania: University of Pennsylvania Press. ISBN 978-0-8122-1047-7.
- Kramer, Samuel Noah (1963). 《The Sumerians: Their History, Culture, and Character》. Chicago, Illinois: University of Chicago Press. ISBN 978-0-226-45238-8.
- Kramer, Samuel Noah (October 1966). 《Dumuzi's annual resurrection: An important correction to Inanna's Descent》. 《Bulletin of the American Schools of Oriental Research》 183. 31쪽. doi:10.2307/1356459. JSTOR 1356459. S2CID 163544444.
- Kramer, Samuel Noah (1970년 4월 28일). 《The Sacred Marriage Rite》. Bloomington, Indiana: Indiana University Press. ISBN 978-0-253-35035-0.
- Kramer, Samuel Noah (1988). 《History Begins at Sumer: Thirty-nine firsts in recorded history》 3판. University of Pennsylvania Press. ISBN 978-0-8122-1276-1.
- Lambert, Wilfred G. (1987). 〈Lulal / Lātarāk〉. 《Reallexikon der Assyriologie》. 2021년 8월 6일에 확인함.
- Leick, Gwendolyn (1998) [1991]. 《A Dictionary of Ancient Near Eastern Mythology》. New York City, New York: Routledge. ISBN 978-0-415-19811-0.
- Leick, Gwendolyn (2013) [1994]. 《Sex and Eroticism in Mesopotamian Literature》. New York City, New York: Routledge. ISBN 978-1-134-92074-7.
- Lewis, Sian; Llewellyn-Jones, Lloyd (2018). 《The Culture of Animals in Antiquity: A sourcebook with commentaries》. New York City, New York and London, England: Routledge. ISBN 978-1-315-20160-3.
- Litke, Richard L. (1998). 《A reconstruction of the Assyro-Babylonian god lists, AN:dA-nu-umm and AN:Anu šá Ameli》 (PDF). New Haven: Yale Babylonian Collection. ISBN 978-0-9667495-0-2. OCLC 470337605.
- Lung, Tang (2014). 〈Marriage of Inanna and Dumuzi〉. 《세계사 백과사전》.
- Liungman, Carl G. (2004). 《Symbols: Encyclopedia of Western Signs and Ideograms》. Lidingö, Sweden: HME Publishing. ISBN 978-91-972705-0-2.
- Maeda, Tohru (1981). 《"King of Kish" in pre-Sarogonic Sumer》. 《Orient》 17 (The Society for Near Eastern Studies in Japan). 1–17쪽. doi:10.5356/orient1960.17.1. ISSN 1884-1392.
- Marcovich, Miroslav (1996). 《From Ishtar to Aphrodite》. 《Journal of Aesthetic Education》 39. 43–59쪽. doi:10.2307/3333191. JSTOR 3333191.
- Meyer, Michael R. (n.d.). “Venus Morning Star – Venus Evening Star”. 《Astro.com》. 2021년 8월 12일에 확인함.
- Murat, Leyla (2009). 《Goddess Išhara》. 《Ankara Üniversitesi Dil ve Tarih-Coğrafya Fakültesi Tarih Bölümü Tarih Araştırmaları Dergisi》 45.
- Nemet-Nejat, Karen Rhea (1998). 《Daily Life in Ancient Mesopotamia》. Greenwood. ISBN 978-0-313-29497-6.
- Penglase, Charles (1994). 《Greek Myths and Mesopotamia: Parallels and influence in the Homeric hymns and Hesiod》. New York City, New York: Routledge. ISBN 978-0-415-15706-3.
- Peterson, Jeremiah (2010). 《A fragmentary Erotic Sumerian Context Featuring Inana》. 《Aula orientalis: Revista de estudios del Próximo Oriente Antiguo》 28. 253–258쪽. ISSN 0212-5730.
- Piveteau, Jean (1981) [1964]. 〈Man before history〉.   Dunan, Marcel; Bowle, John. 《The Larousse Encyclopedia of Ancient and Medieval History》. New York, NY: Excaliber Books. ISBN 978-0-89673-083-0.
- Potts, Daniel T. (2010). 〈Appendix 2: Catalogue of Elamite sources〉. 《From the Foundations to the Crenellations: Essays on temple building in the Ancient Near East and Hebrew Bible》. Münster: Ugarit-Verlag. ISBN 978-3-86835-031-9. OCLC 618338811.
- Pryke, Louise M. (2017). 《Ishtar》. New York and London: Routledge. ISBN 978-1-138-86073-5.
- Puhvel, Jaan (1987). 《Comparative Mythology》. Baltimore, Maryland: Johns Hopkins University Press. ISBN 978-0-8018-3938-2.
- Retsö, Jan (2014). 《The Arabs in Antiquity: Their history from the Assyrians to the Umayyads》. London New York: Routledge Taylor & Francis Group. ISBN 978-0-415-76003-4. OCLC 960211049.
- Roscoe, Will; Murray, Stephen O. (1997). 《Islamic Homosexualities: Culture, History, and Literature》. New York, NY: New York University Press. ISBN 978-0-8147-7467-0.
- Rountree, Kathryn (2017).  Rountree, Kathryn, 편집. 《Cosmopolitanism, Nationalism, and Modern Paganism》. Palgrave Studies in New and Alternative Spiritualities. 167쪽. doi:10.1057/978-1-137-56200-5. ISBN 978-1-137-57040-6.
- Rubio, Gonzalo (1999). 《On the alleged "Pre-Sumerian substratum"》. 《Journal of Cuneiform Studies》 51. 1–16쪽. doi:10.2307/1359726. JSTOR 1359726. S2CID 163985956.
- Inana's descent to the nether world: translation. 《The Electronic Text Corpus of Sumerian Literature》 (보고서) (Faculty of Oriental Studies, University of Oxford). 2001.
- Schwemer, Daniel (2007). 《The Storm-Gods of the Ancient Near East: Summary, Synthesis, Recent Studies Part I》 (PDF). 《Journal of Ancient Near Eastern Religions》 7 (Brill). 121–168쪽. doi:10.1163/156921207783876404. ISSN 1569-2116.
- Smith, Mark S. (2002). 《The Early History of God: Yahweh and the other deities in ancient Israel》 2판. Wm. B. Eerdmans Publishing Company. 28쪽. ISBN 978-0-8028-3972-5.
- Smith, Mark S. (2014). 〈Athtart in late Bronze Age Syrian texts〉. 《Transformation of a Goddess: Ishtar – Astarte – Aphrodite》. Fribourg Göttingen: Academic Press Vandenhoeck & Ruprecht. ISBN 978-3-7278-1748-9. OCLC 881612038.
- Stol, Martin (1998). 〈Nanaja〉. 《Reallexikon der Assyriologie》. 2021년 8월 1일에 확인함.
- Streck, Michael P.; Wasserman, Nathan (2013). 《More light on Nanāya》 (PDF). 《Zeitschrift für Assyriologie und Vorderasiatische Archäologie》 102 (Walter de Gruyter GmbH). 183–201쪽. doi:10.1515/za-2012-0010. ISSN 1613-1150. S2CID 163386405.
- Suter, Claudia E. (2014). 〈Human, divine, or both?: The Uruk Vase and the problem of ambiguity in early Mesopotamian visual arts〉.   Feldman, Marian; Brown, Brian. 《Approaches to Ancient Near Eastern Art》. Berlin, Germany: Walter de Gruyter. 545–568쪽. ISBN 978-1-61451-035-2.
- Sweet, R. (1994). 〈A New Look at the 'Sacred Marriage' in Ancient Mesopotamia〉.   Robbins, E.; Sandahl, E. 《Corolla Torontonensis: Studies in Honour of Ronald Morton Smith》. Toronto: TSAR Publications. 85–104쪽. OCLC 29597938.
- Taracha, Piotr (2009). 《Religions of Second Millennium Anatolia》. Harrassowitz. ISBN 978-3447058858.
- Thomas, Paul (2007). 《Re-imagining Inanna: The gendered re-appropriation of the ancient goddess in modern Goddess worship》. 《The Pomegranate: The International Journal of Pagan Studies》 6. 53–69쪽. doi:10.1558/pome.v6i1.53.
- Thompson, Gary D. (2020). “The development, heyday, and demise of panbabylonism”. 《Westnet》. 2021년 8월 10일에 확인함.
- Tinney, Steve (April 2018). 《Dumuzi's Dream revisited》. 《Journal of Near Eastern Studies》 77. 85–89쪽. doi:10.1086/696146. ISSN 0022-2968. S2CID 165931671.
- Tuite, Kevin (2004년 2월 20일) [2000]. 〈The meaning of dæl: Symbolic and spatial associations of the south Caucasian goddess of game animals〉 (PDF). 《Linguaculture: Studies in the interpenetration of language and culture. Essays to Honor Paul Friedrich》. Montreal, Quebec: University of Montreal.
- van der Mierop, Marc (2007). 《A History of the Ancient Near East: 3,000–323 BCE》. Blackwell. ISBN 978-1-4051-4911-2.
- Vanstiphout, H.L. (1984). 《Inanna / Ishtar as a figure of controversy》. 《Struggles of Gods: Papers of the Groningen Work Group for the Study of the History of Religions》 31 (Berlin, DE: Mouton Publishers). ISBN 978-90-279-3460-4.
- Vanstiphout, Herman (2003). 《Epics of Sumerian Kings》 (PDF). Atlanta, Georgia: Society of Biblical Literature. 49–96쪽. ISBN 978-1-58983-083-7.
- Warner, Marina (2016) [1976]. 《Alone of All Her Sex: The myth and cult of the Virgin Mary》. Oxford, UK: Oxford University Press. 210쪽. ISBN 978-0-19-963994-6.
- West, M.L. (1997). 《The East Face of Helicon: West Asiatic elements in Greek poetry and myth》. Oxford, England: Clarendon Press. 57쪽. ISBN 978-0-19-815221-7.
- Westenholz, Joan Goodnick (1997). 《Legends of the Kings of Akkade: The texts》. Eisenbrauns. 33, 49쪽. ISBN 978-0-931464-85-0.
- Weston, Donna; Bennett, Andy (2013). 《Pop Pagans: Paganism and popular music》. New York and London: Routledge. 165쪽. ISBN 978-1-84465-647-9.
- Wiggermann, Frans A.M. (1988). 《An unrecognized synonym of Sumerian sukkal, "vizier"》. 《Zeitschrift für Assyriologie und Vorderasiatische Archäologie》 78 (Walter de Gruyter GmbH). doi:10.1515/zava.1988.78.2.225. ISSN 0084-5299. S2CID 161099846.
- Wiggermann, Frans A.M. (1997). 〈Transtigridian snake gods〉.   Finkel, I.L.; Geller, M.J. 《Sumerian Gods and their Representations》. STYX Publications. ISBN 978-90-56-93005-9.
- Wiggermann, Frans A.M. (1998). 〈Nackte Göttin A. Philologisch · Naked goddess A. Philological〉. 《Reallexikon der Assyriologie》. 2021년 8월 10일에 확인함.
- Wiggermann, Frans A.M. (1999). 〈Nergal A. Philologisch · Nergal A. Philological〉. 《Reallexikon der Assyriologie》. 2021년 8월 10일에 확인함.
- Wiggermann, Frans A.M. (1999a). 〈Nin-ĝišzida〉. 《Reallexikon der Assyriologie》. 2021년 8월 6일에 확인함.
- Wiggermann, Frans A.M. (2001). 〈Nin-šubur〉. 《Reallexikon der Assyriologie》. 2021년 8월 6일에 확인함.
- Wiggermann, Frans A.M. (2010). 〈Sexualität A. In Mesopotamien · Sexuality A. In Mesopotamia〉. 《Reallexikon der Assyriologie》. 2021년 8월 6일에 확인함.
- Wiggins, Steve (2007). 《A reassessment of Asherah: With further considerations of the goddess》. Piscataway, NJ: Gorgias Press. ISBN 978-1-59333-717-9. OCLC 171049273.
- Wilcke, Claus (1980). 〈Inanna / Ištar A. Mesopotamien. Philologisch · Inanna / Ištar A. Mesopotamia. Philological〉. 《Reallexikon der Assyriologie》. 2021년 8월 10일에 확인함.
- Wilhelm, Gernot (1989). 《The Hurrians》. Warminster, UK: Aris & Phillips. ISBN 978-0-85668-442-5. OCLC 21036268.
- Wilhelm, Gernot (2014). 〈Unterwelt, Unterweltsgottheiten C. In Anatolien〉. 《Reallexikon der Assyriologie》. 2021년 8월 10일에 확인함.
- Wolkstein, Diane; Kramer, Samuel Noah (1983). 《Inanna, Queen of Heaven and Earth: Her stories and hymns from Sumer》. New York City, New York: Harper&Row Publishers. ISBN 978-0-06-090854-6.
- Ziolkowski, Theodore (2012). 《Gilgamesh among Us: Modern encounters with the ancient epic》. Ithaca, NY: Cornell University Press. ISBN 978-0-8014-5035-8.
- Zsolnay, Ilona (2009). 〈Do divine structures of gender mirror mortal structures of gender?〉. 《In the Wake of Tikva Frymer-Kensky》. Gorgias Press. doi:10.31826/9781463219185-010.
- Zsolnay, Ilona (2010). 〈Ištar, "goddess of war, pacifier of kings": An analysis of Ištar's martial role in the maledictory sections of the Assyrian royal inscriptions〉. 《City Administration in the Ancient Near East》. 53e Rencontre Assyriologique Internationale. Winona Lake, IN: Eisenbrauns. ISBN 978-1-57506-168-9. OCLC 759160119.

## 더 읽어보기
- Black, Jeremy (2004). 《The Literature of Ancient Sumer》. Oxford University Press. ISBN 978-0-19-926311-0.
- “The Electronic Text Corpus of Sumerian Literature”. Faculty of Oriental Studies, University of Oxford. 2003.
- Fulco, William J. (1987). 〈Inanna〉.   Eliade, Mircea. 《The Encyclopedia of Religion》 7. New York: Macmillan Group. 145–146쪽.
- Heffron, Yağmur (2016b). Inana / Ištar (goddess). Penn Museum. 《Ancient Mesopotamian Gods and Goddesses》 (보고서). Open Richly Annotated Cuneiform Corpus (University of Pennsylvania).
- Kelley, Peter (2015년 5월 5일). “The Exaltation of Inanna, 2300 BCE”. Documents that Changed the World podcast series (보도 자료). UW News. 워싱턴 대학교.
- Maier, John R. (2018). 《Gilgamesh and the Great Goddess of Uruk》. Suny Brockport eBooks. ISBN 978-0-9976294-3-9. 2019년 1월 30일에 원본 문서에서 보존된 문서. 2018년 5월 8일에 확인함.